# Codice Borgia

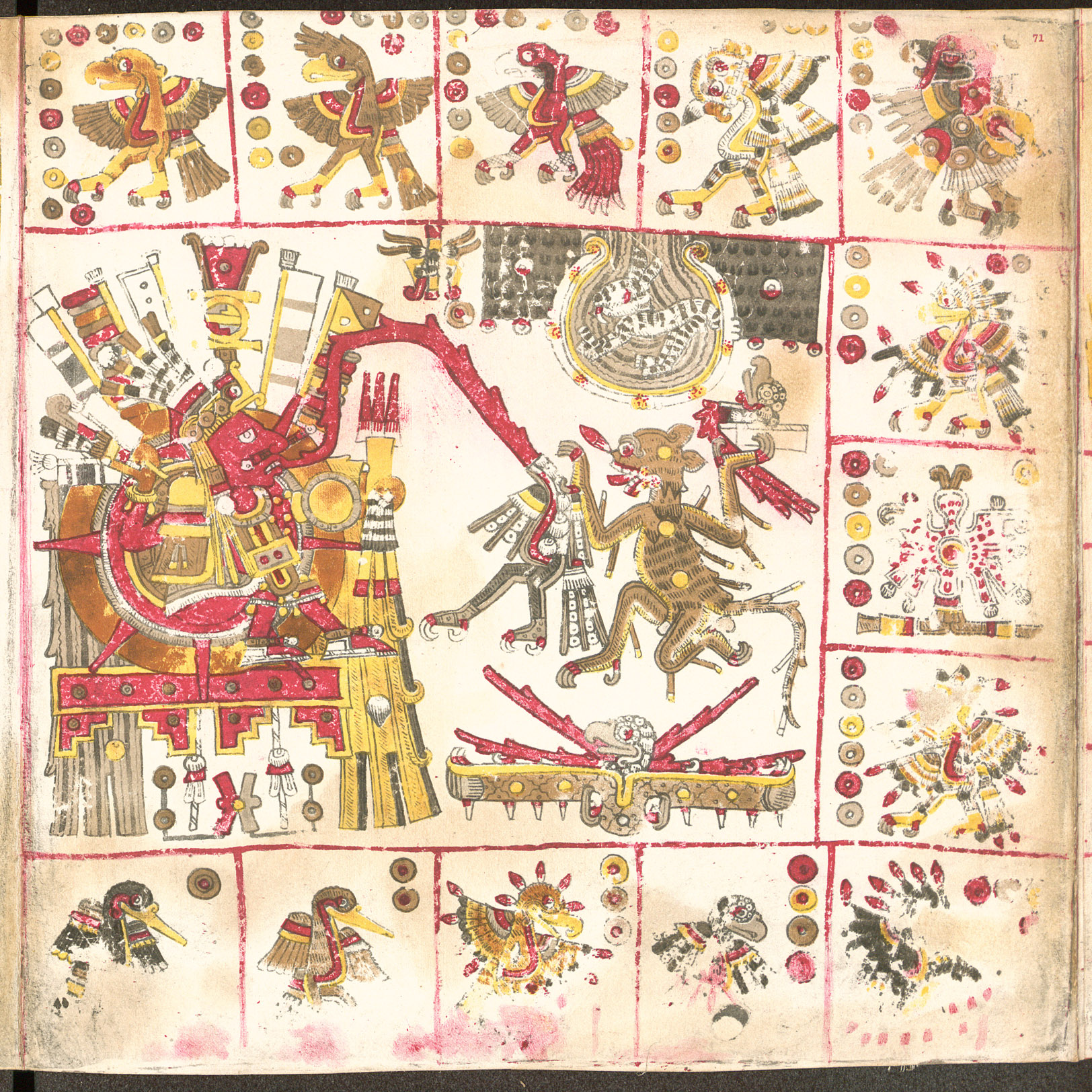
Pagina 71 del Codice Borgia

Il Codice Borgia (o Codice Yoālli Ehēcatl) è un manoscritto rituale e divinatorio mesoamericano.
Il Codice, che fa parte di un gruppo di manoscritti a cui dà il nome (Gruppo Borgia), è composto da 39 pagine in pelle di animale dipinte, ciascuna di 27 x 26,5 cm. Di queste, 37 sono dipinte in entrambi i lati, due da un lato solo, per un complessivo di 76 facciate illustrate e una lunghezza complessiva di 10,34 metri. Il manoscritto si legge da destra a sinistra.
Il codice prende il nome dal cardinale Stefano Borgia, che lo deteneva prima che fosse acquistato dalla Biblioteca Apostolica Vaticana. Il nome azteco del Codice non ci è pervenuto, tuttavia nel 2004 Maarten Jansen e Gabina Aurora Pérez Jiménez proposero di chiamarlo con il nome indigeno di Codice Yoalli Ehecatl, che in Lingua nahuatl significa "Notte e Vento", anche se non è certo che i suoi realizzatori fossero Nahua.

## Storia
Non si conosce l'esatta origine del Codice Borgia che probabilmente proviene dagli altopiani centrali del Messico, tra Puebla e la Valle di Tehuacán.
Probabilmente risale alla fine del XV secolo, ma fu scoperto nel XVI secolo e portato dal Messico in Spagna e poi da lì in Italia. Nel 1805 Alexander von Humboldt lo rinvenne tra gli effetti del cardinale Stefano Borgia ed oggi è custodito nella Biblioteca Apostolica Vaticana.

## I contenuti del Codice Borgia

### Pagine 1-8
Le prime otto pagine elencano i simboli dei 260 giorni del tonalpohualli, ogni trecena di 13 simboli forma una riga orizzontale che si estende su due pagine. Alcuni giorni sono marcati con un'orma di piede. I simboli divinatori sono posti sopra e sotto quello del giorno.
Sezioni analoghe a queste sono contenute nelle prime otto pagine del Codice Cospi e del Codice Vaticanus B. Tuttavia, mentre il Codice Borgia si legge da destra a sinistra, questi codici invece si leggono da sinistra a destra.

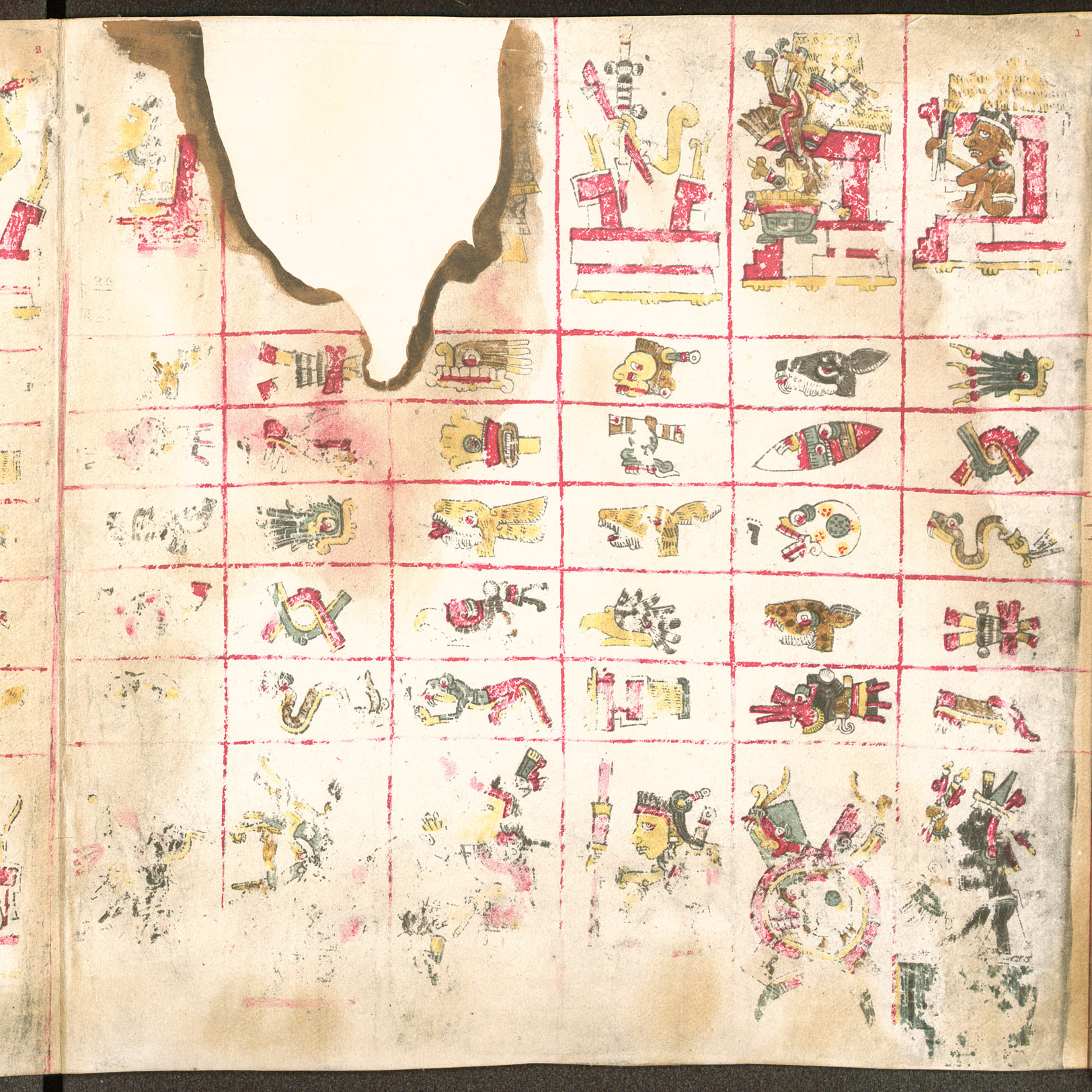
Pagina 1
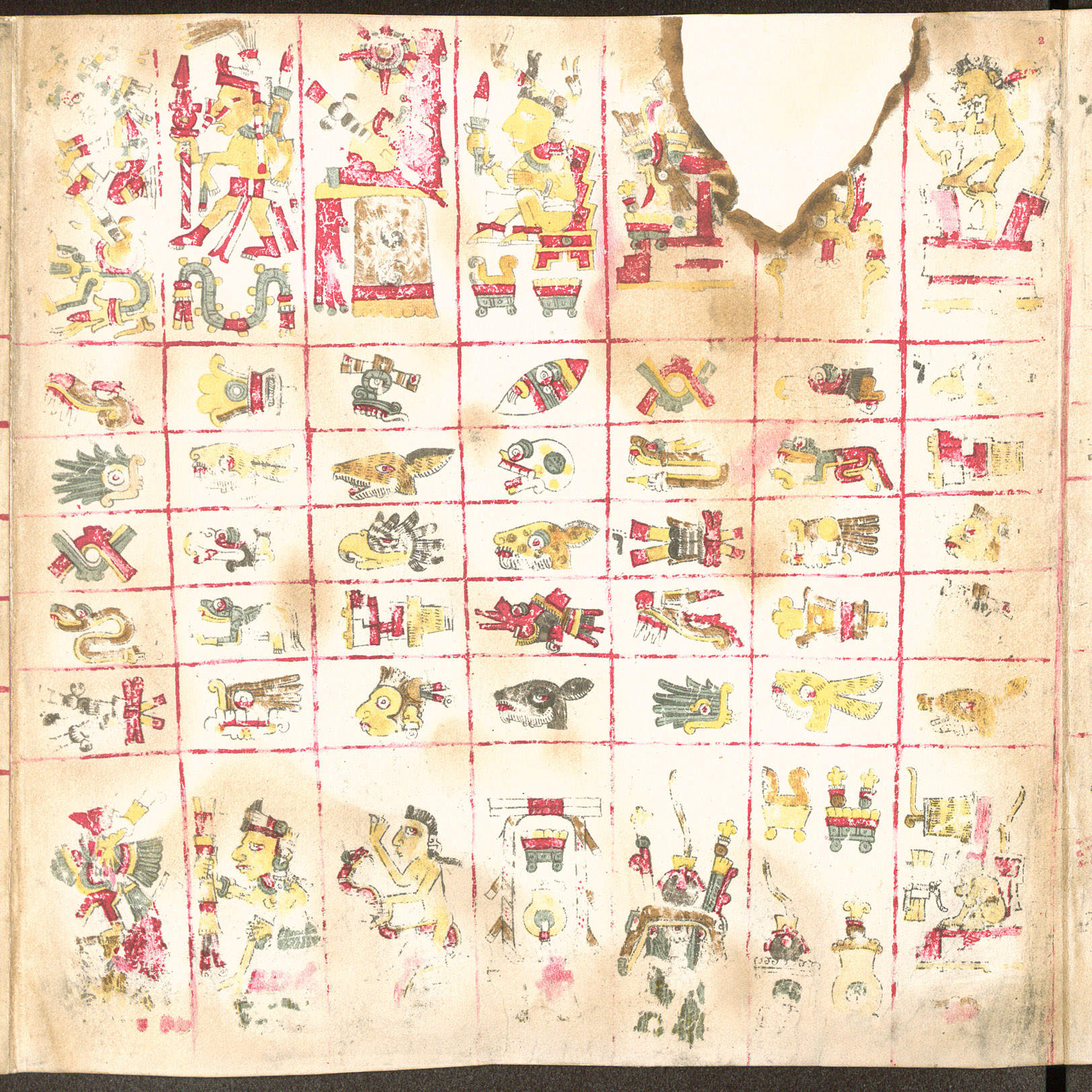
Pagina 2
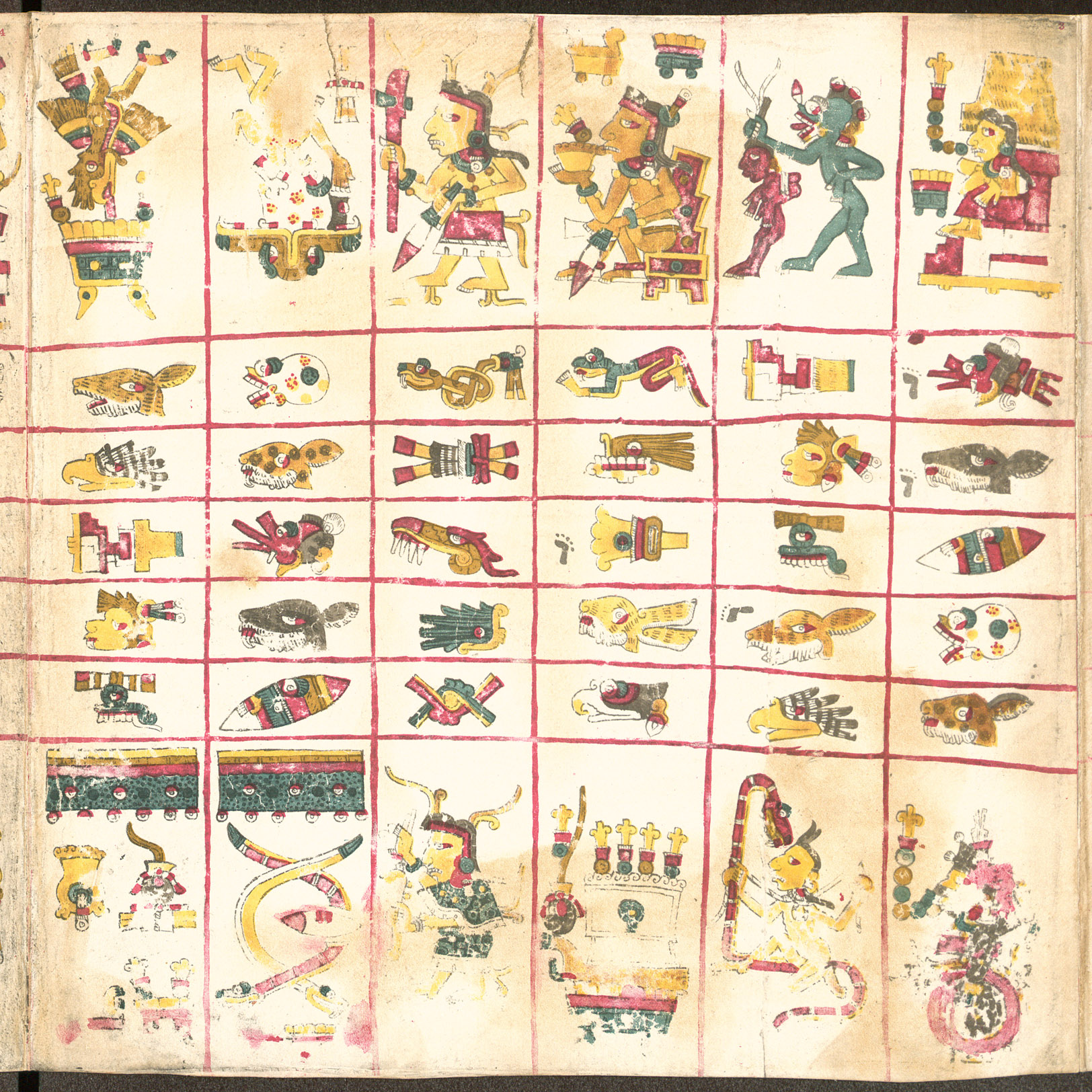
Pagina 3
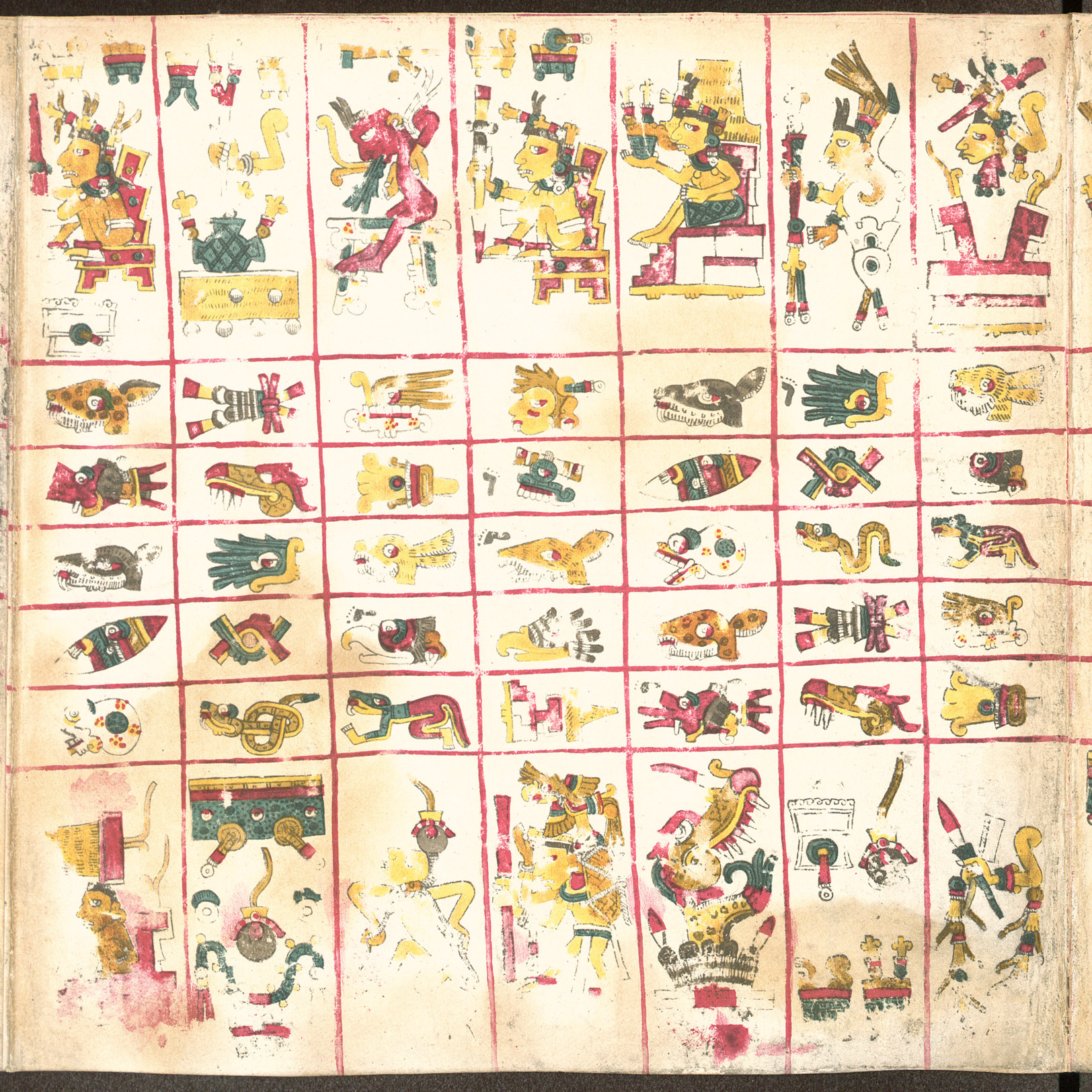
Pagina 4
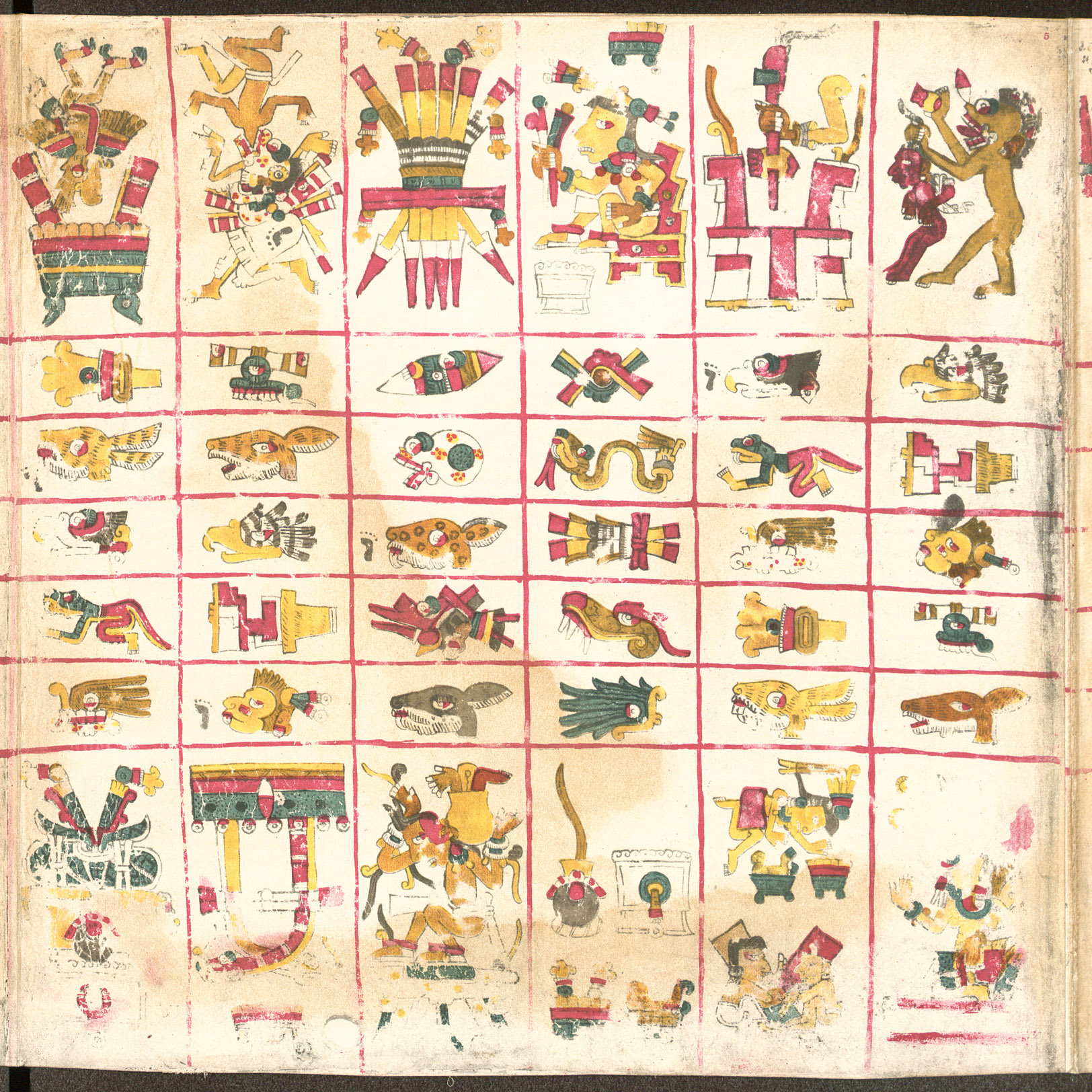
Pagina 5
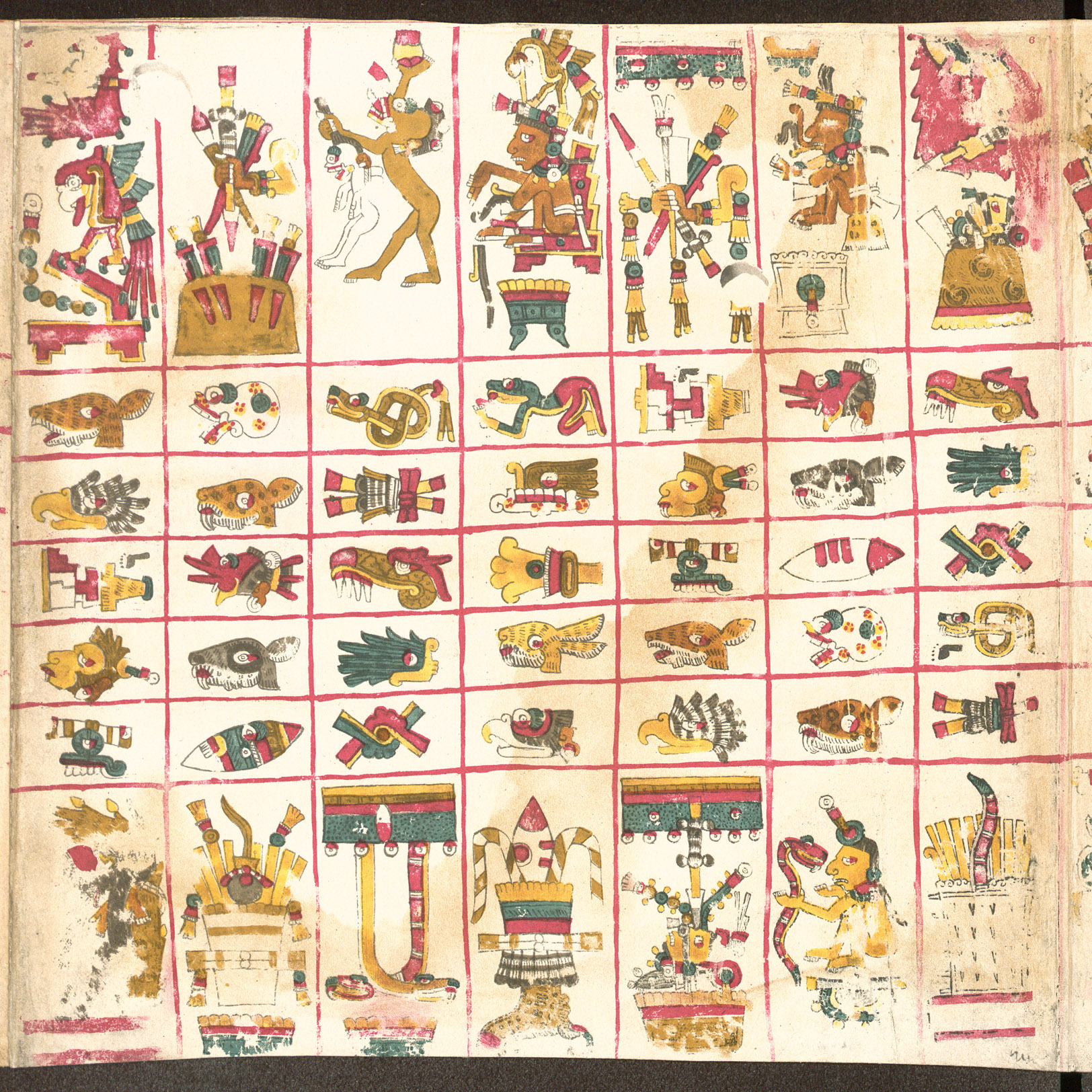
Pagina 6
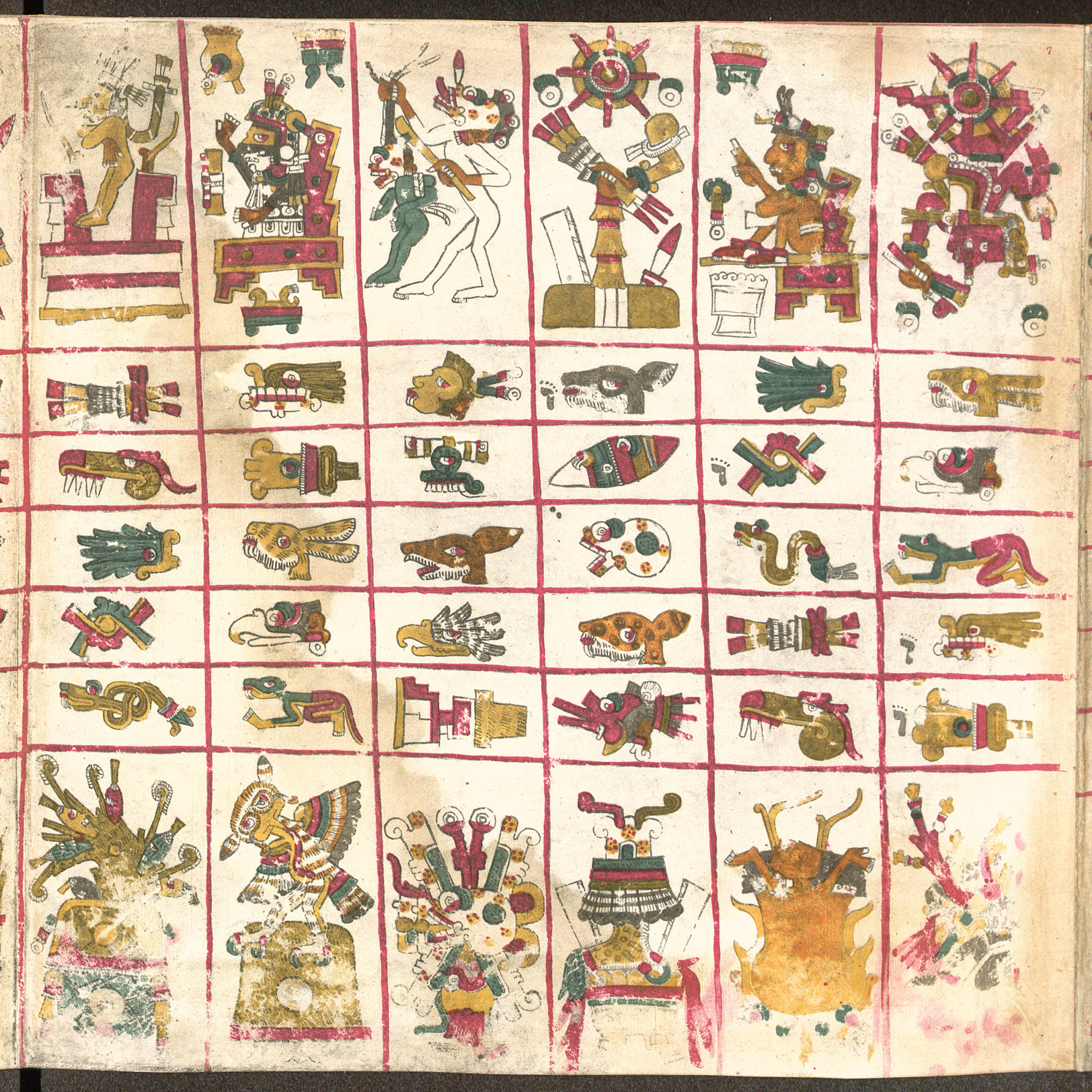
Pagina 7
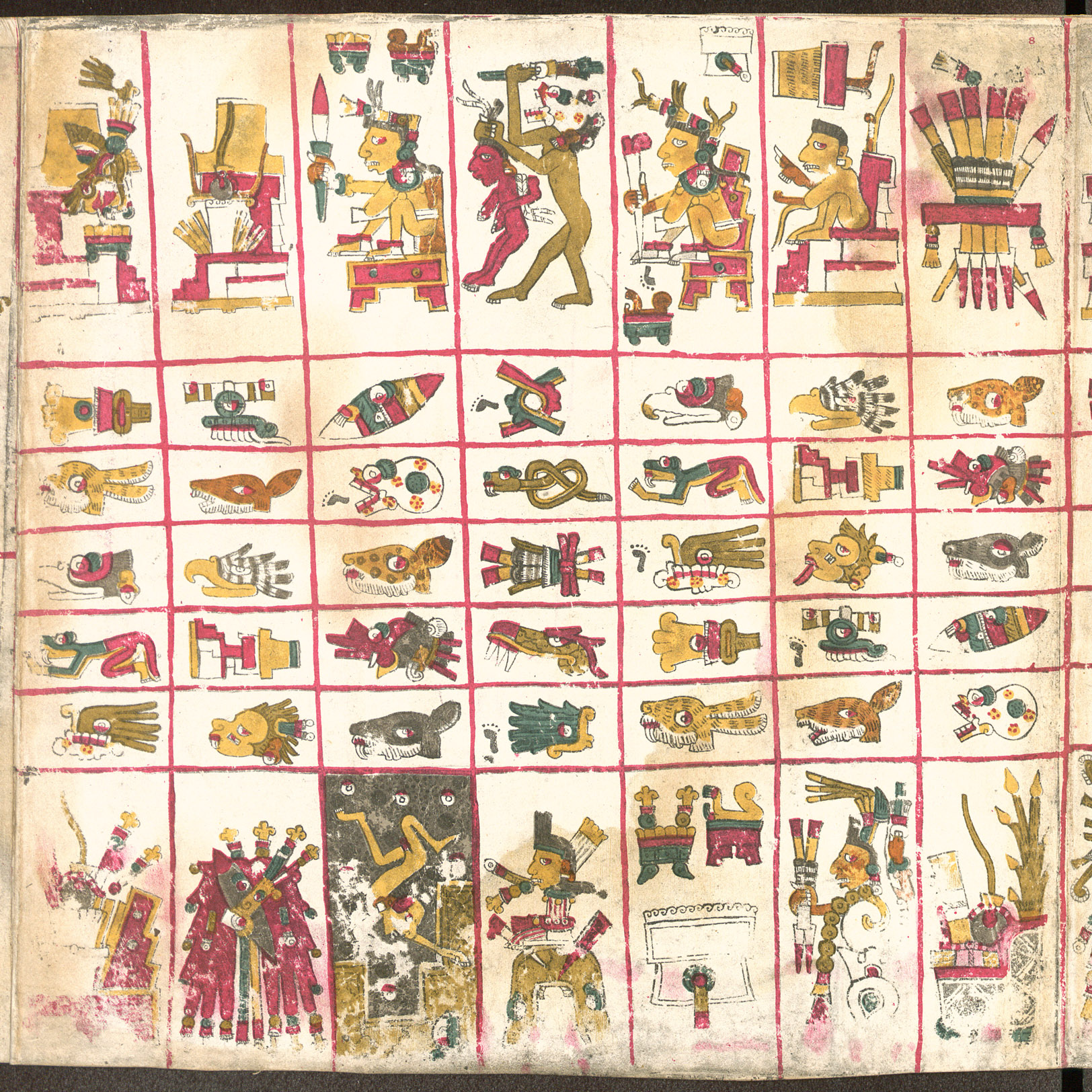
Pagina 8

### Pagine 9–14
Le pagine da 9 a 13 sono suddivise in quattro quarti, ognuno dei quali contiene uno dei venti simboli dei giorni, la sua divinità protettrice e i simboli associati.
La pagina 14 è divisa in nove sezioni per ciascuno dei nove Signori della Notte(Tlaloc, Tepeyollotl, Tlazolteotl, Centeotl, Mictlantecuhtli, Chalchiuhtlicue, Xipe-Totec, Tezcatlipoca e Huehueteotl).
Esse sono accompagnate dal simbolo del giorno e simboli che indicano associazioni positive o negative.

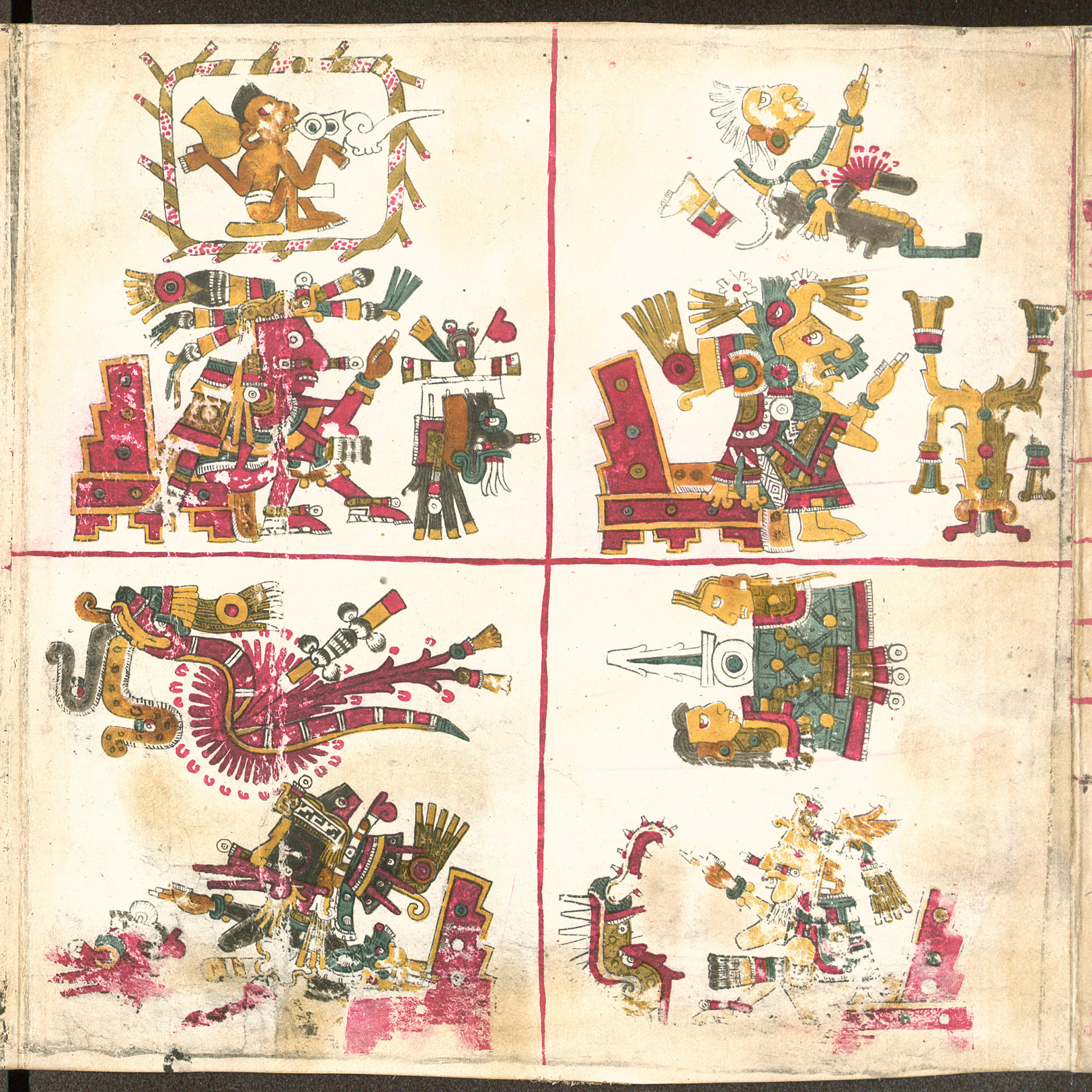
Pagina 9
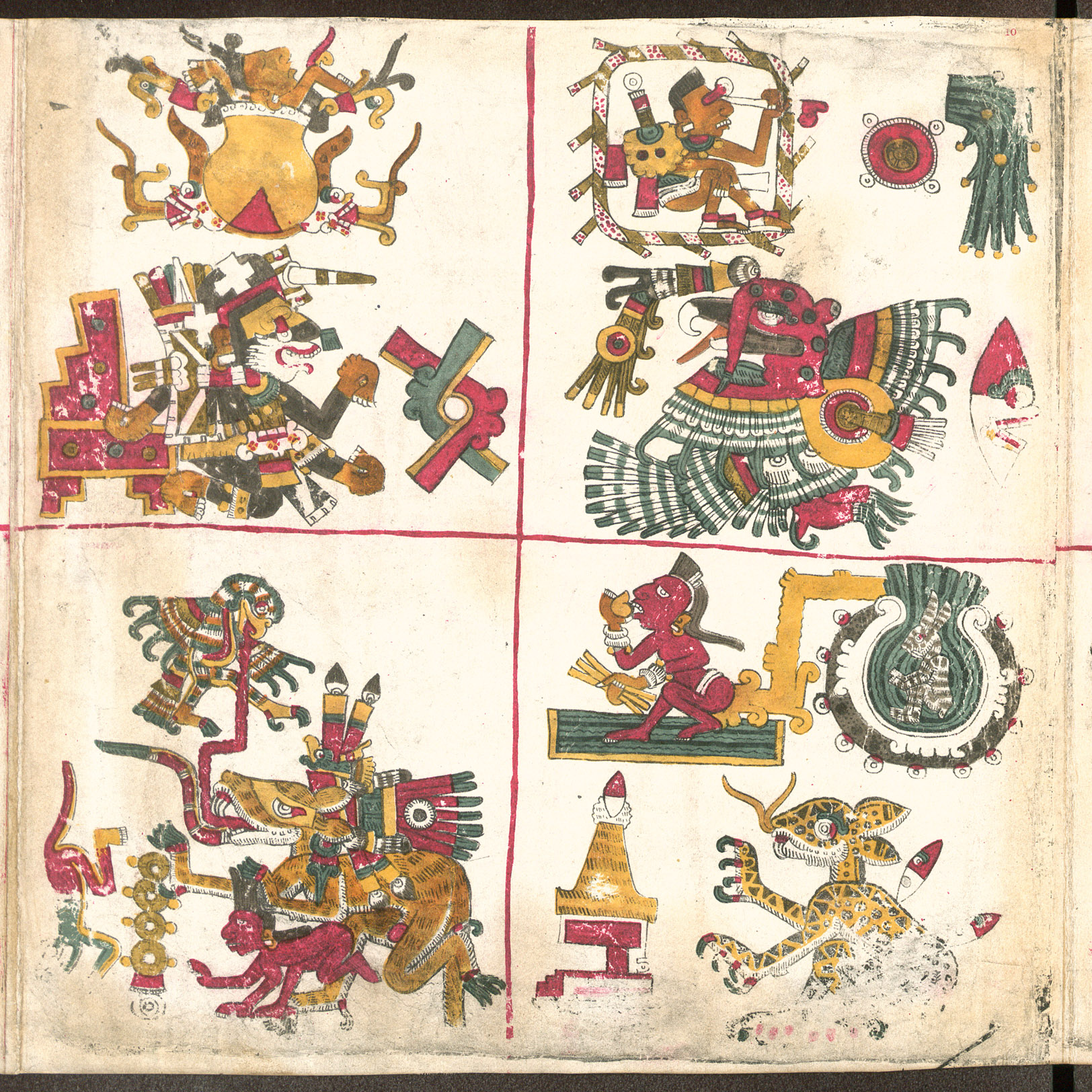
Pagina 10
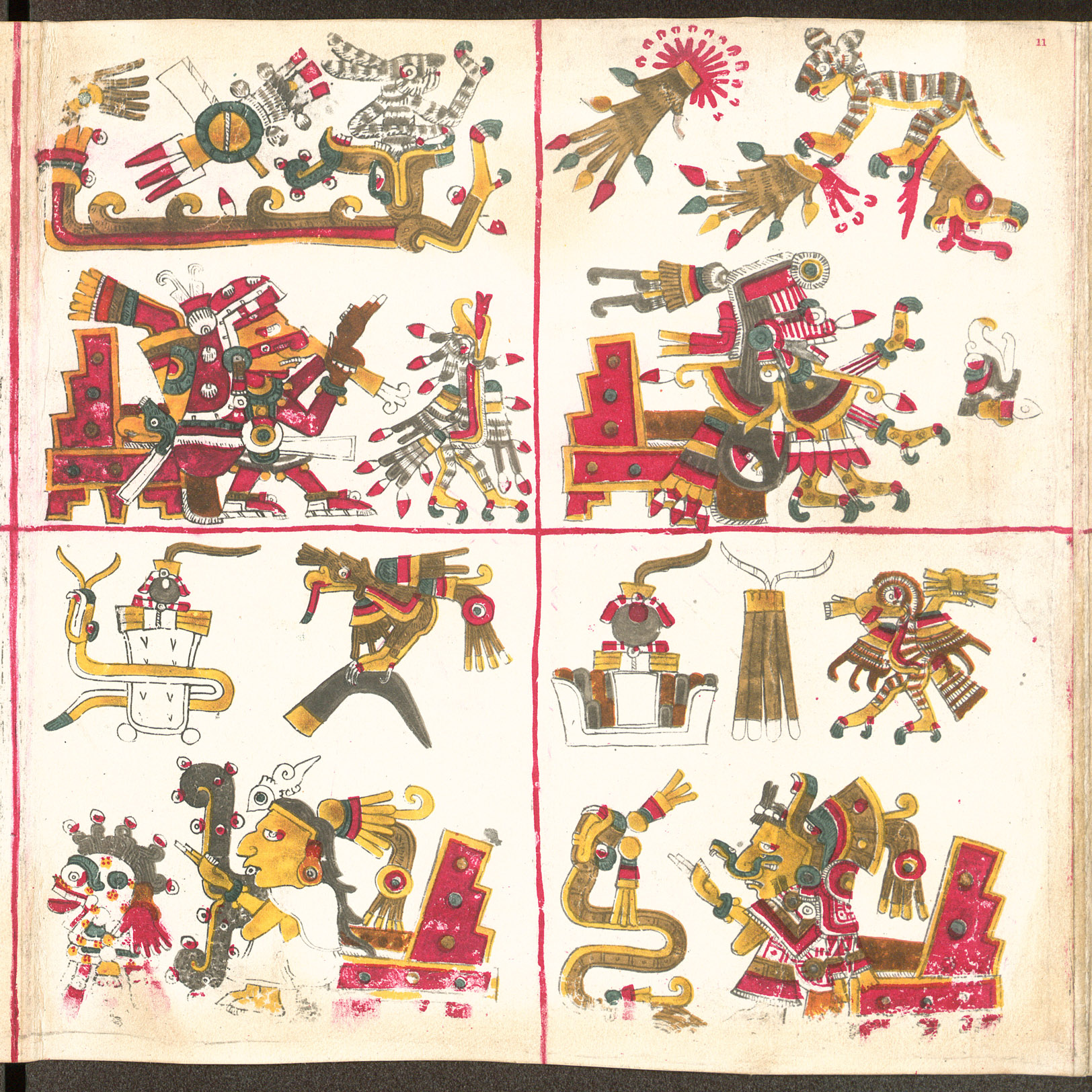
Pagina 11
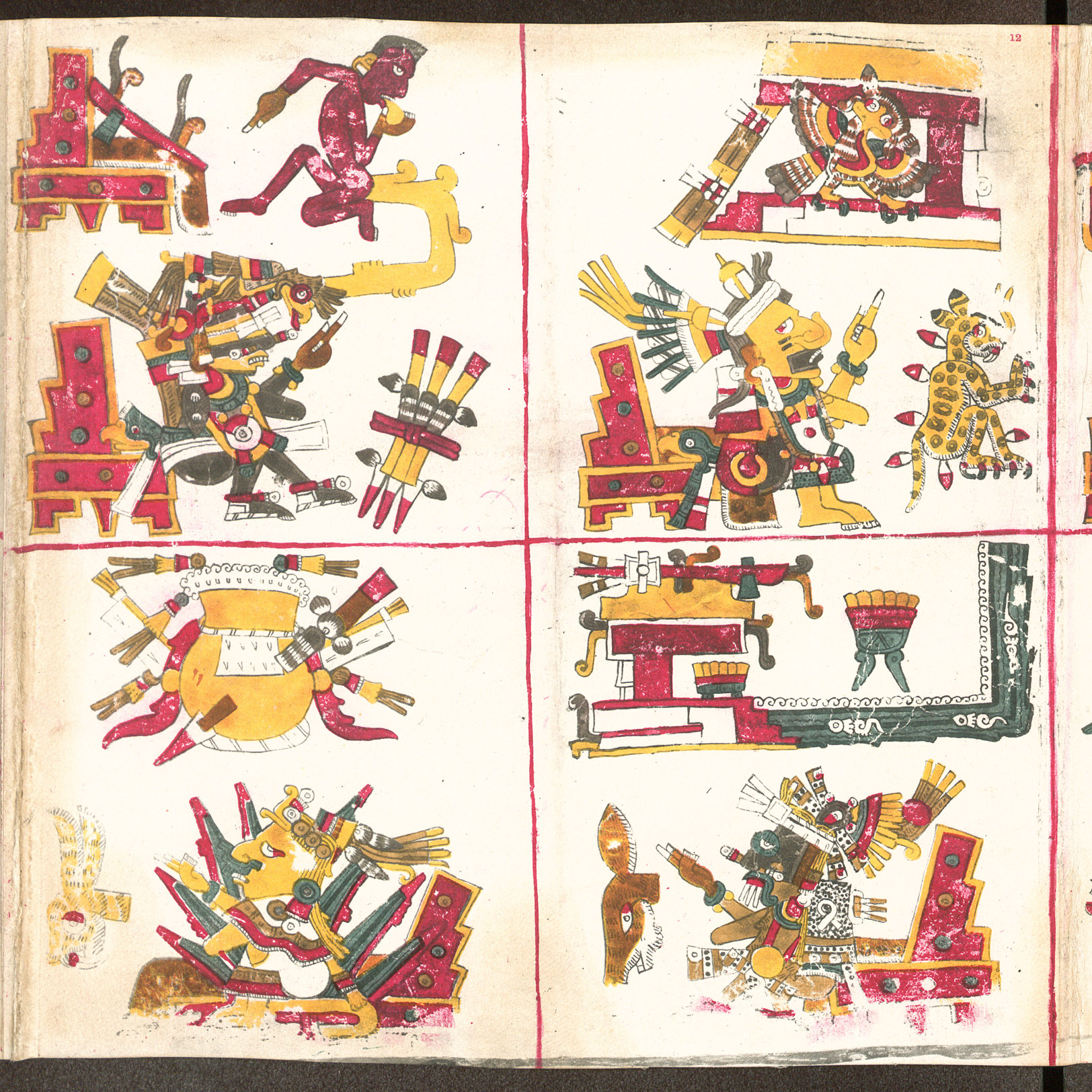
Pagina 12
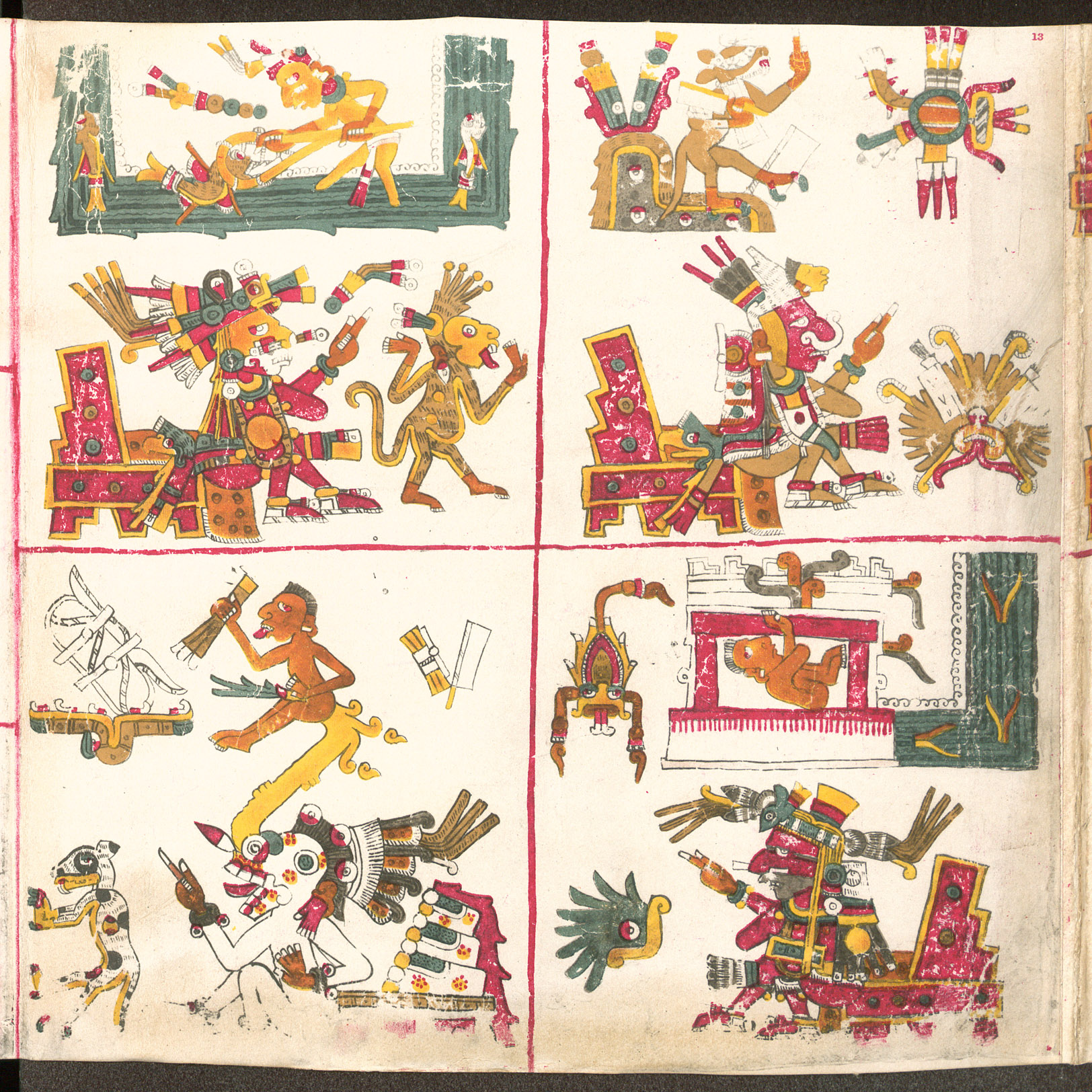
Pagina 13
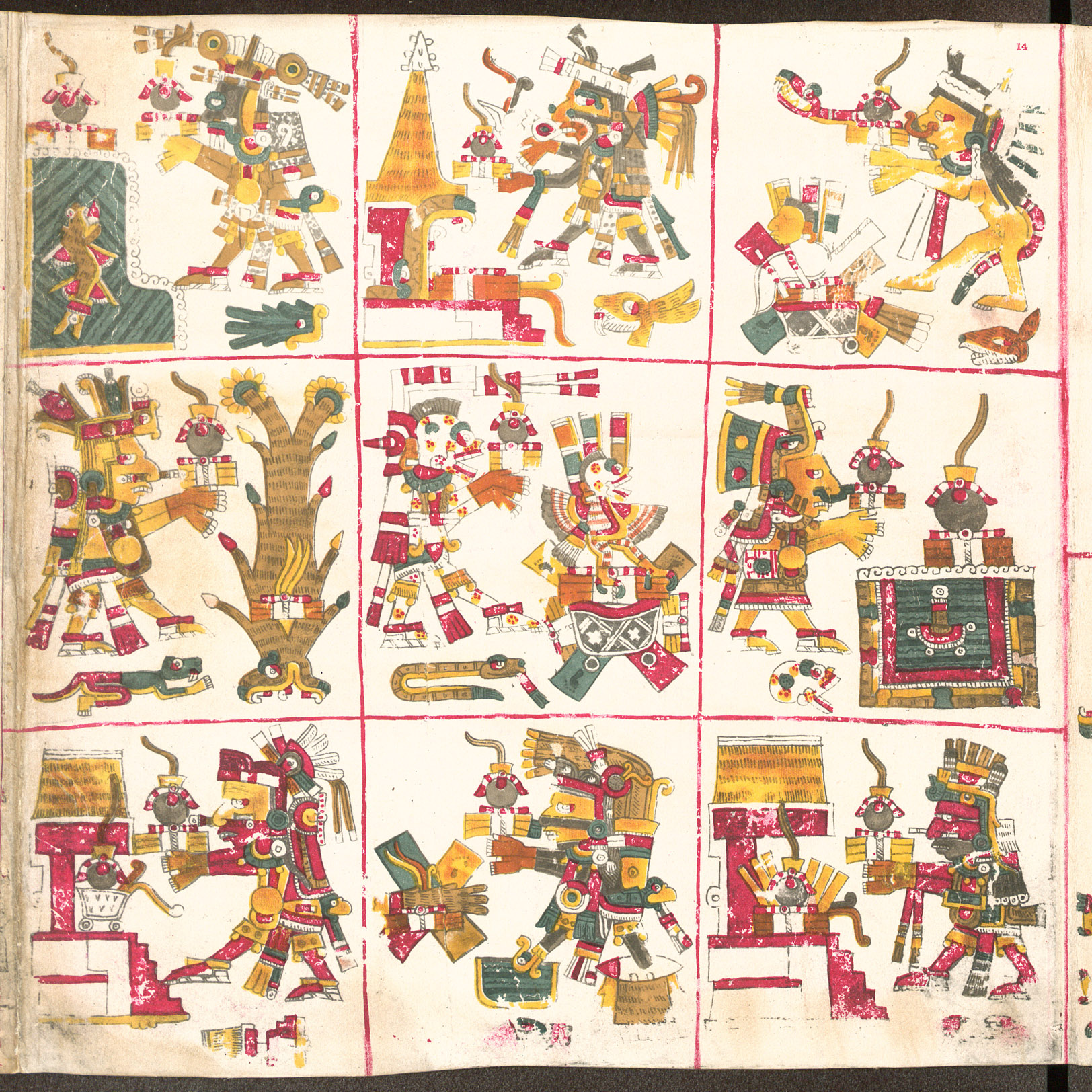
Pagina 14

### Pagine 15–17
Le pagine da 15 a 17 raffigurano divinità associate alla nascita. Ciascuna delle 20 sezioni contiene quattro simboli dei giorni.
La sezione inferiore della pagina 17 contiene una grande raffigurazione di Tezcatlipoca, con simboli dei giorni associati a varie parti del suo corpo.

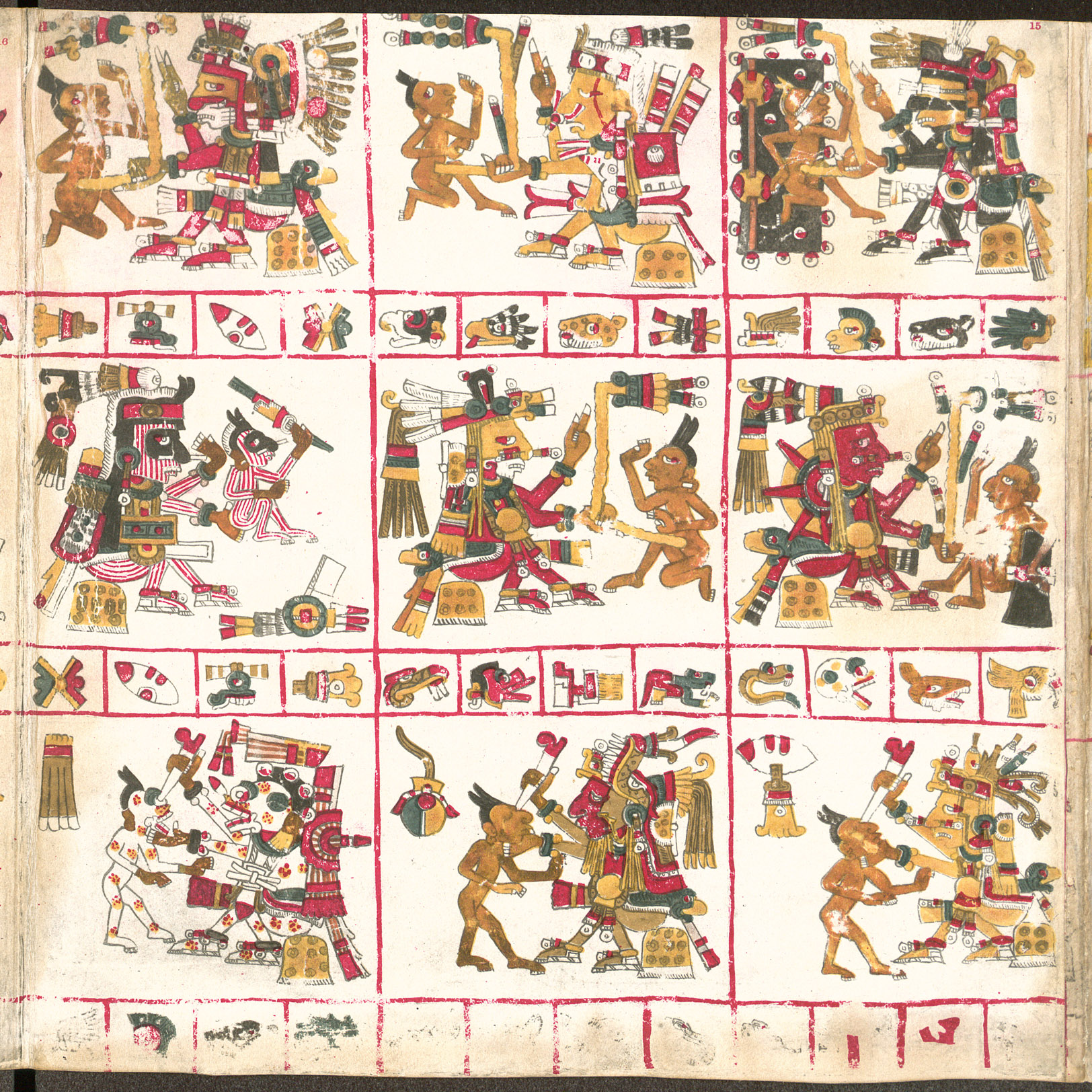
Pagina 15
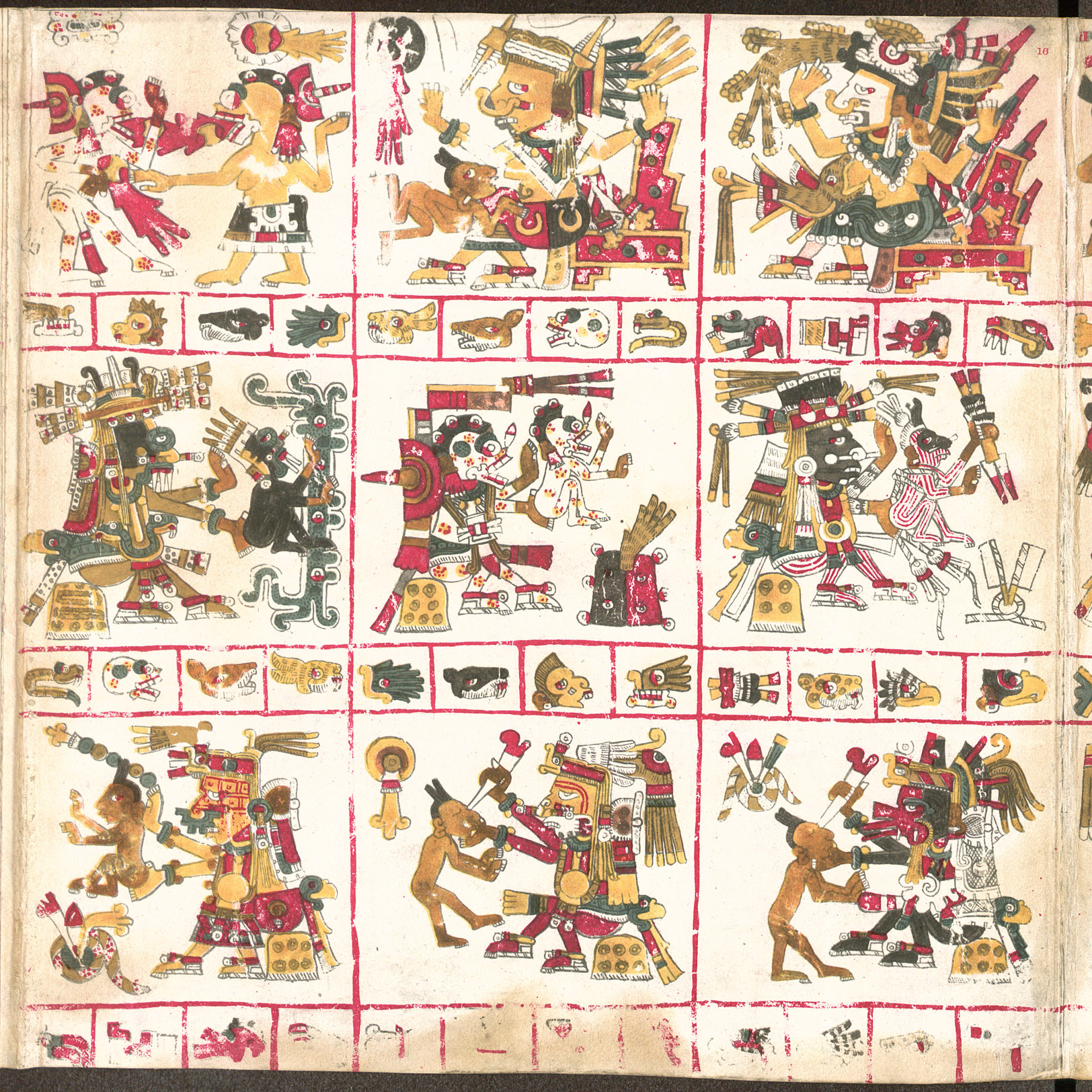
Pagina 16
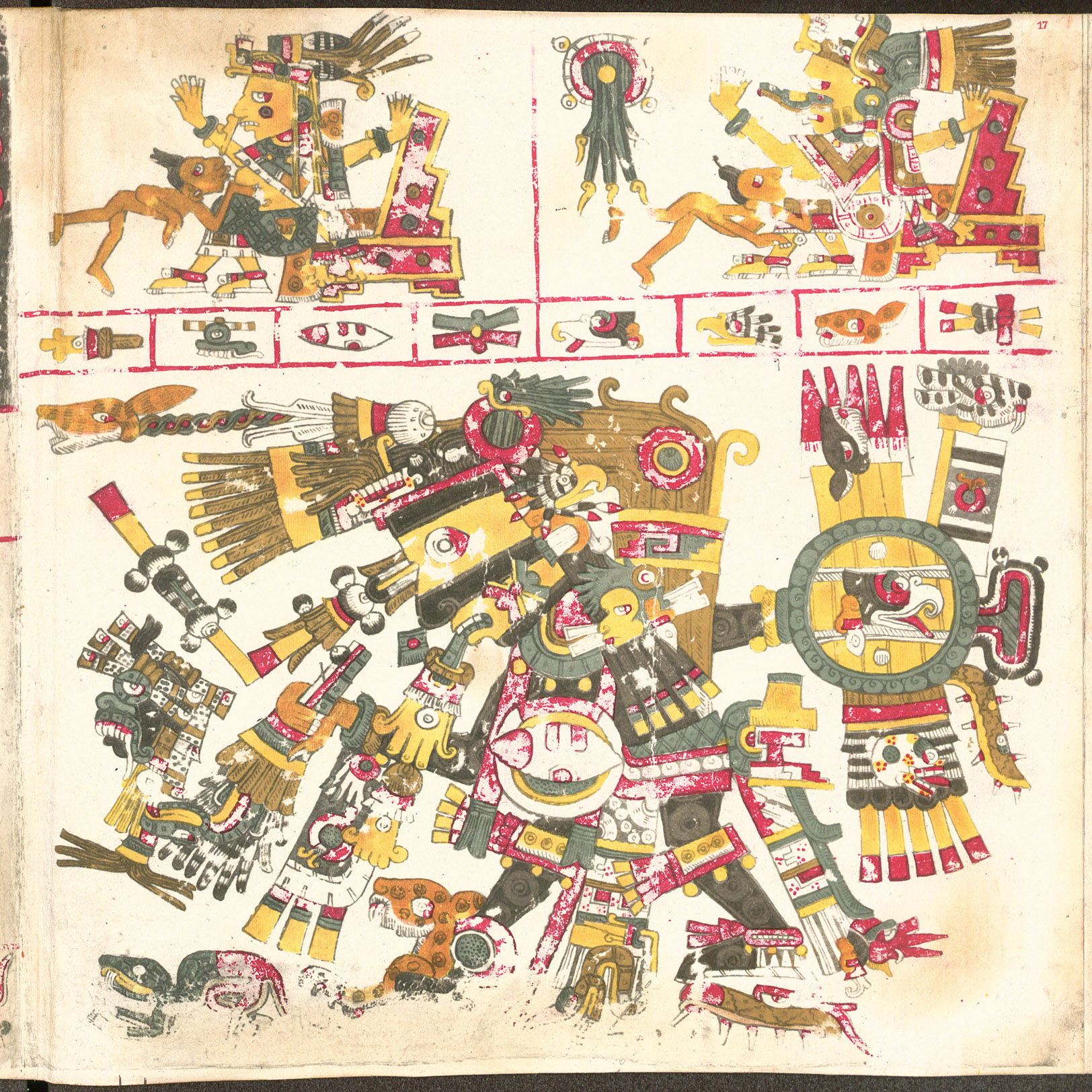
Pagina 17

### Pagine 18–21

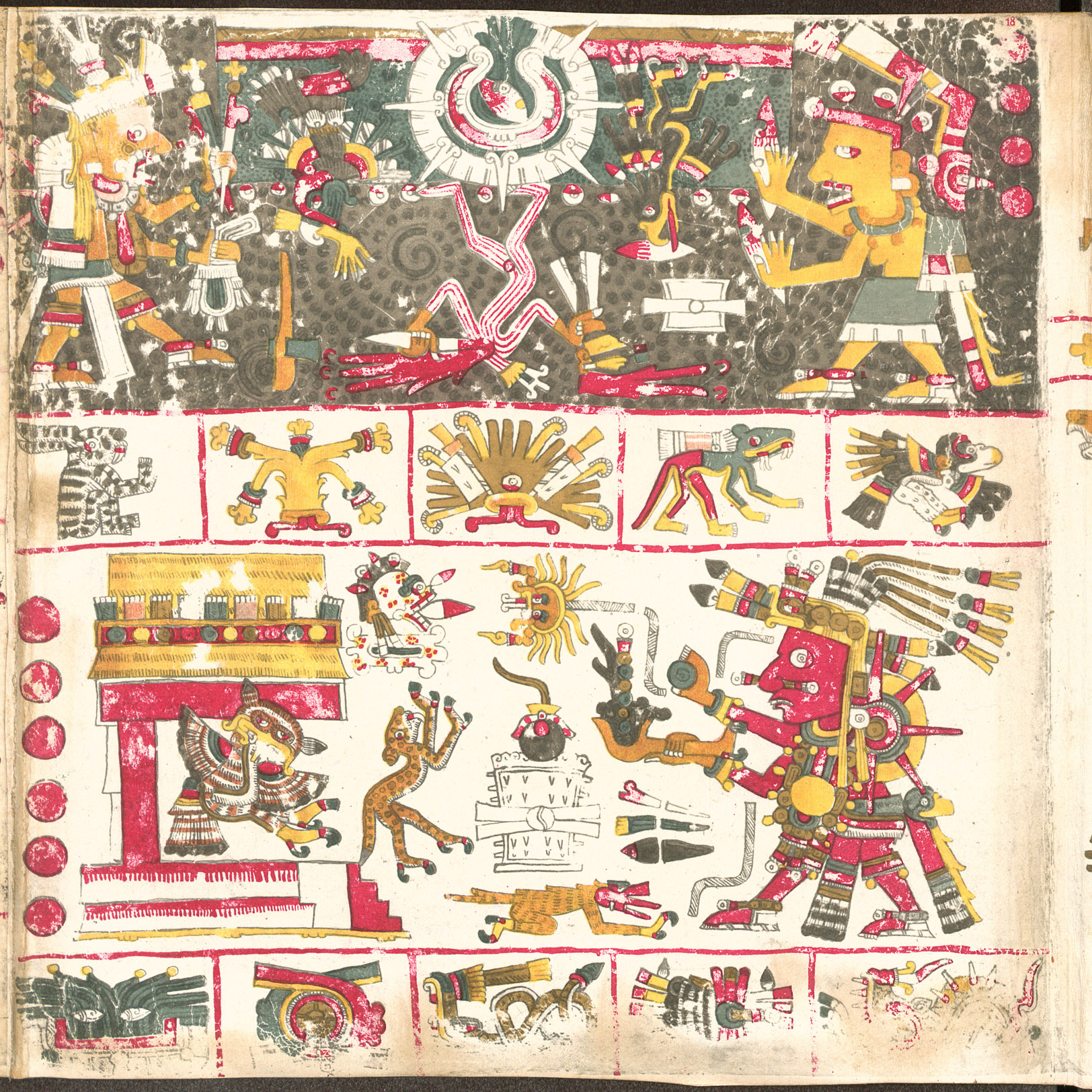
Pagina 18
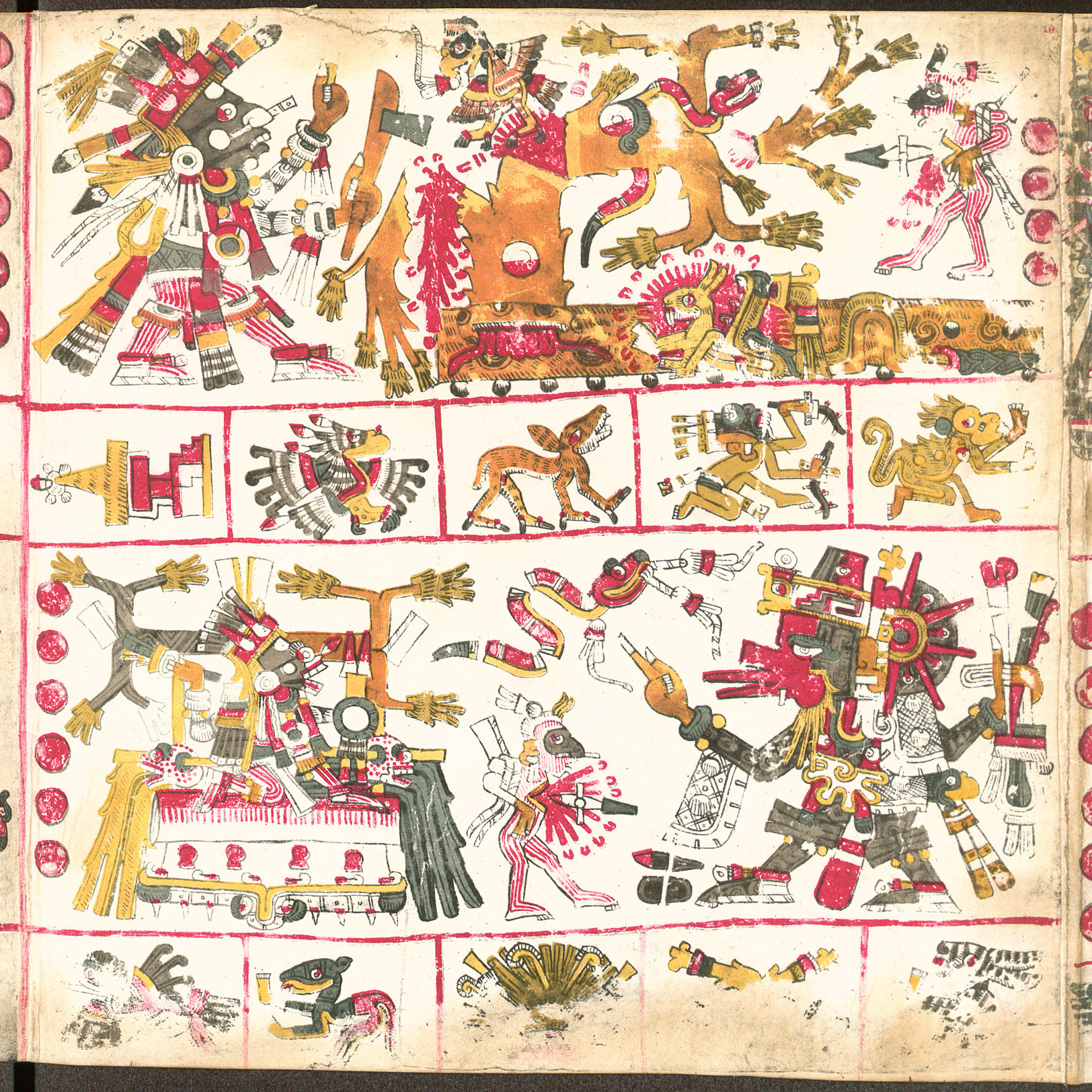
Pagina 19
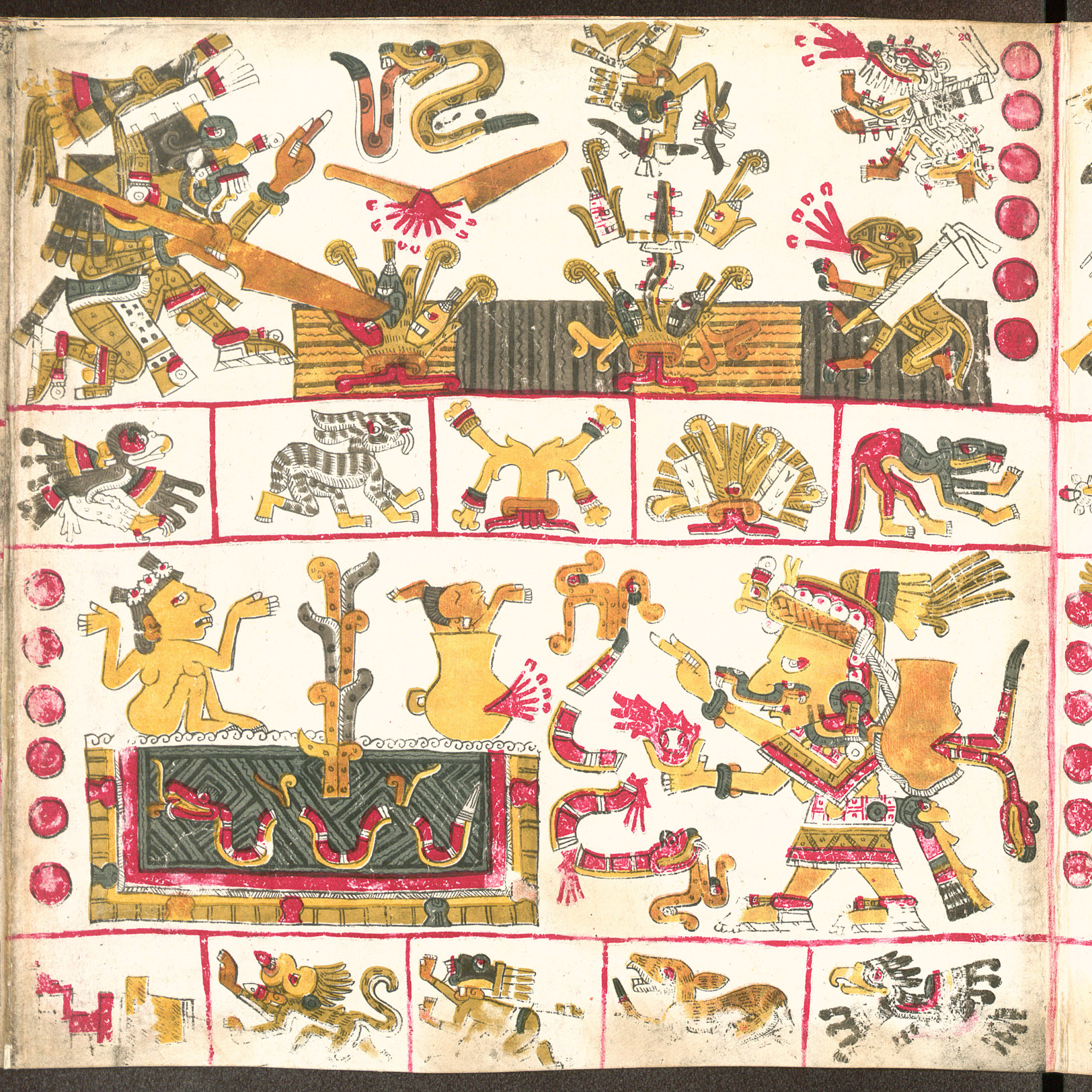
Pagina 20
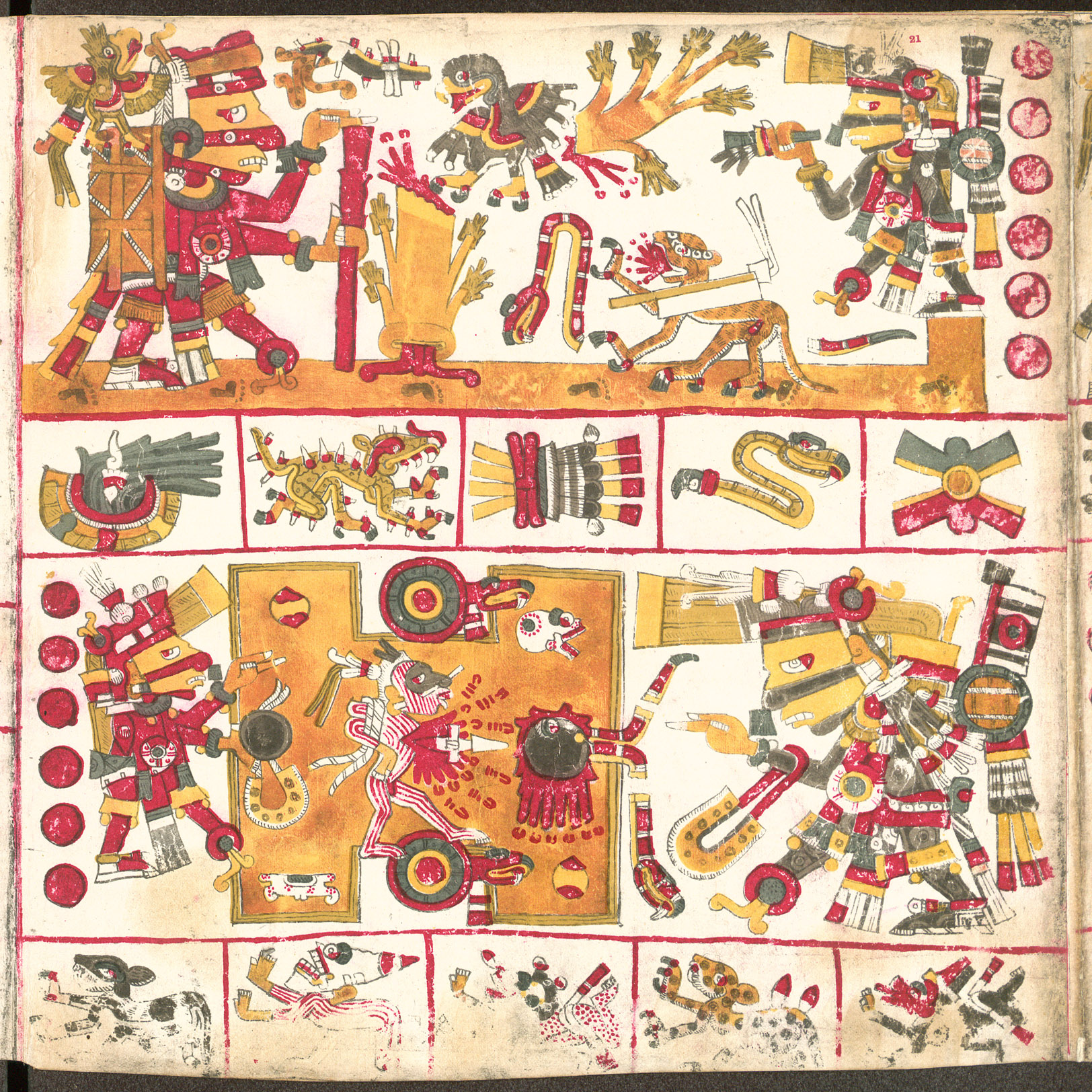
Pagina 21

### Pagine 22–28

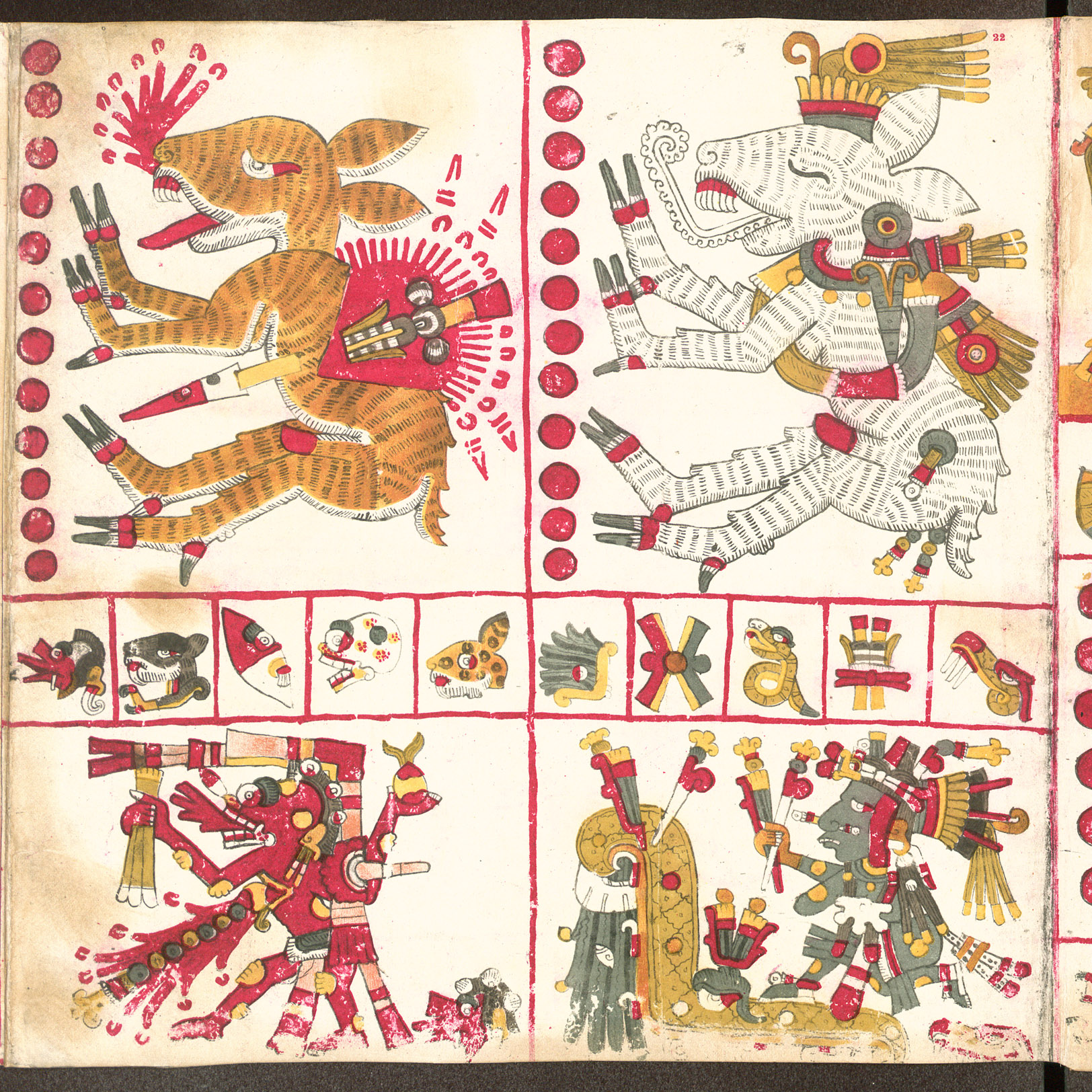
Pagina 22
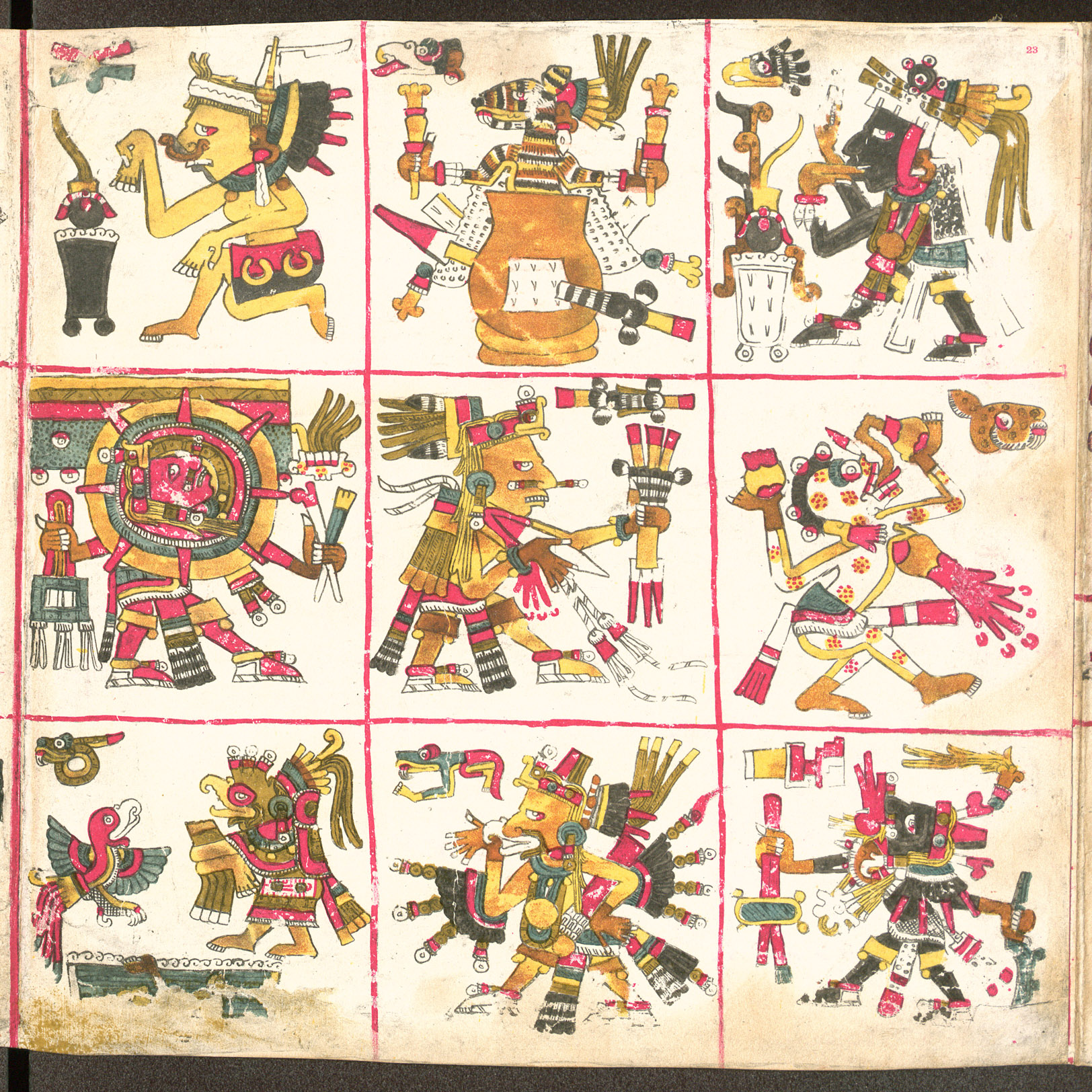
Pagina 23
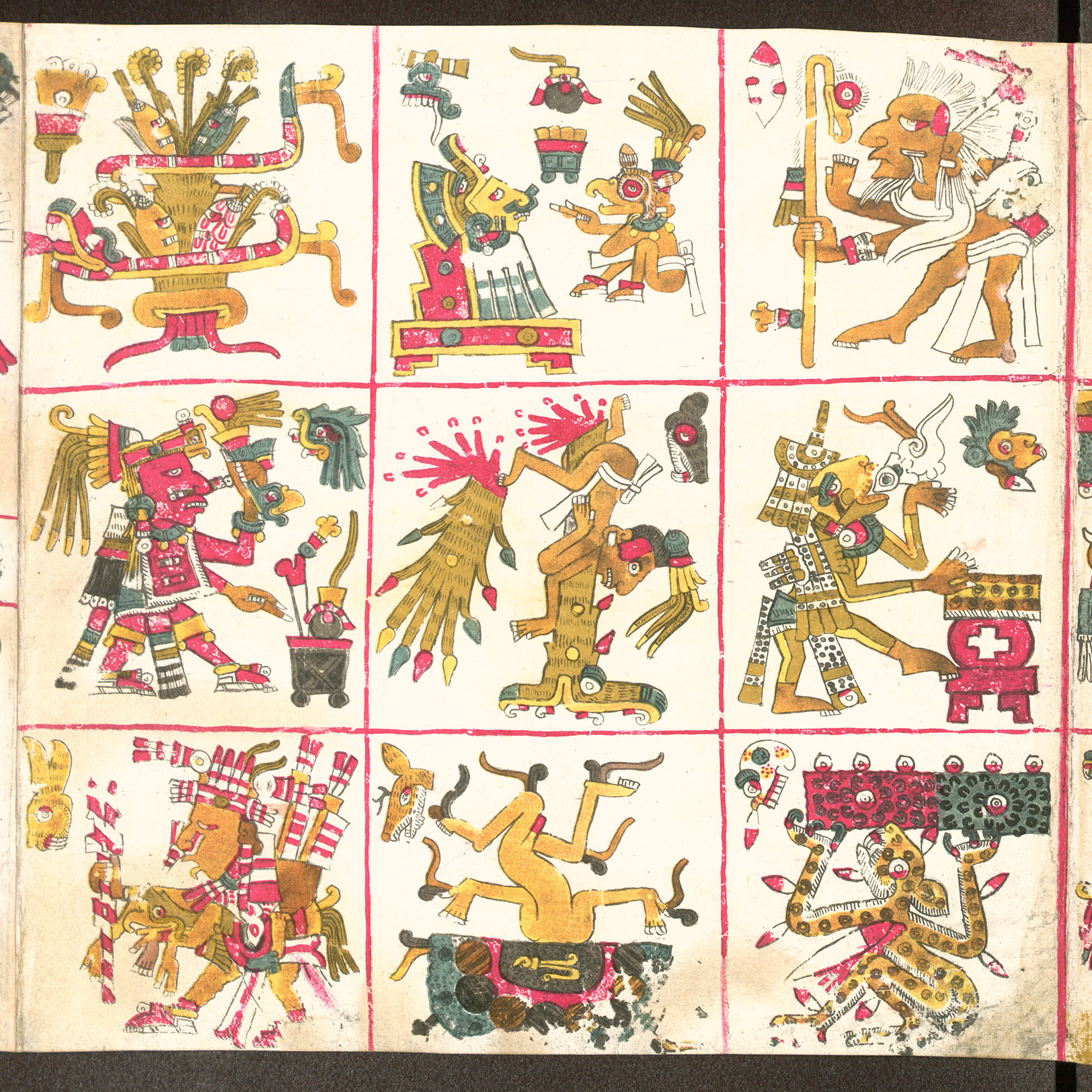
Pagina 24
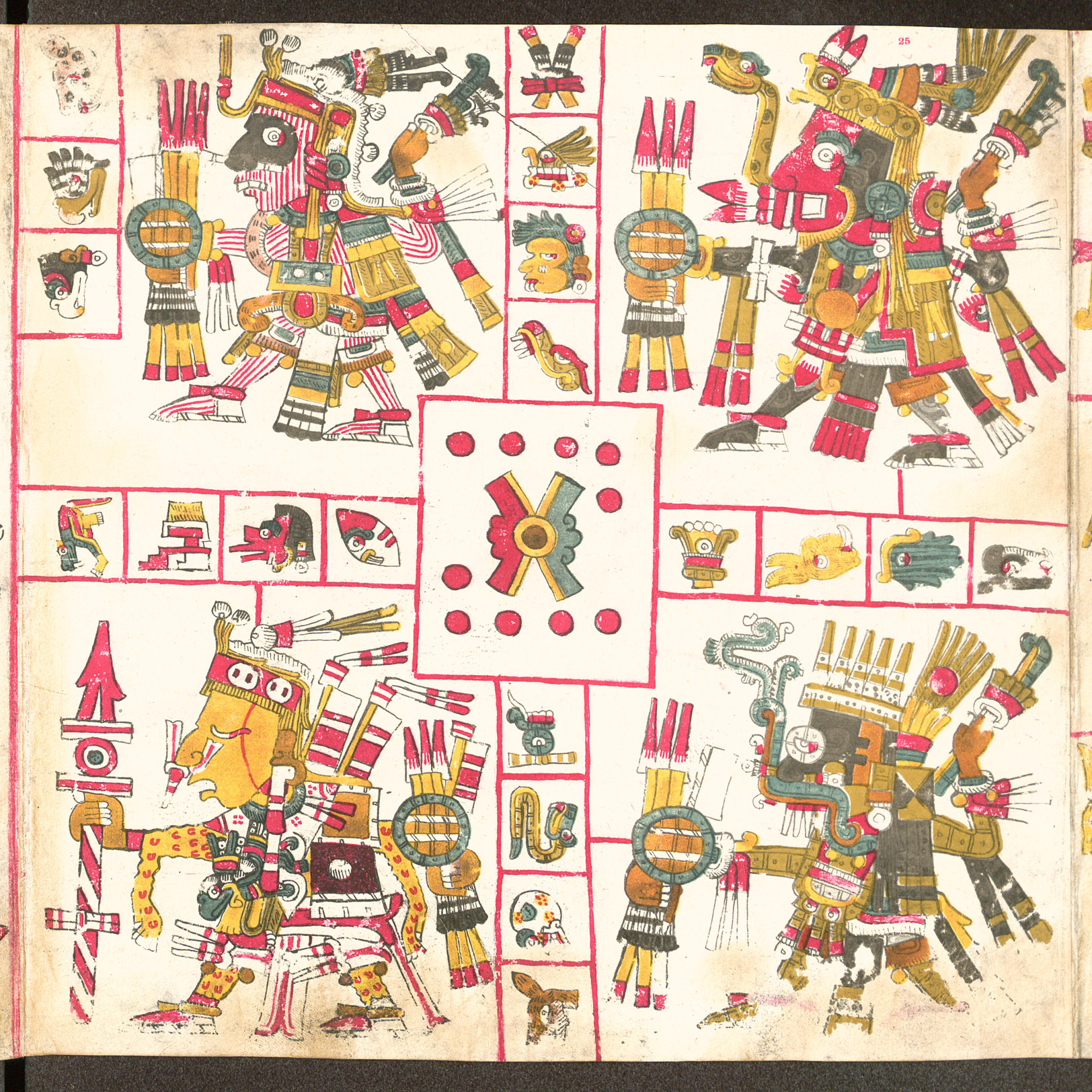
Pagina 25
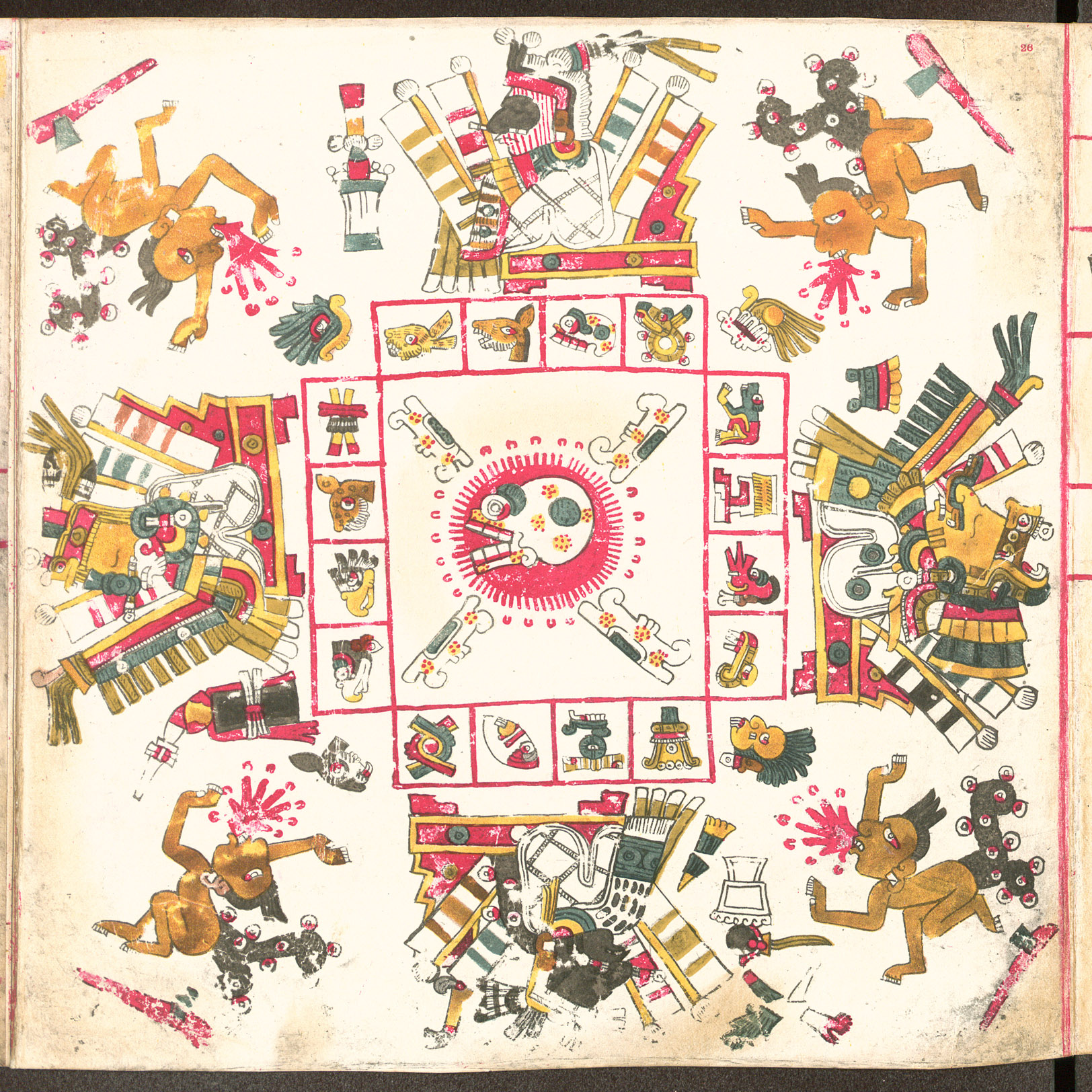
Pagina 26
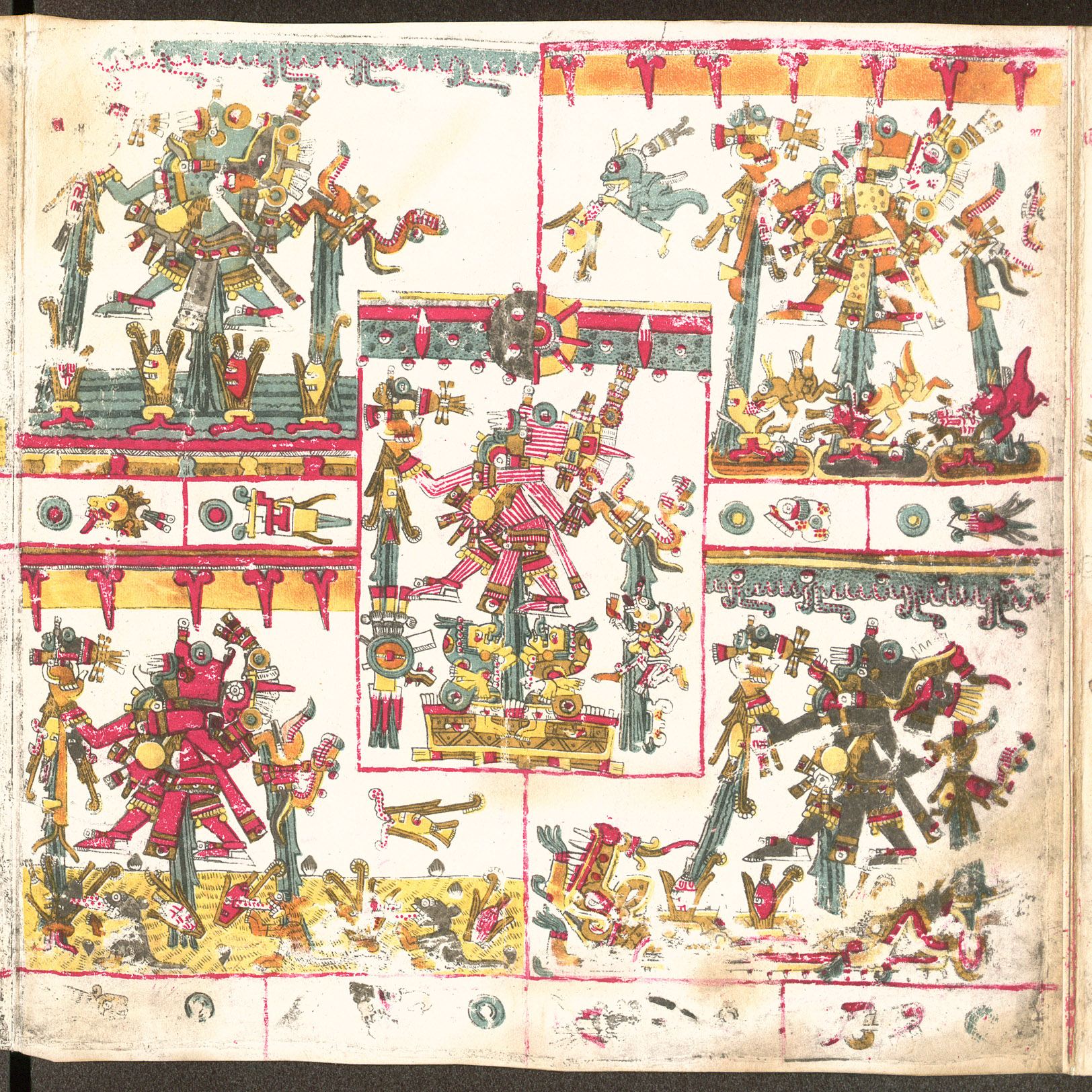
Pagina 27
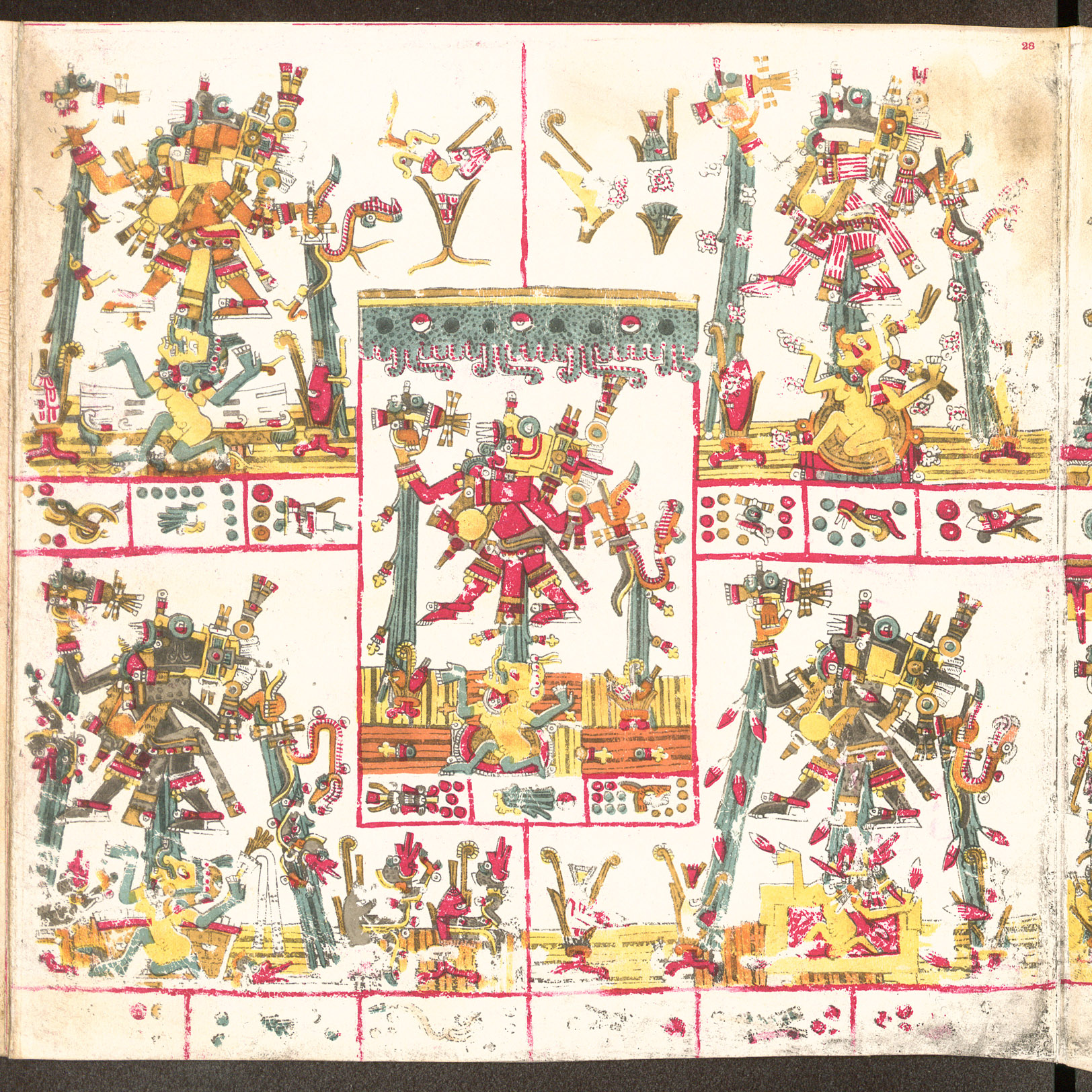
Pagina 28

### Pagine 29–46
Le pagine da 29 a 46 costituiscono la sezione più lunga del codice nonché la più enigmatica. Apparentemente raffigurano una storia o un viaggio, probabilmente legata ad eventi storici forse riferiti a Tula e Teotihuacan.
La sequenza apparentemente termina con la cerimonia del Nuovo Fuoco, che segna la fine del ciclo di 52 anni e ne comincia un altro.

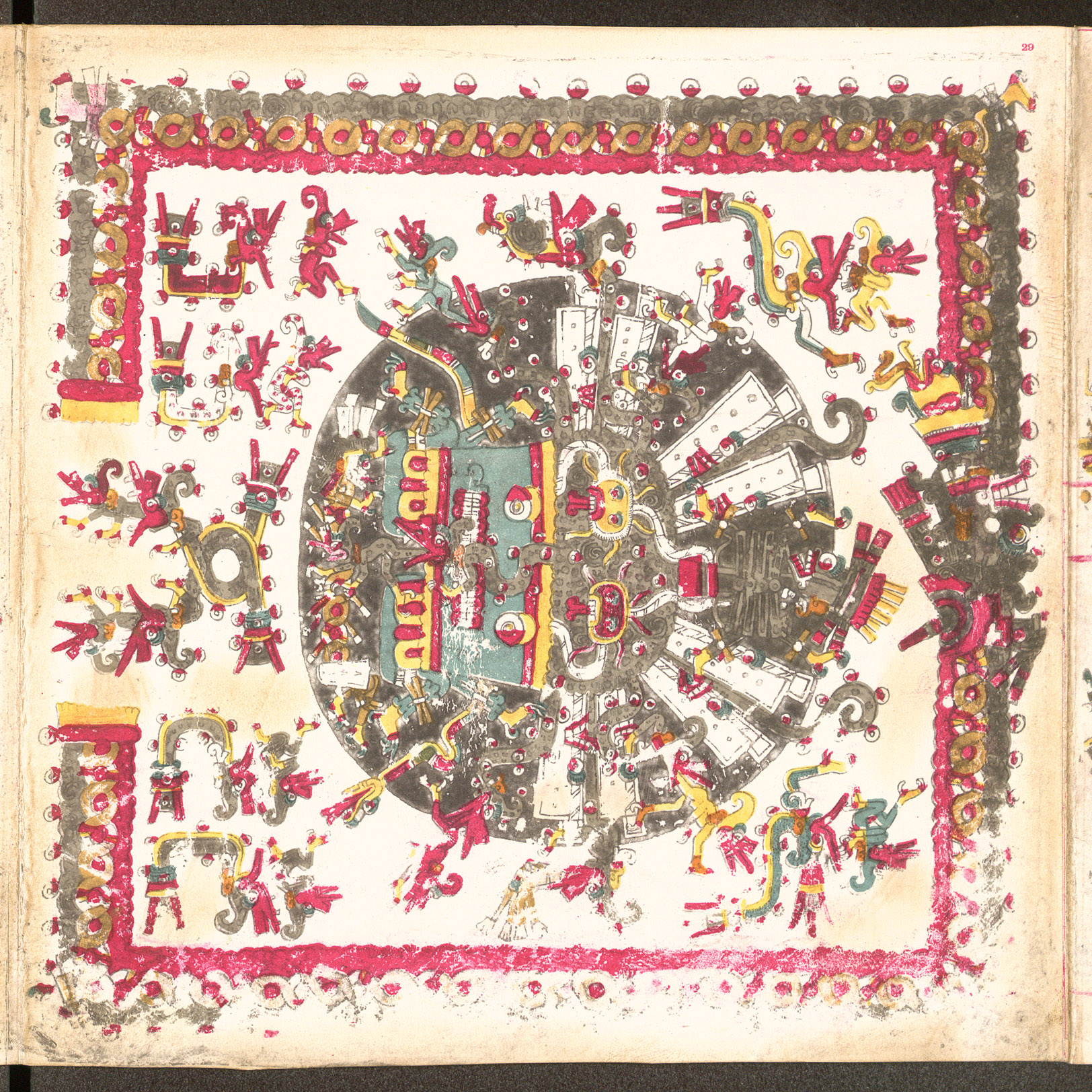
Pagina 29
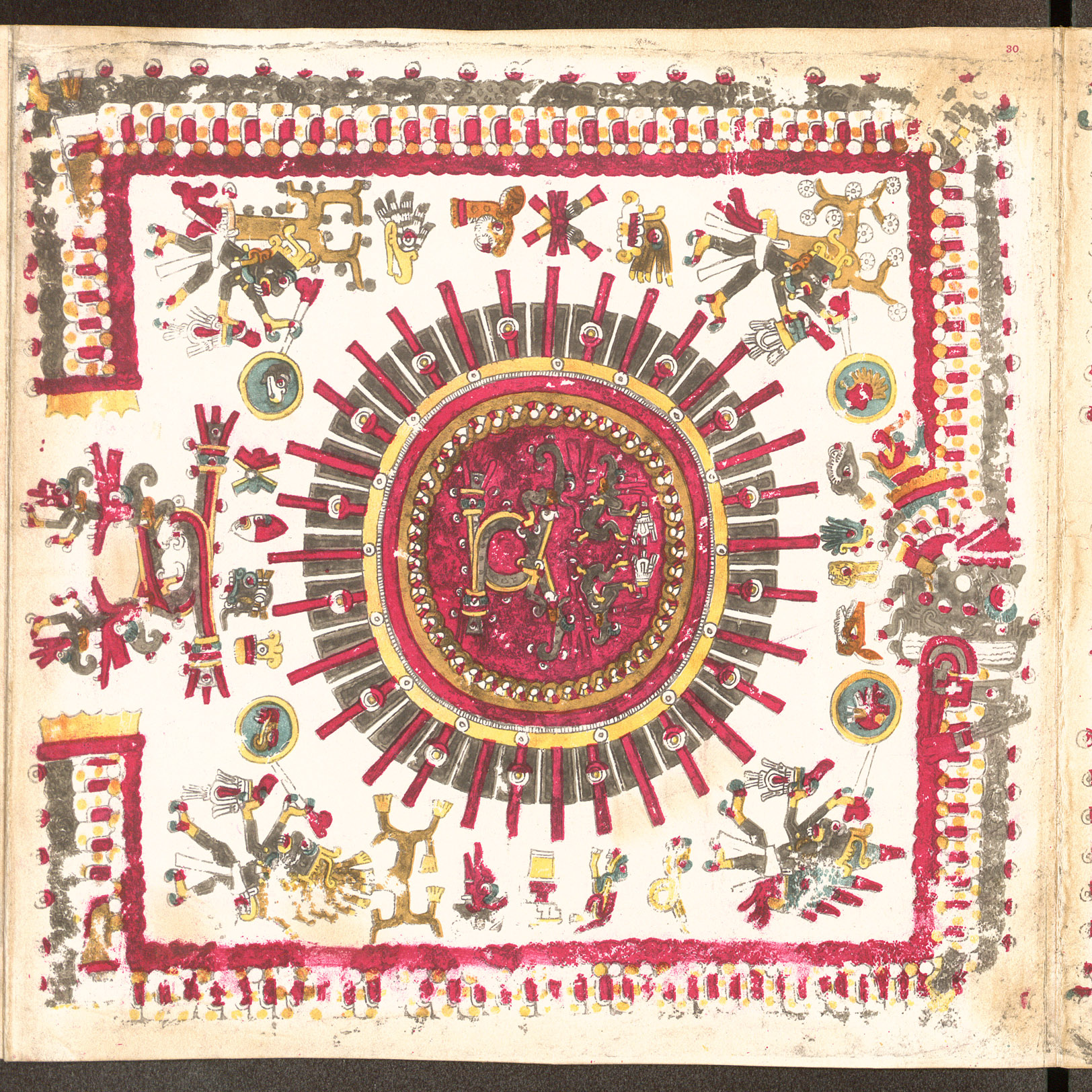
Pagina 30
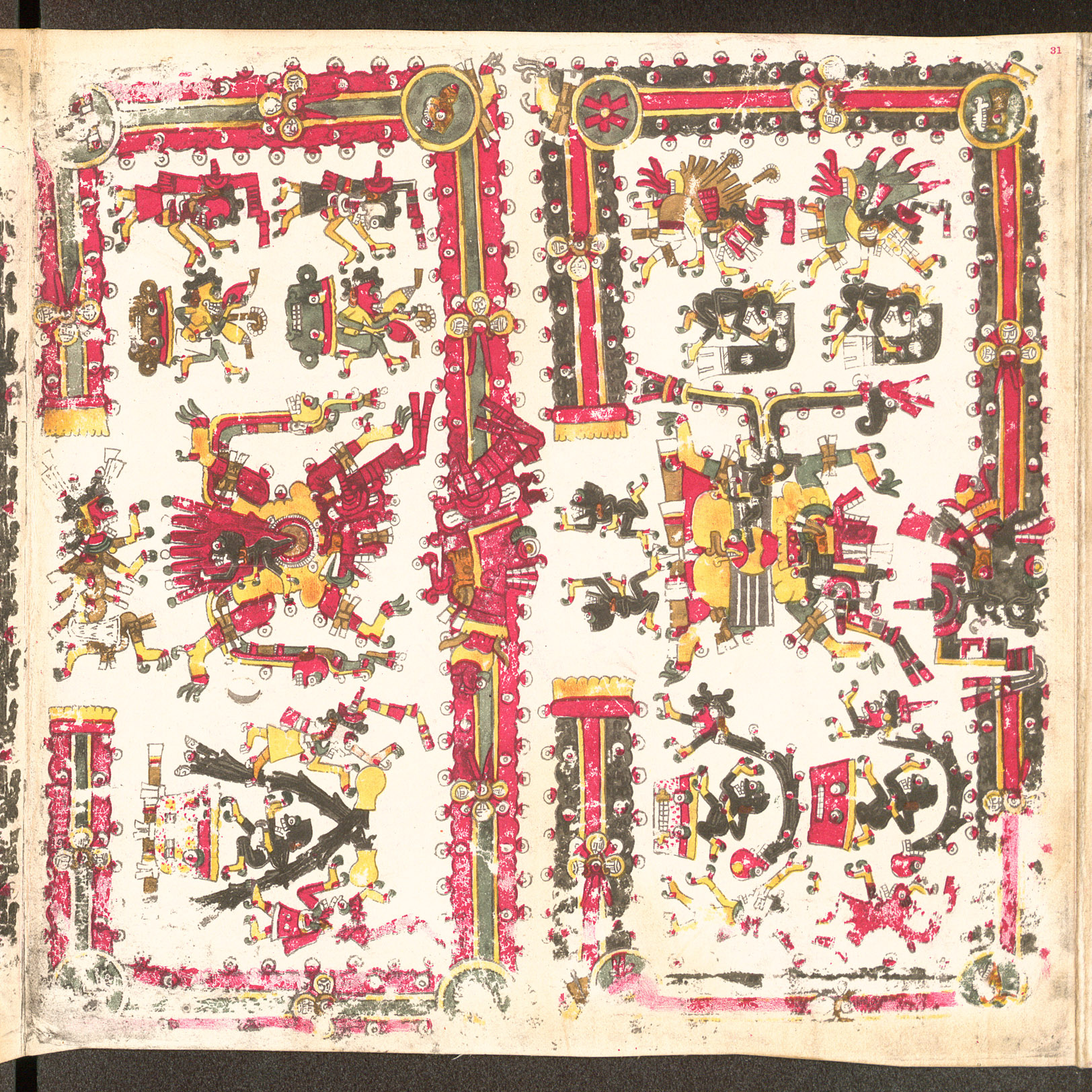
Pagina 31
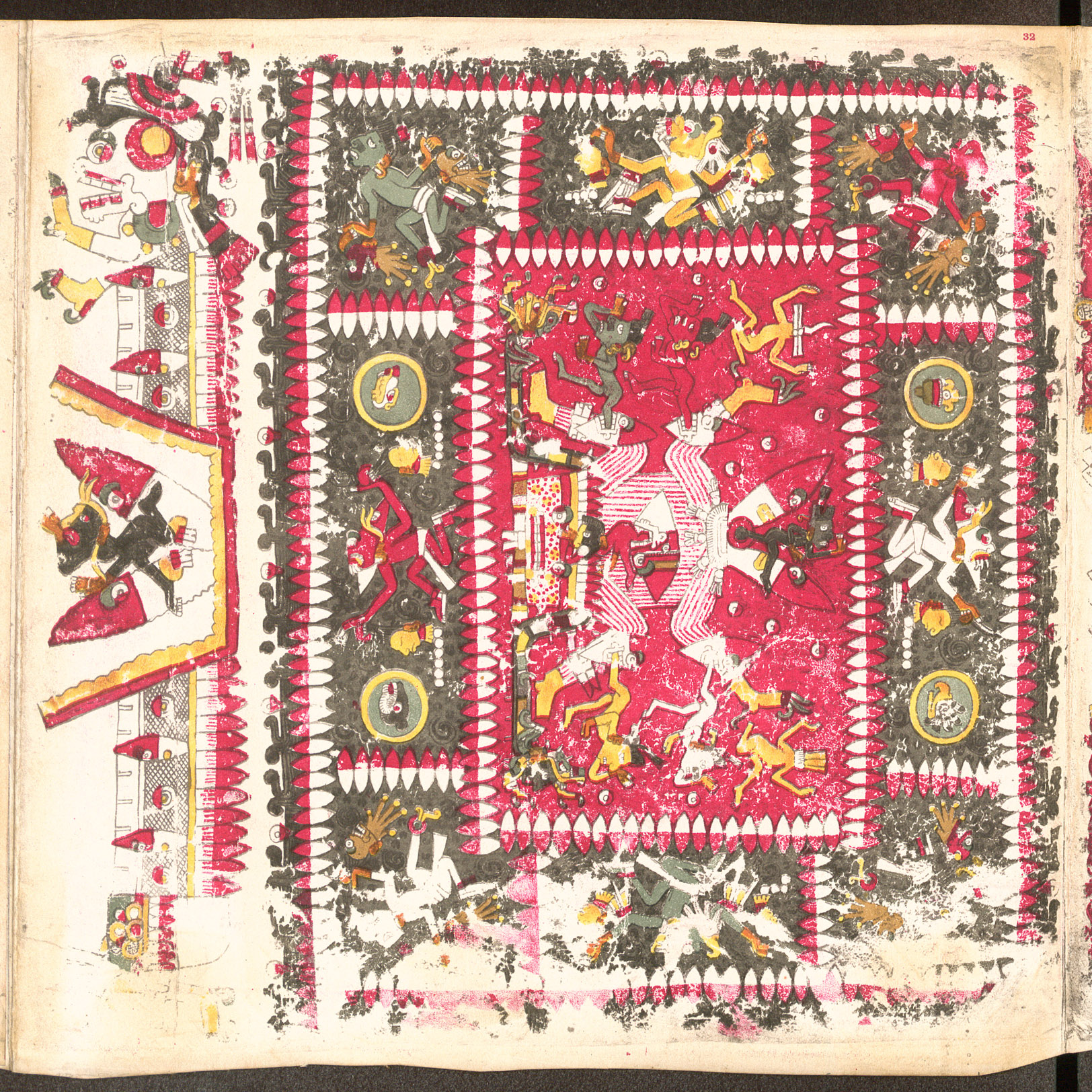
Pagina 32
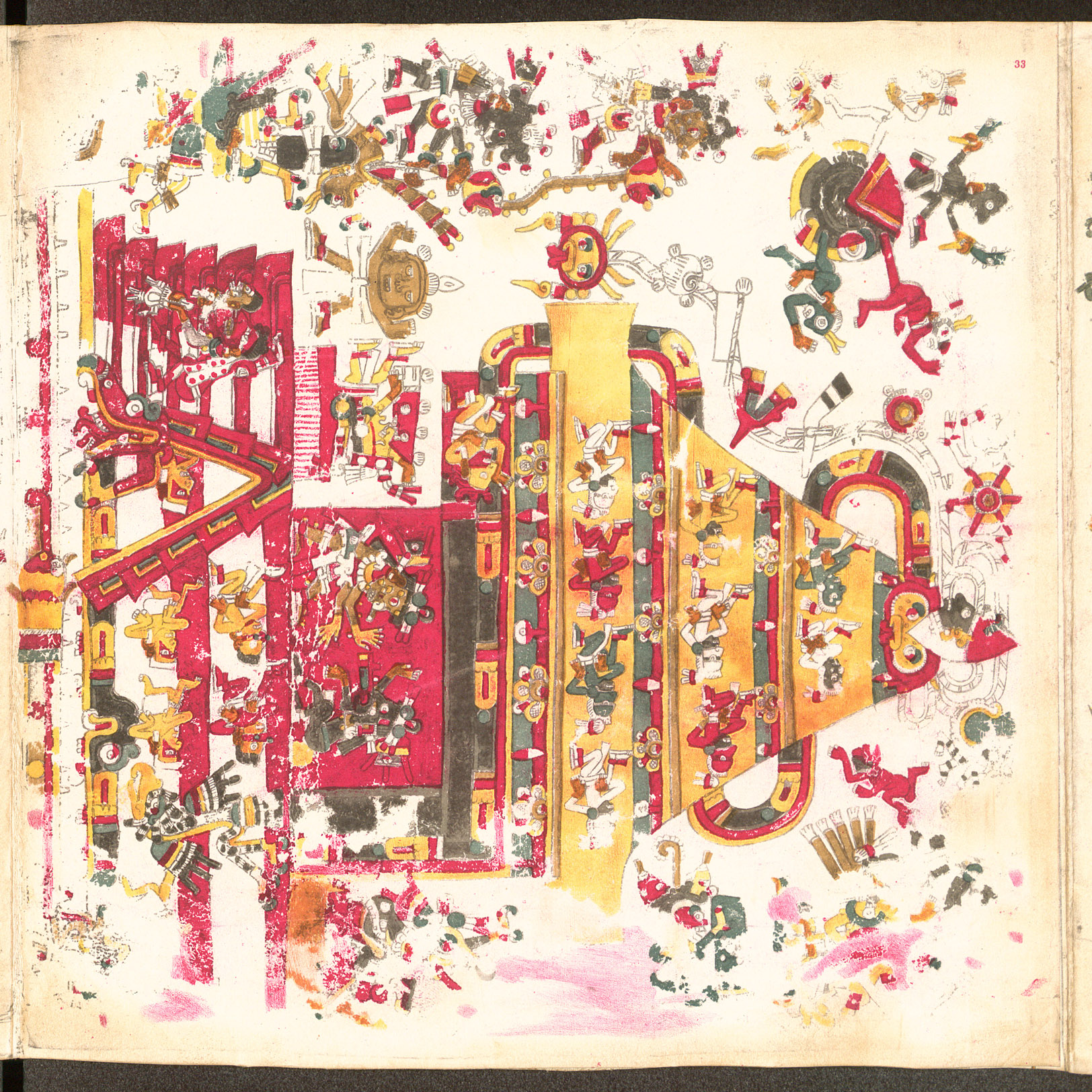
Pagina 33
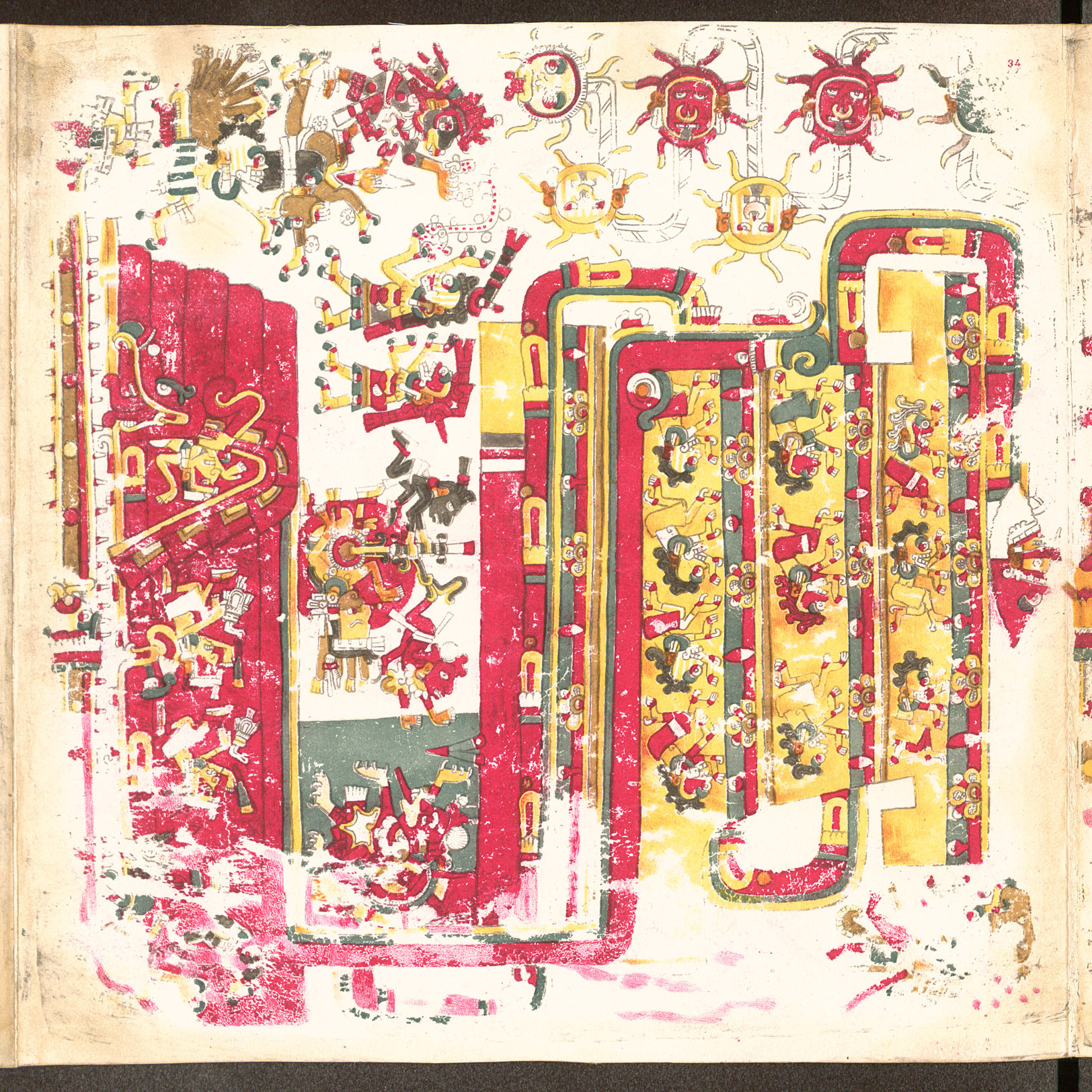
Pagina 34
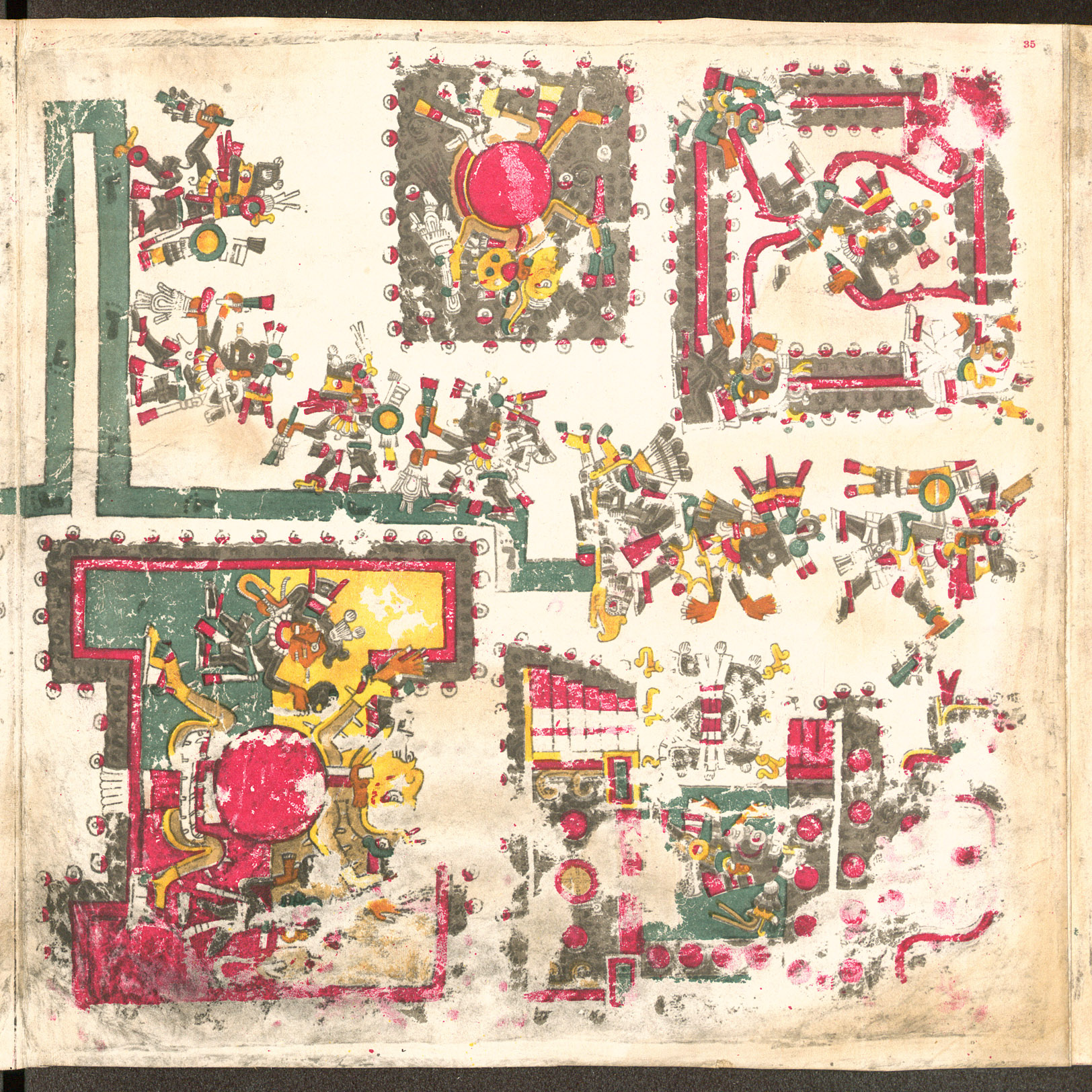
Pagina 35
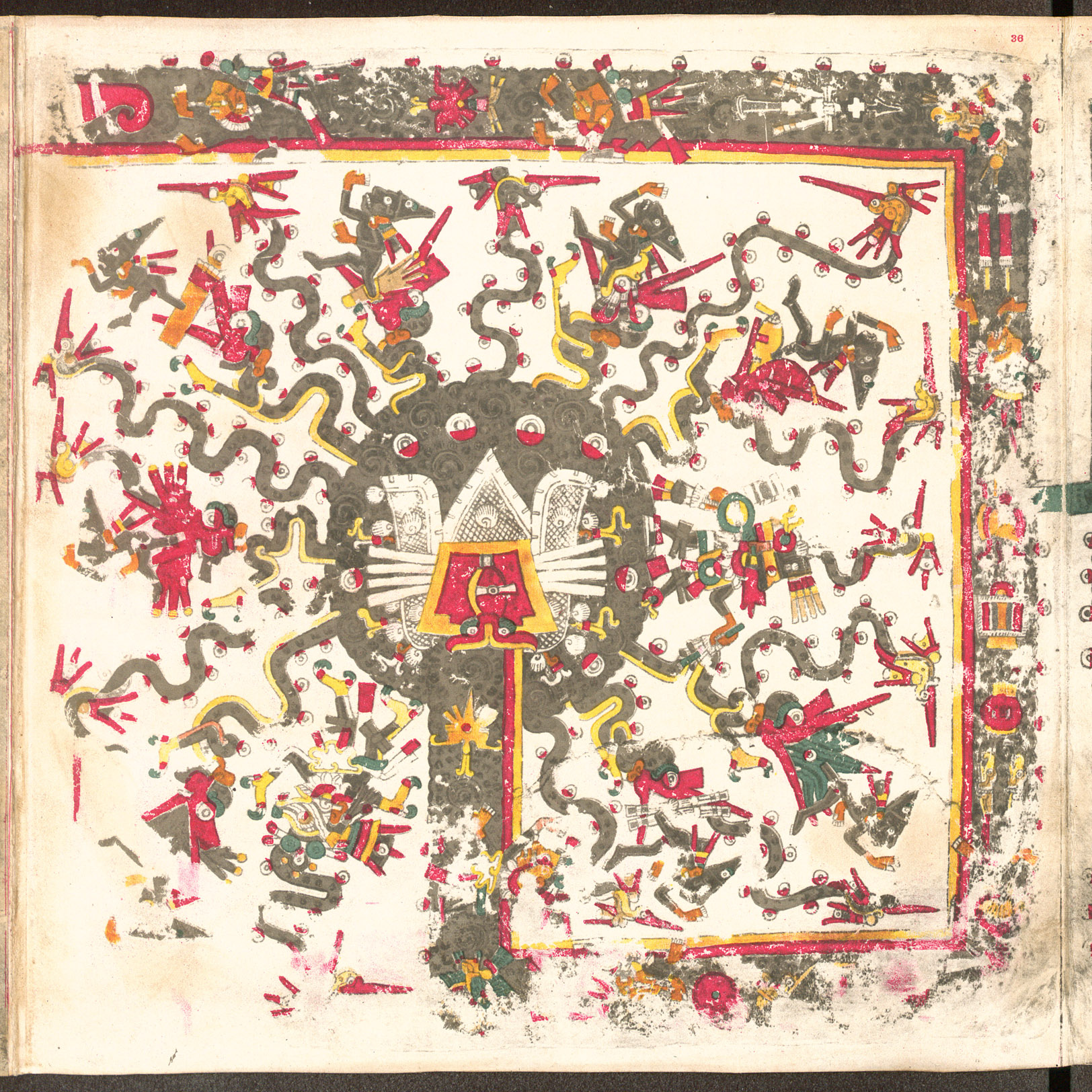
Pagina 36
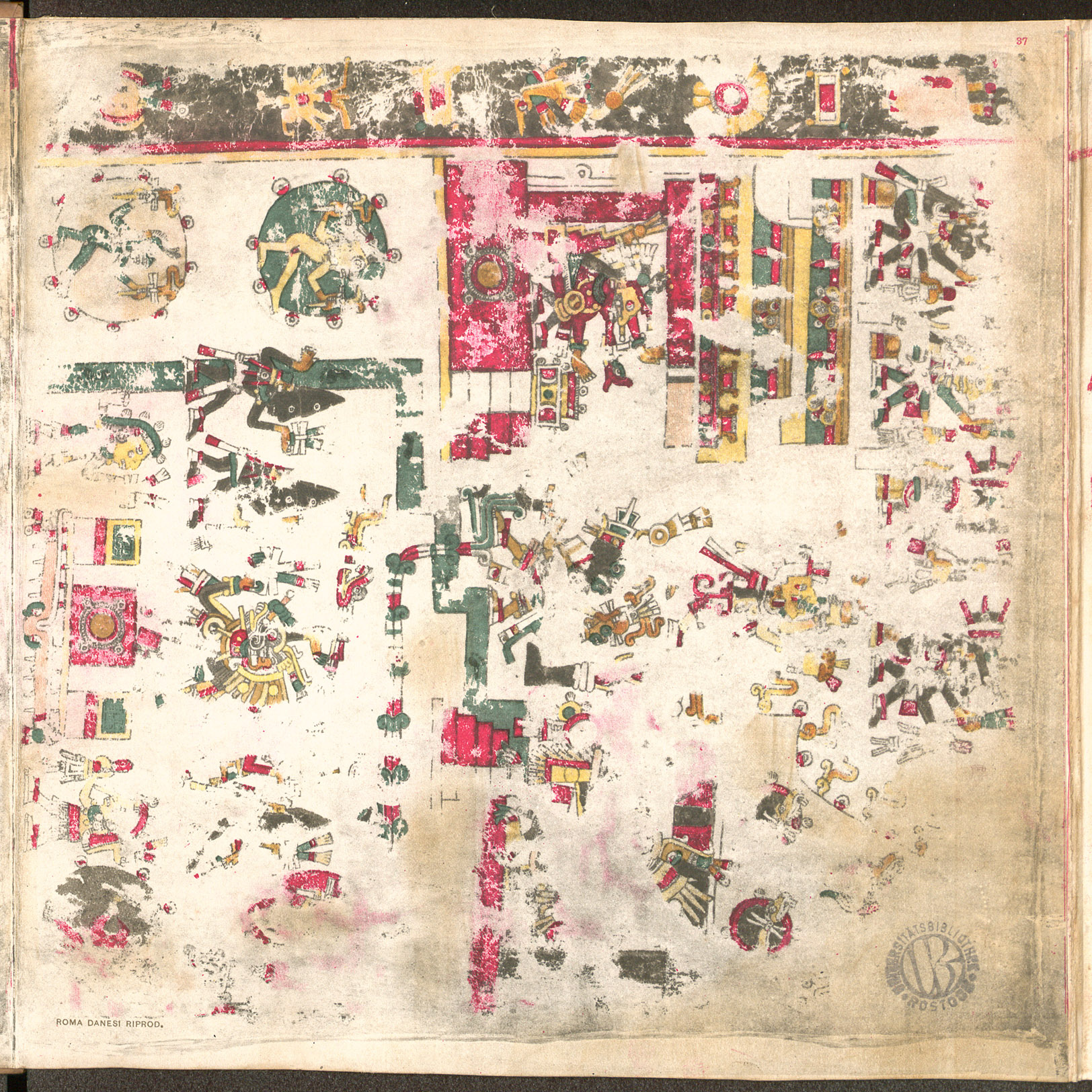
Pagina 37
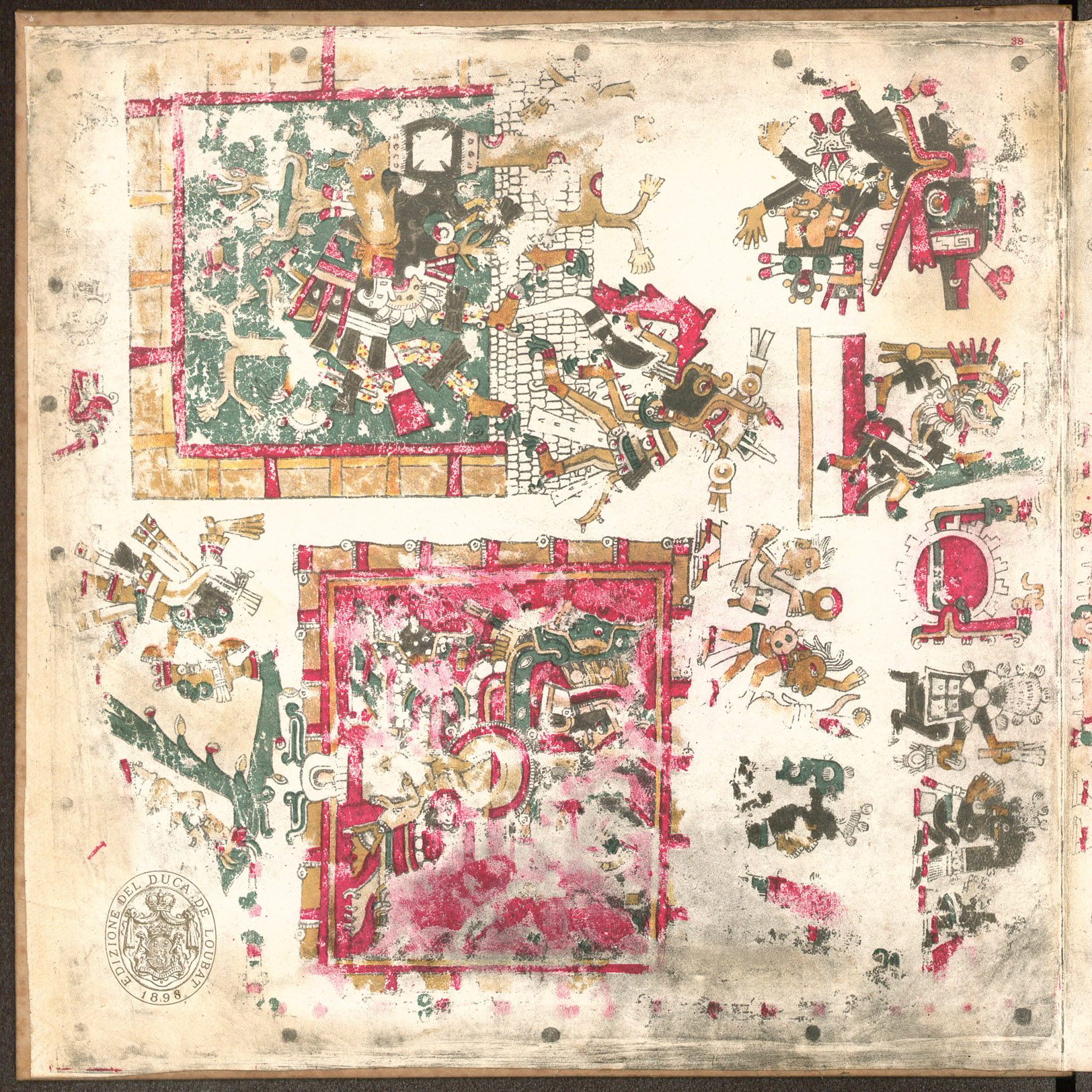
Pagina 38
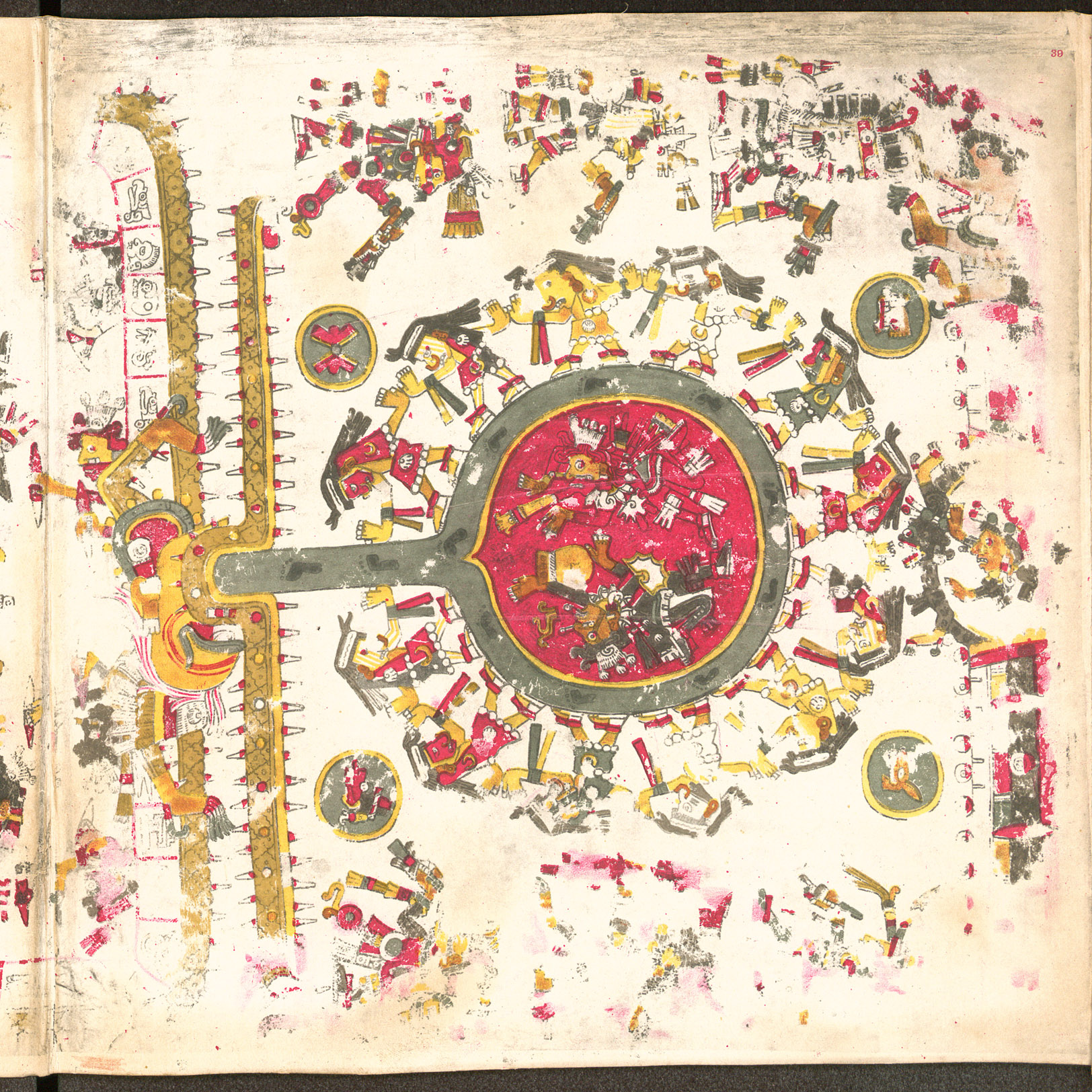
Pagina 39
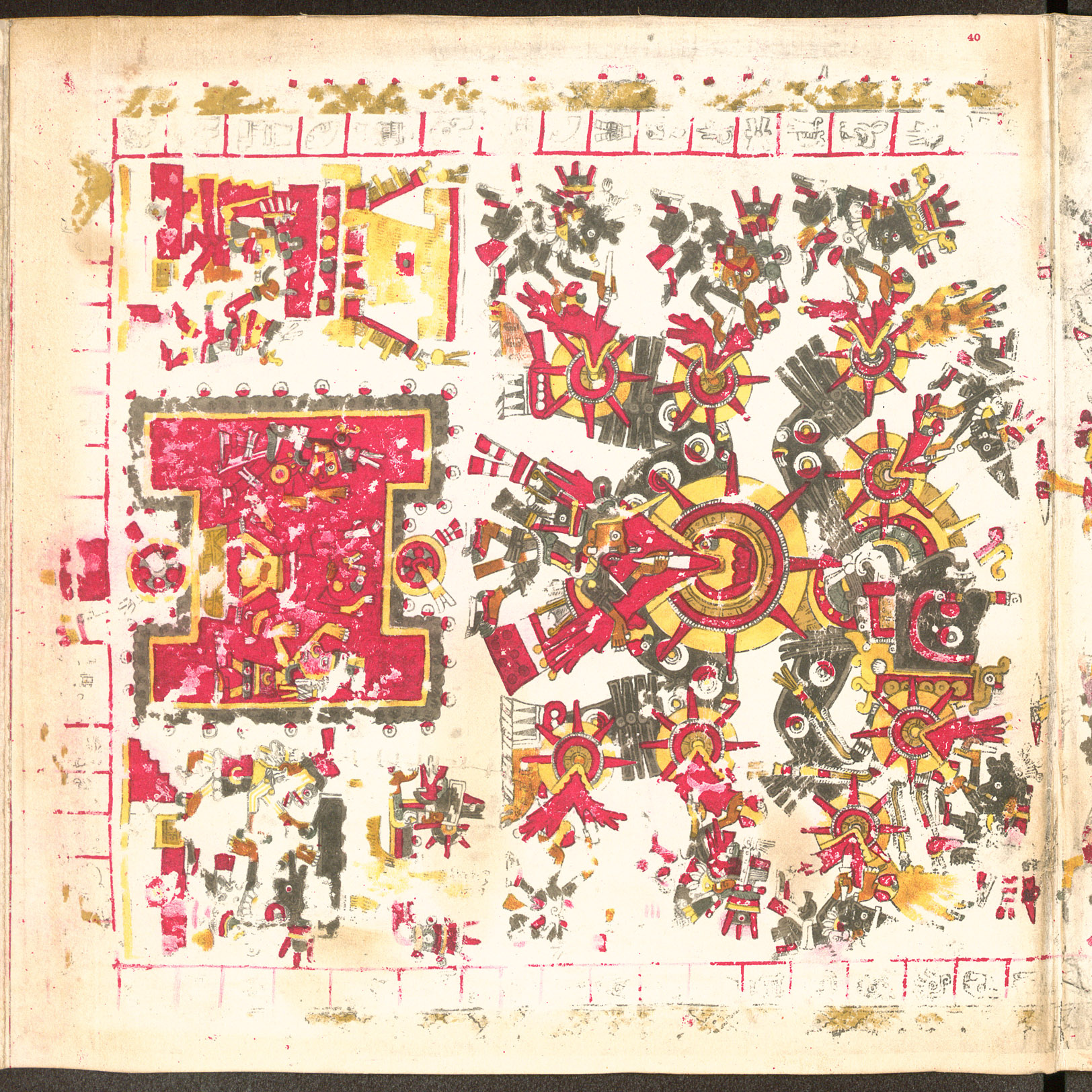
Pagina 40
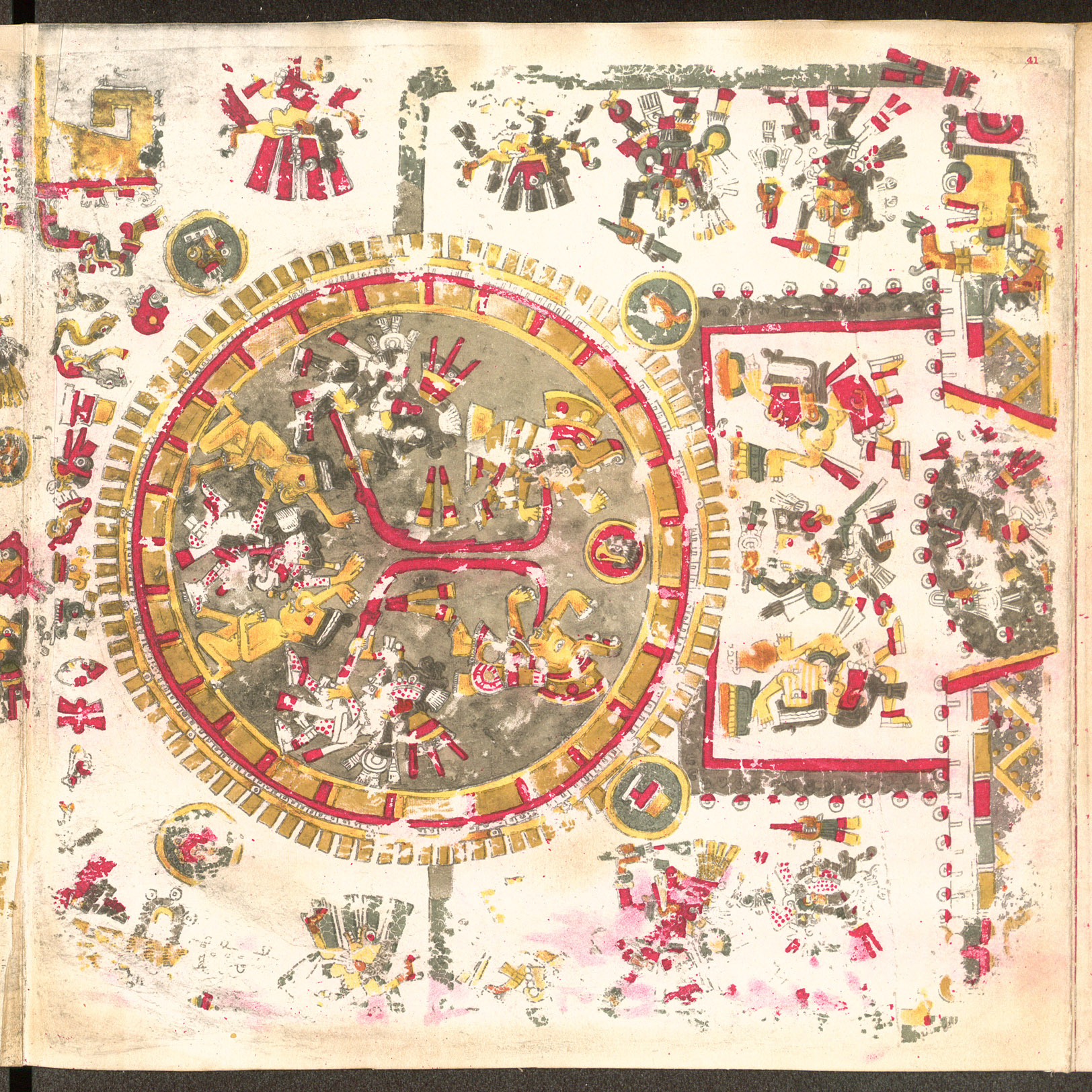
Pagina 41
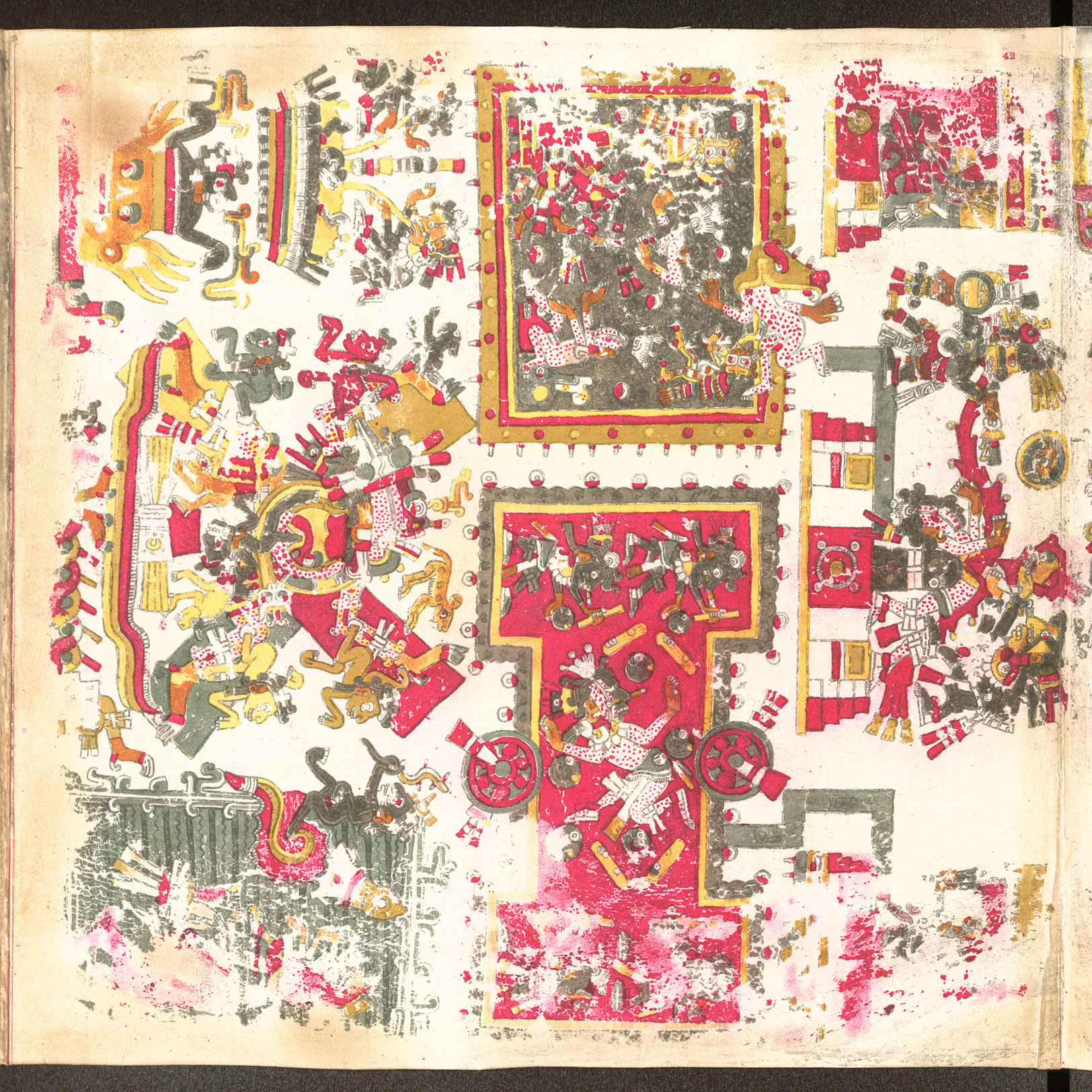
Pagina 42
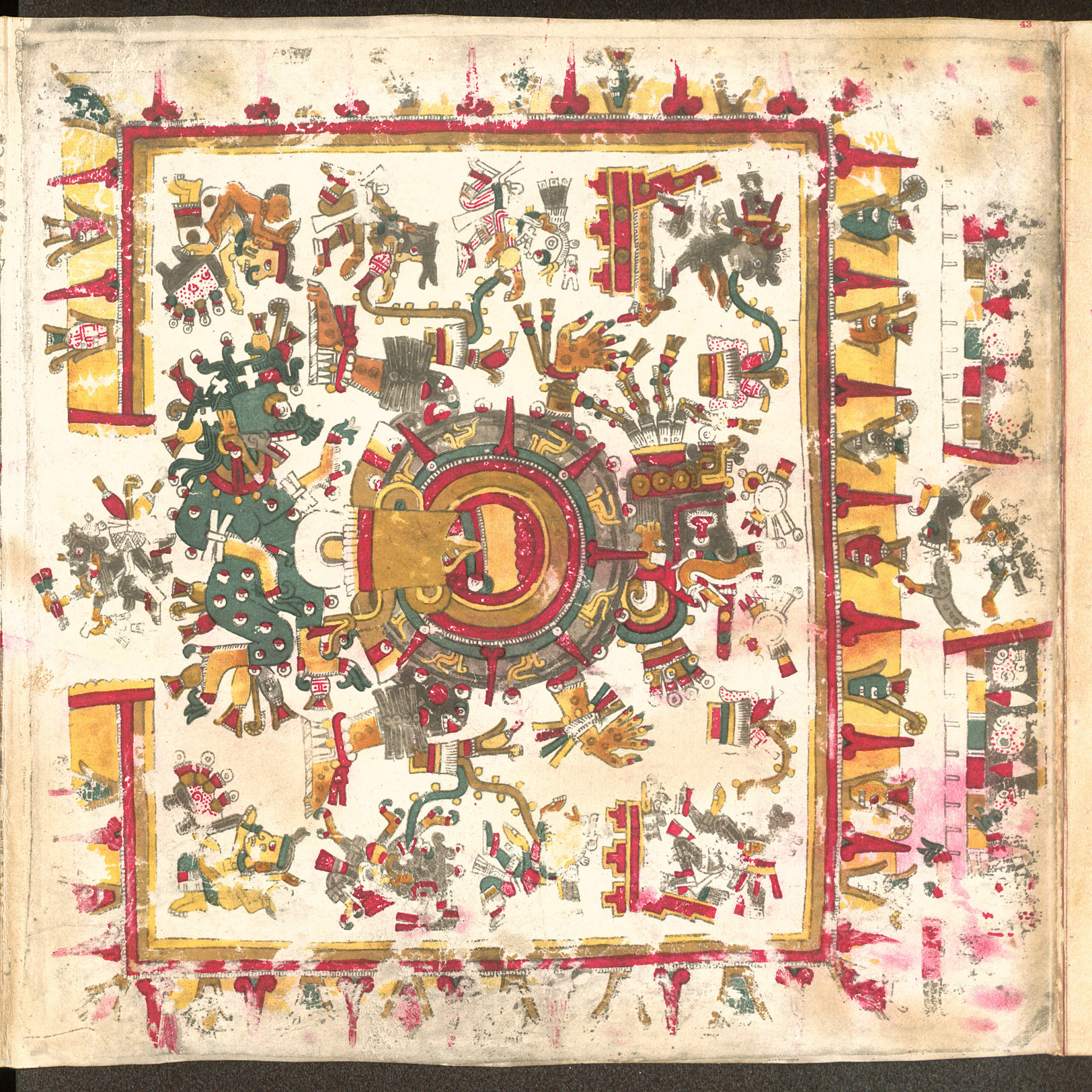
Pagina 43
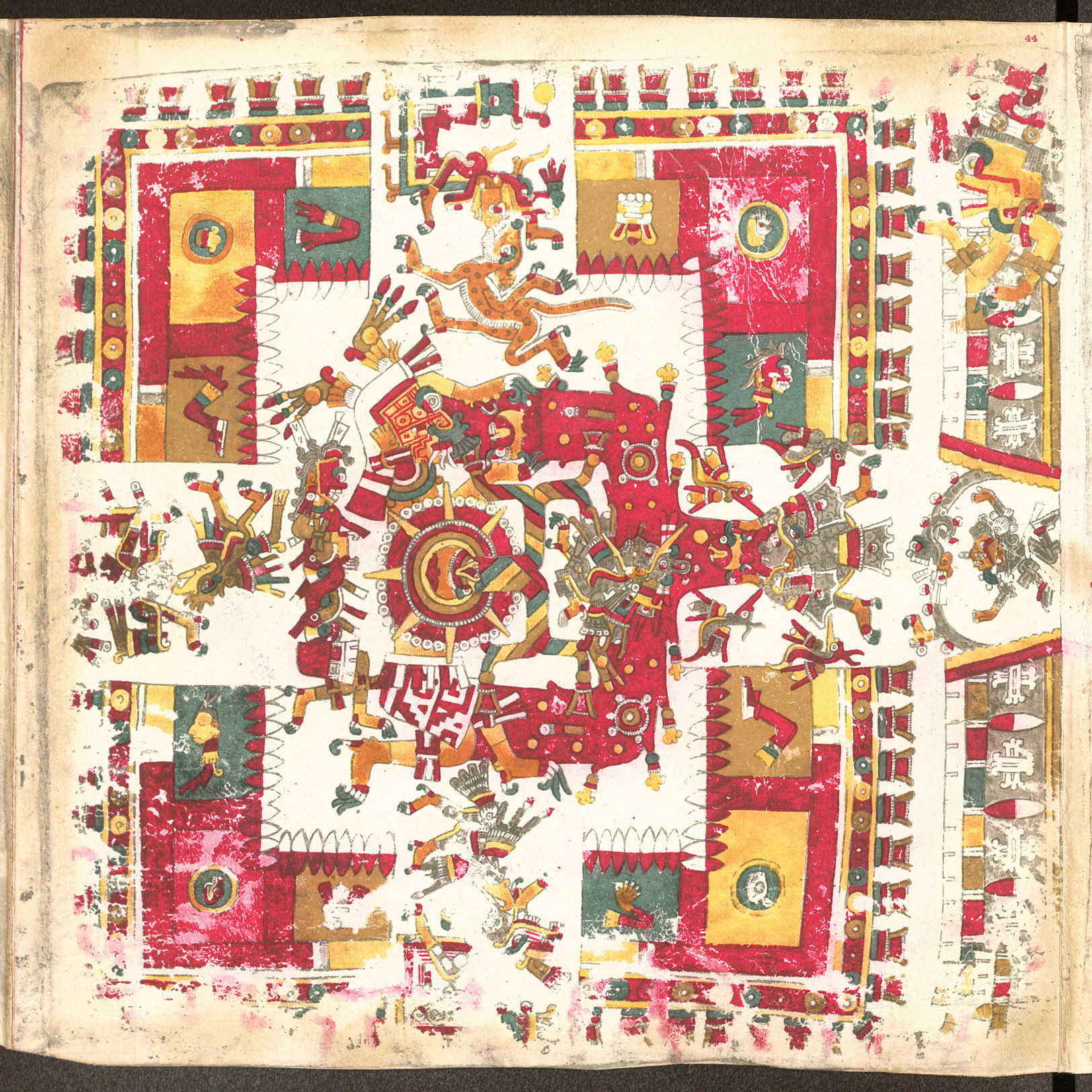
Pagina 44
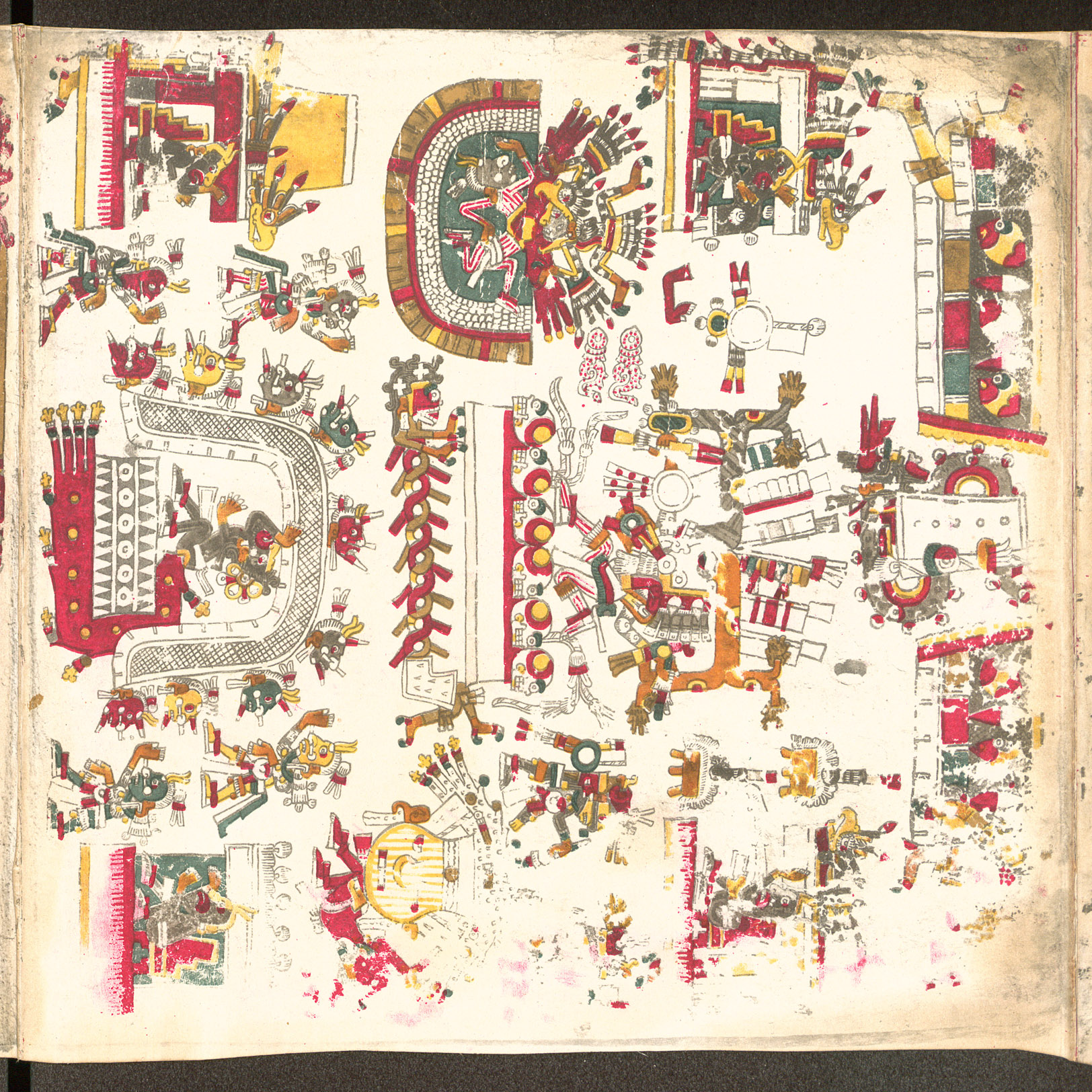
Pagina 45
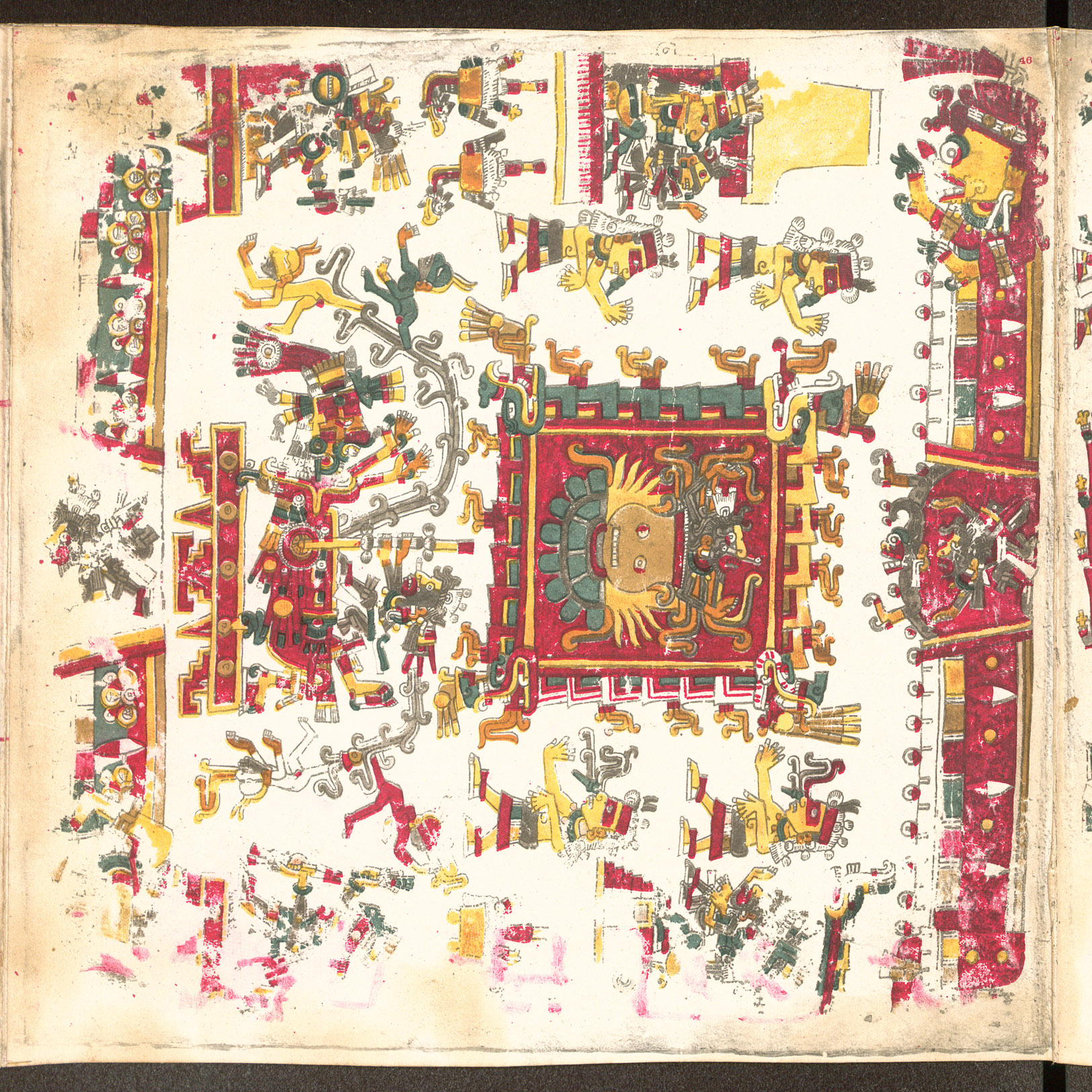
Pagina 46

### Pagine 47–56
Le pagine da 47 a 56 raffigurano una serie di divinità, sacrifici, nonché altra complessa iconografia.

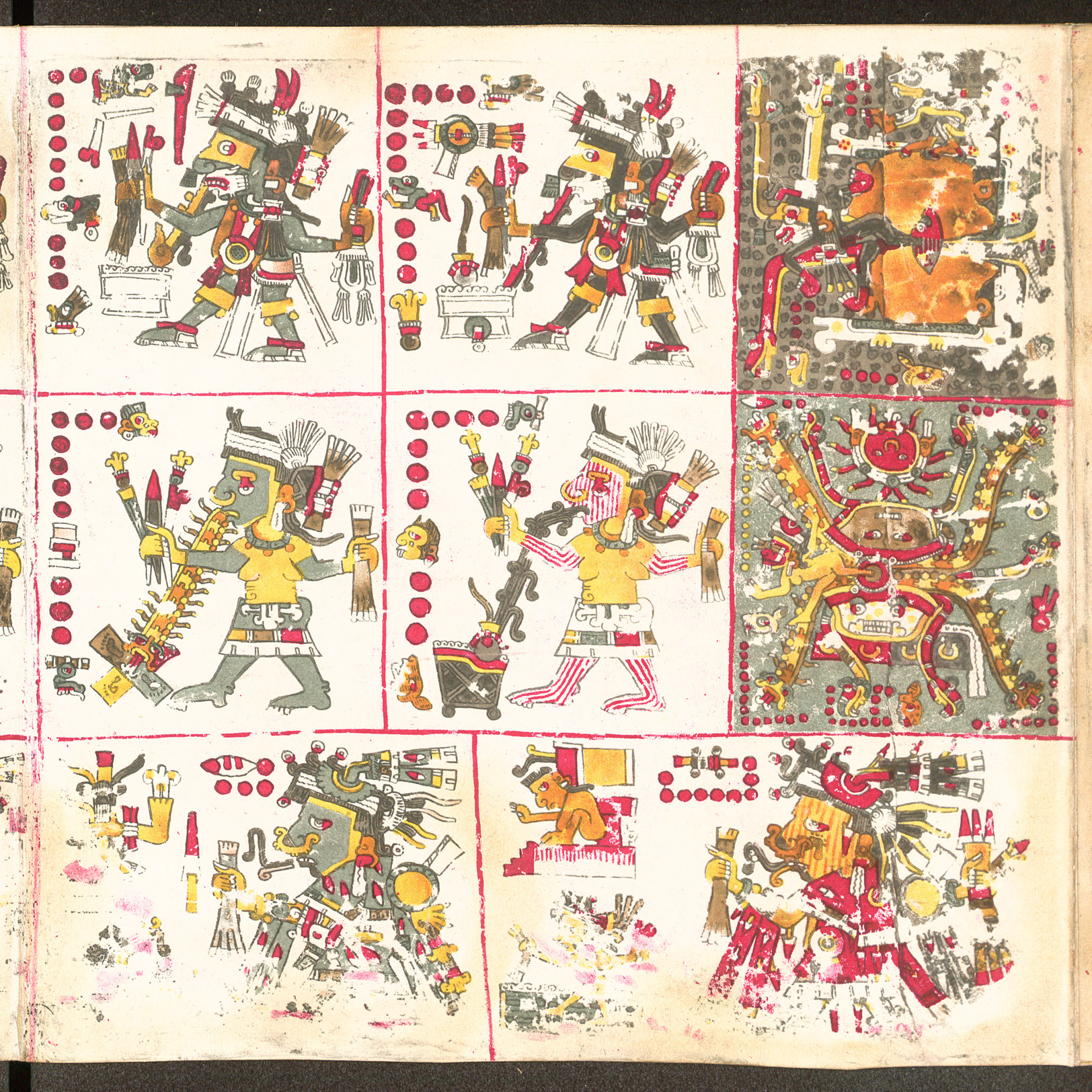
Page 47
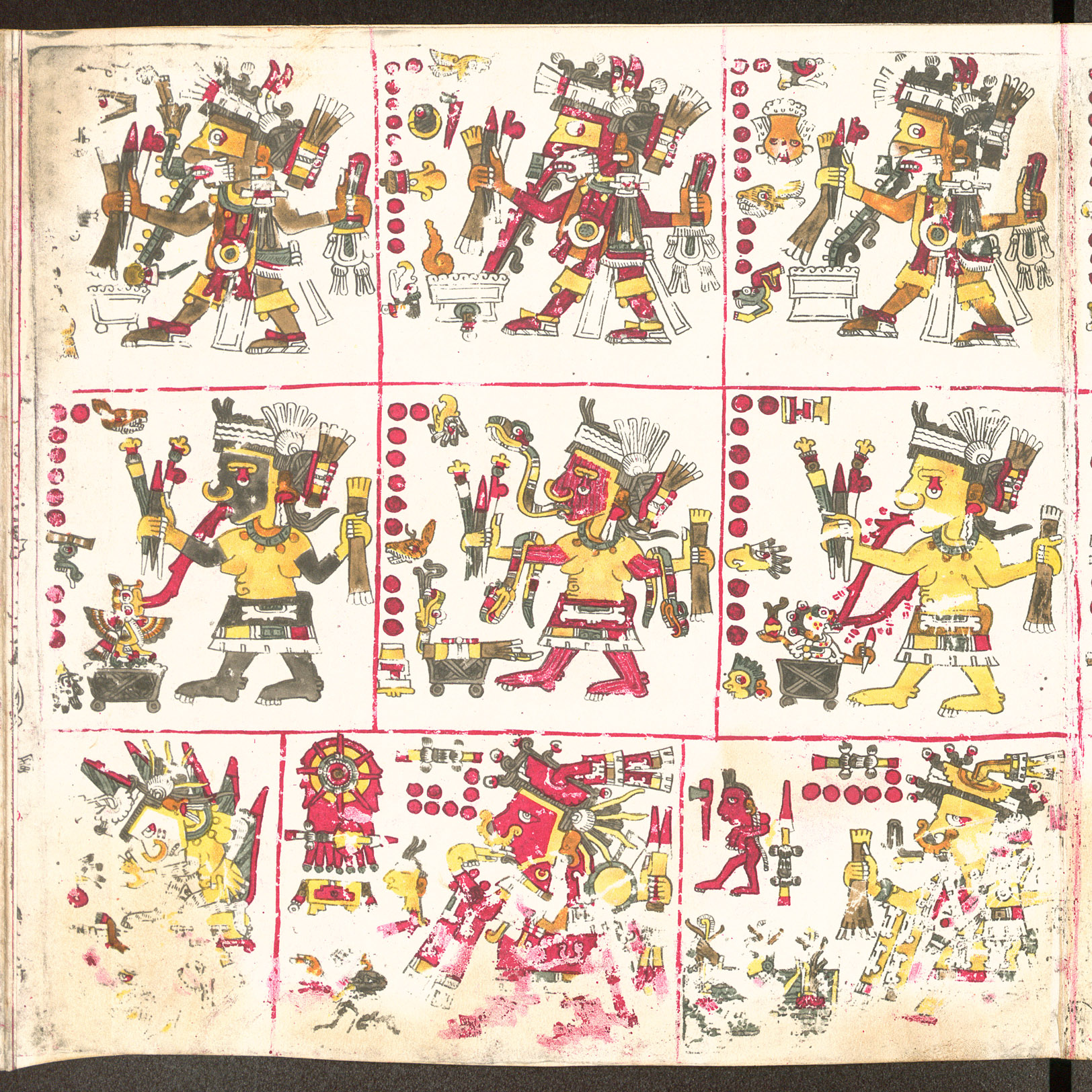
Page 48
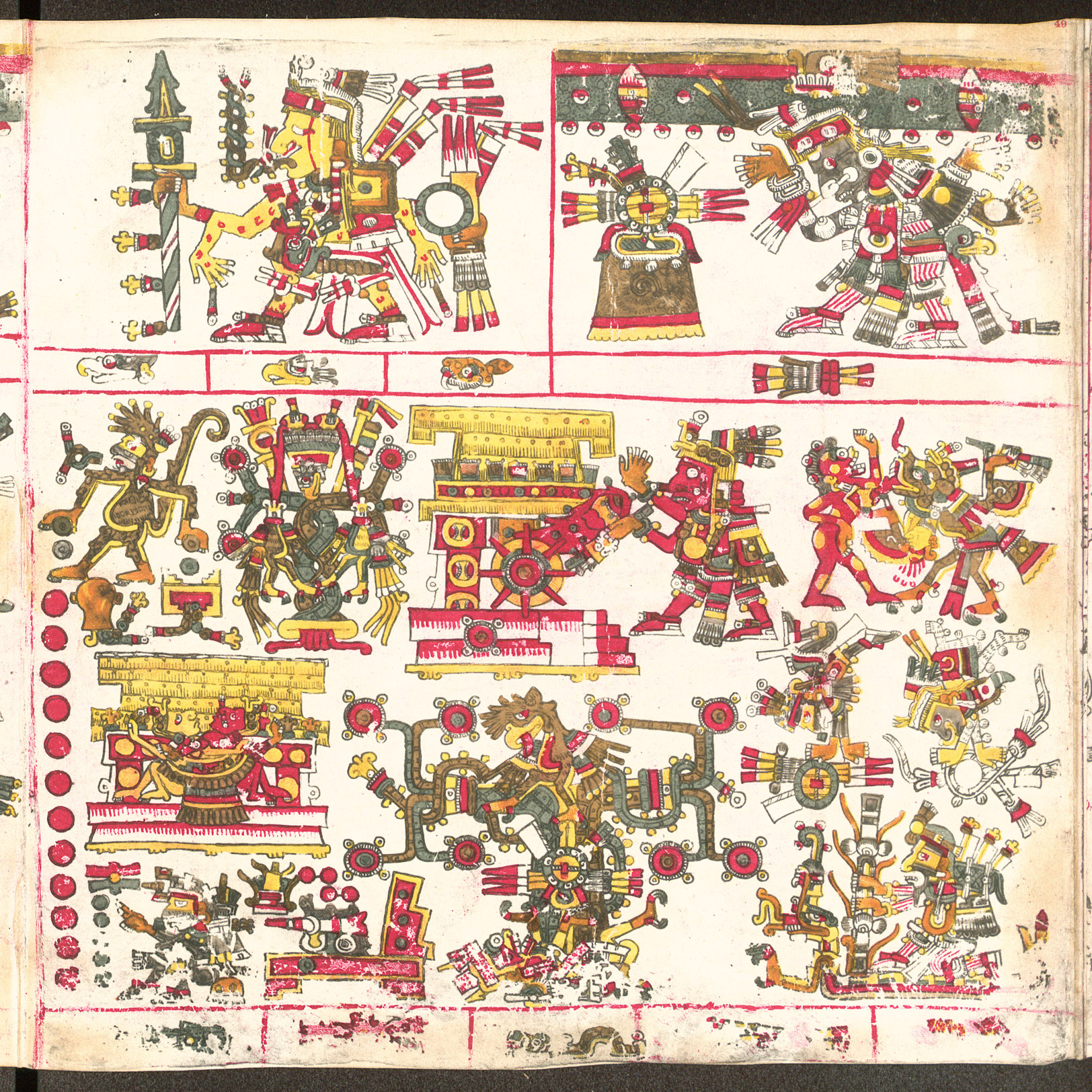
Page 49
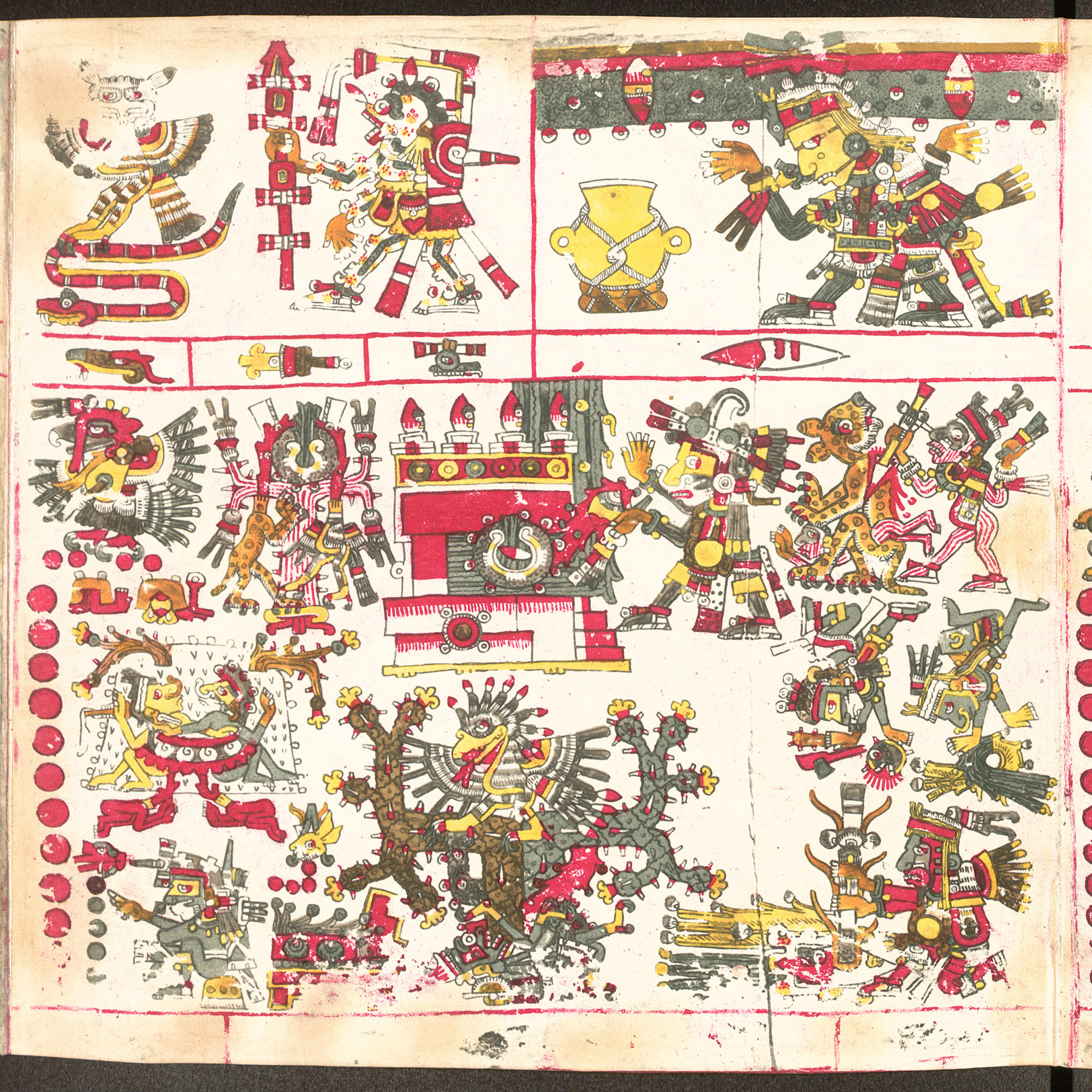
Page 50
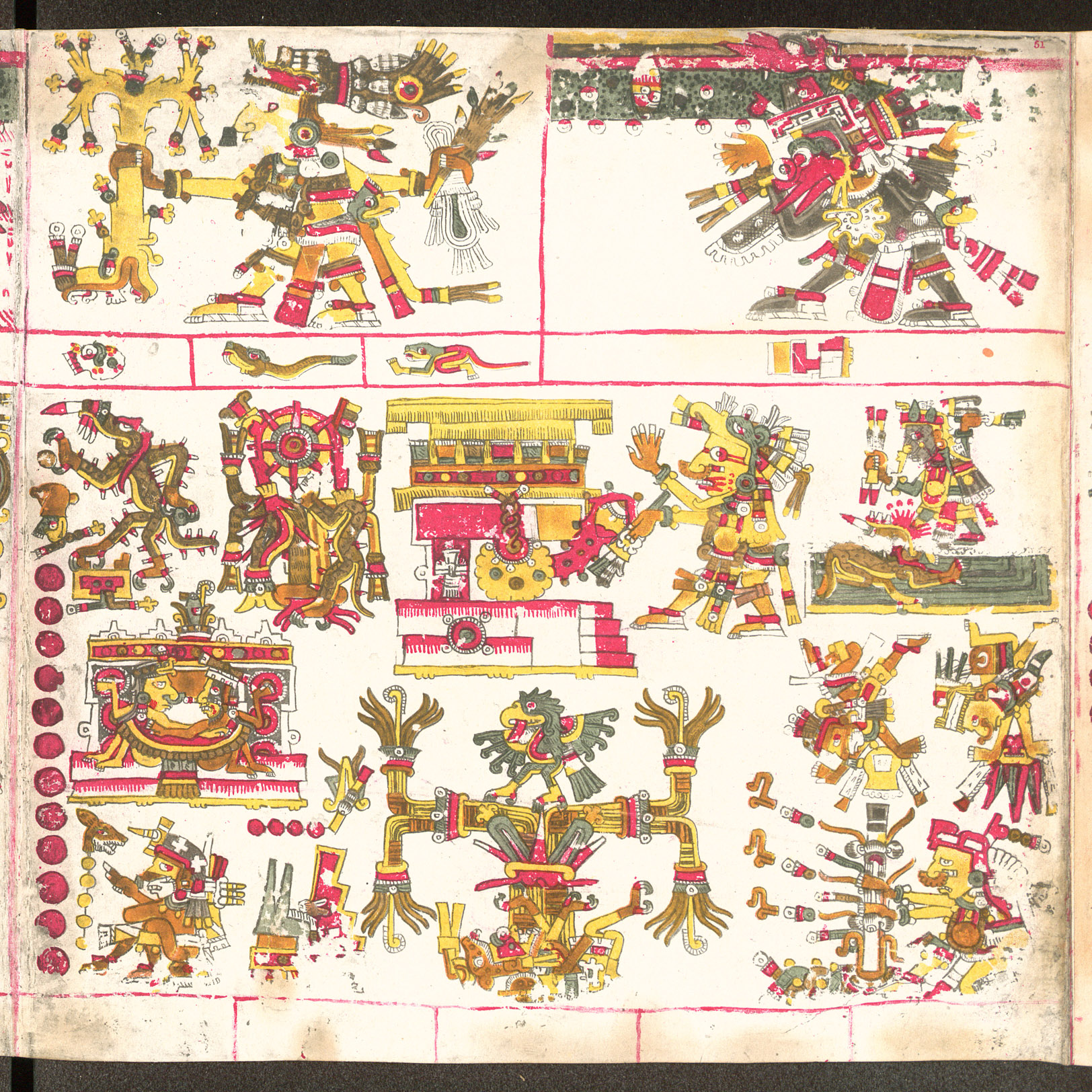
Page 51
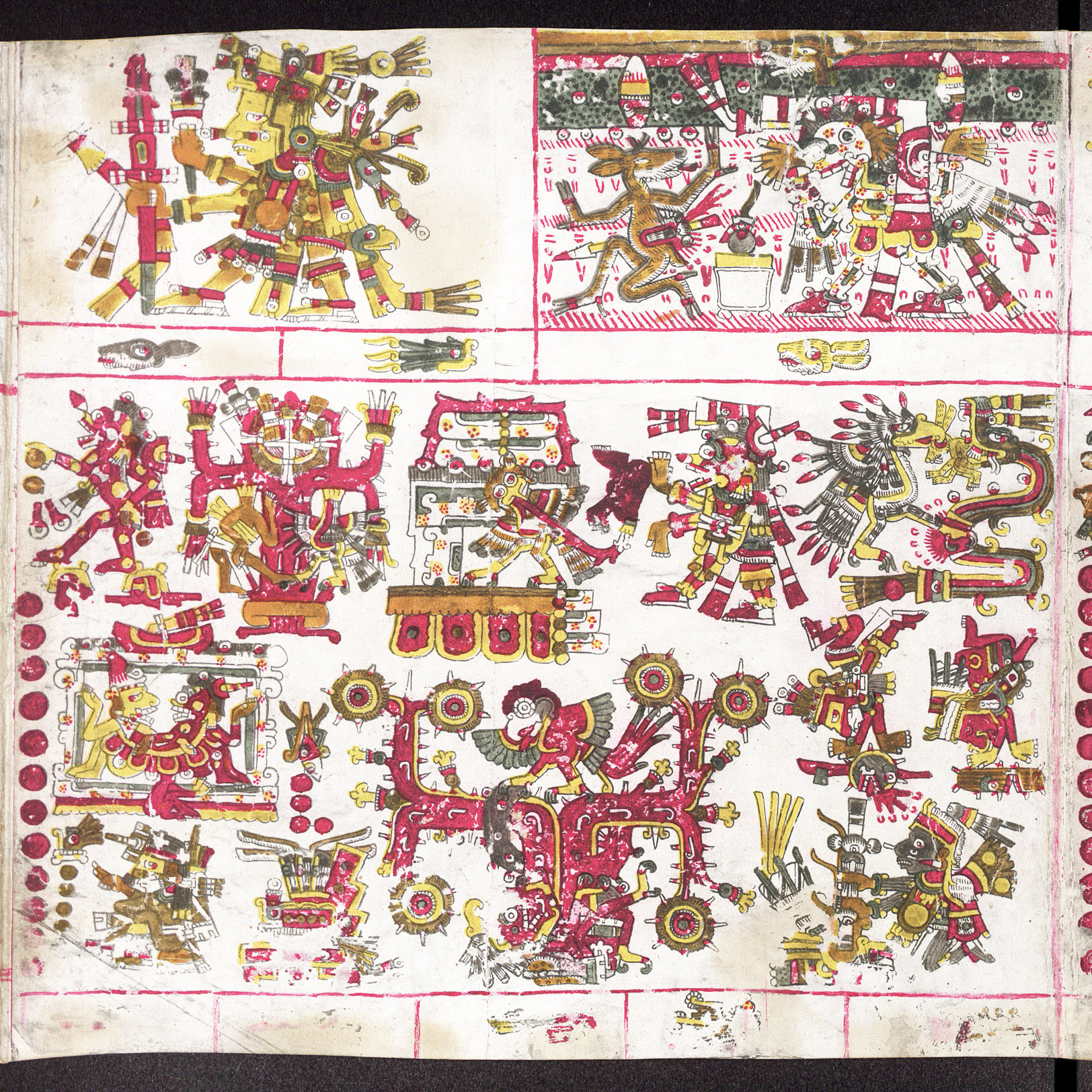
Page 52
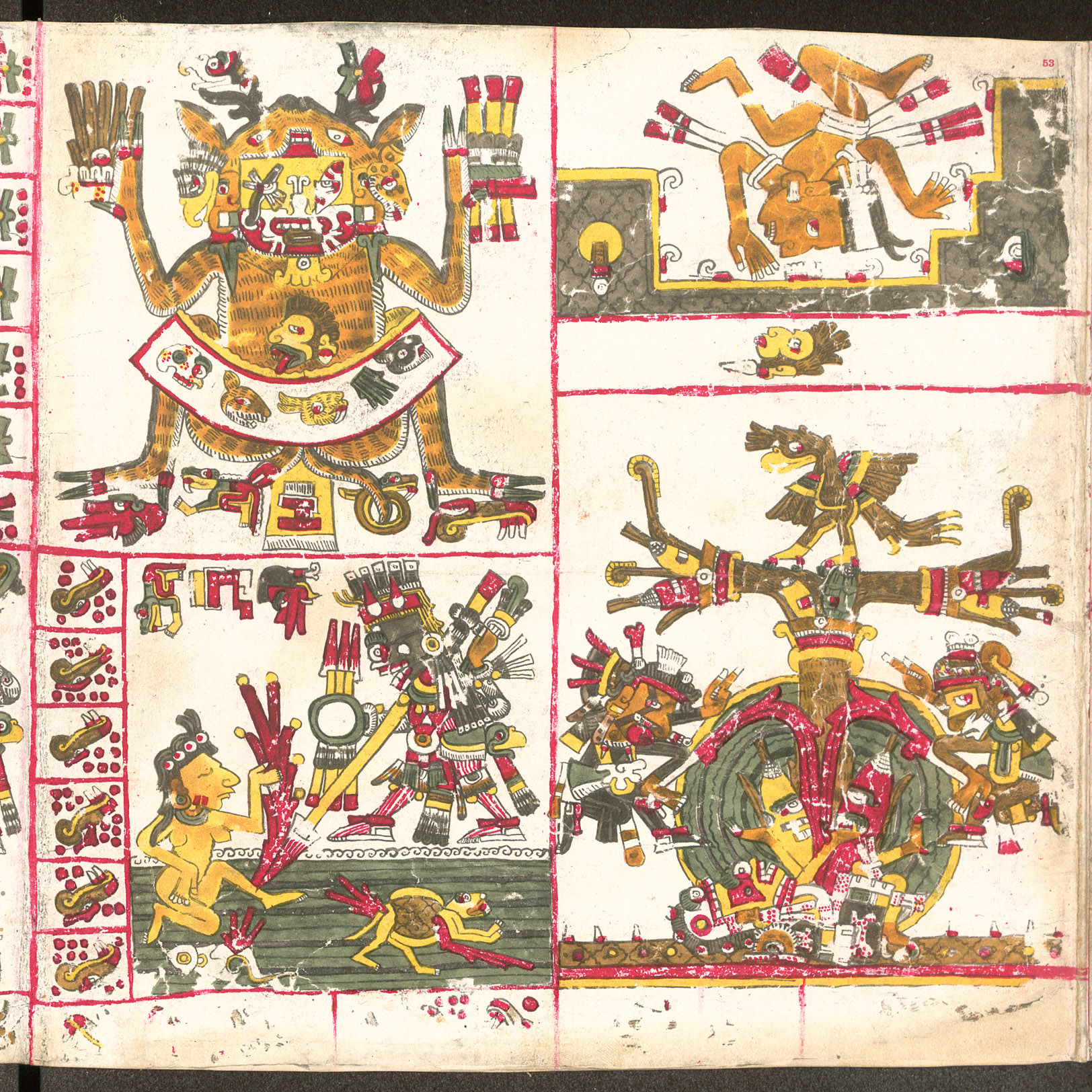
Page 53
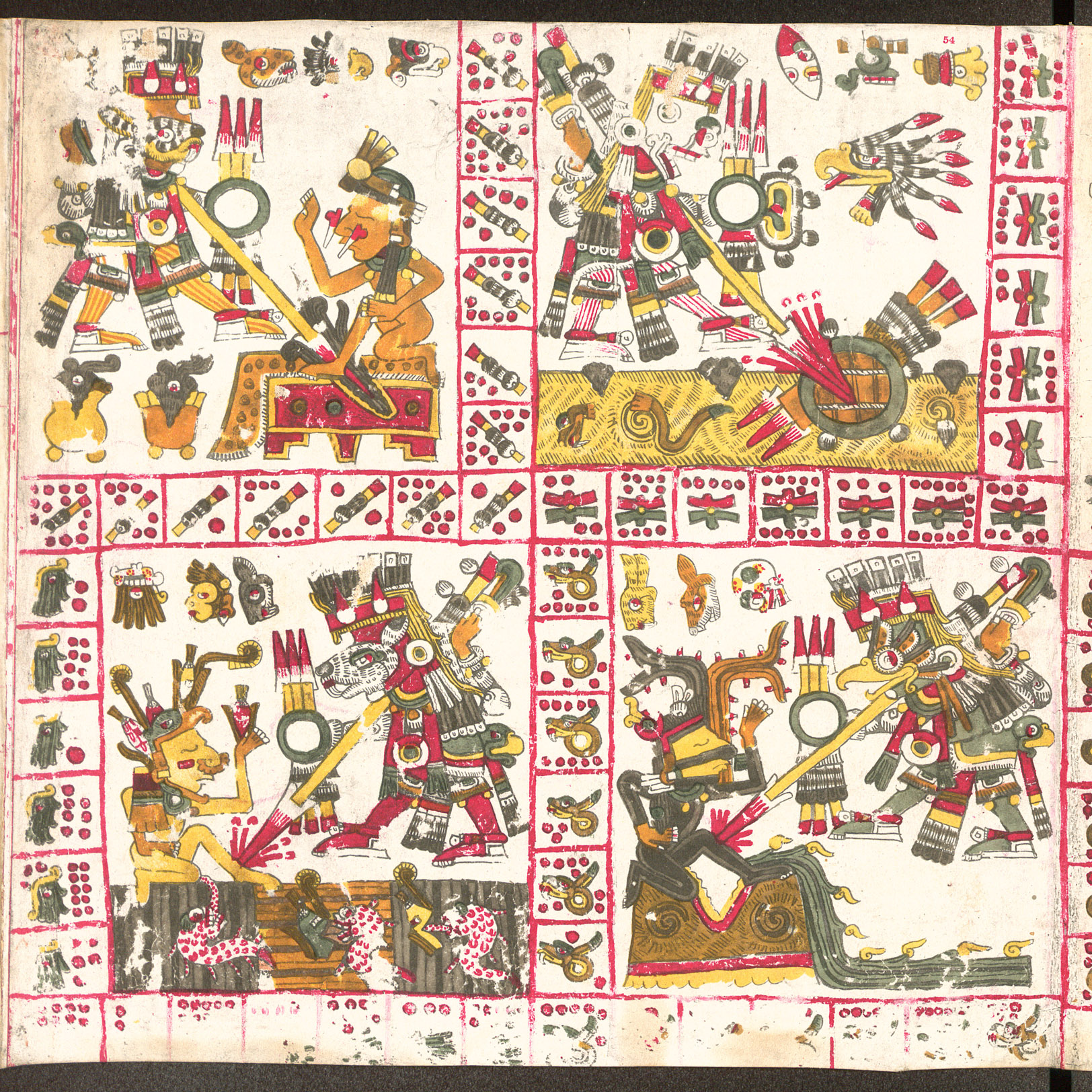
Page 54
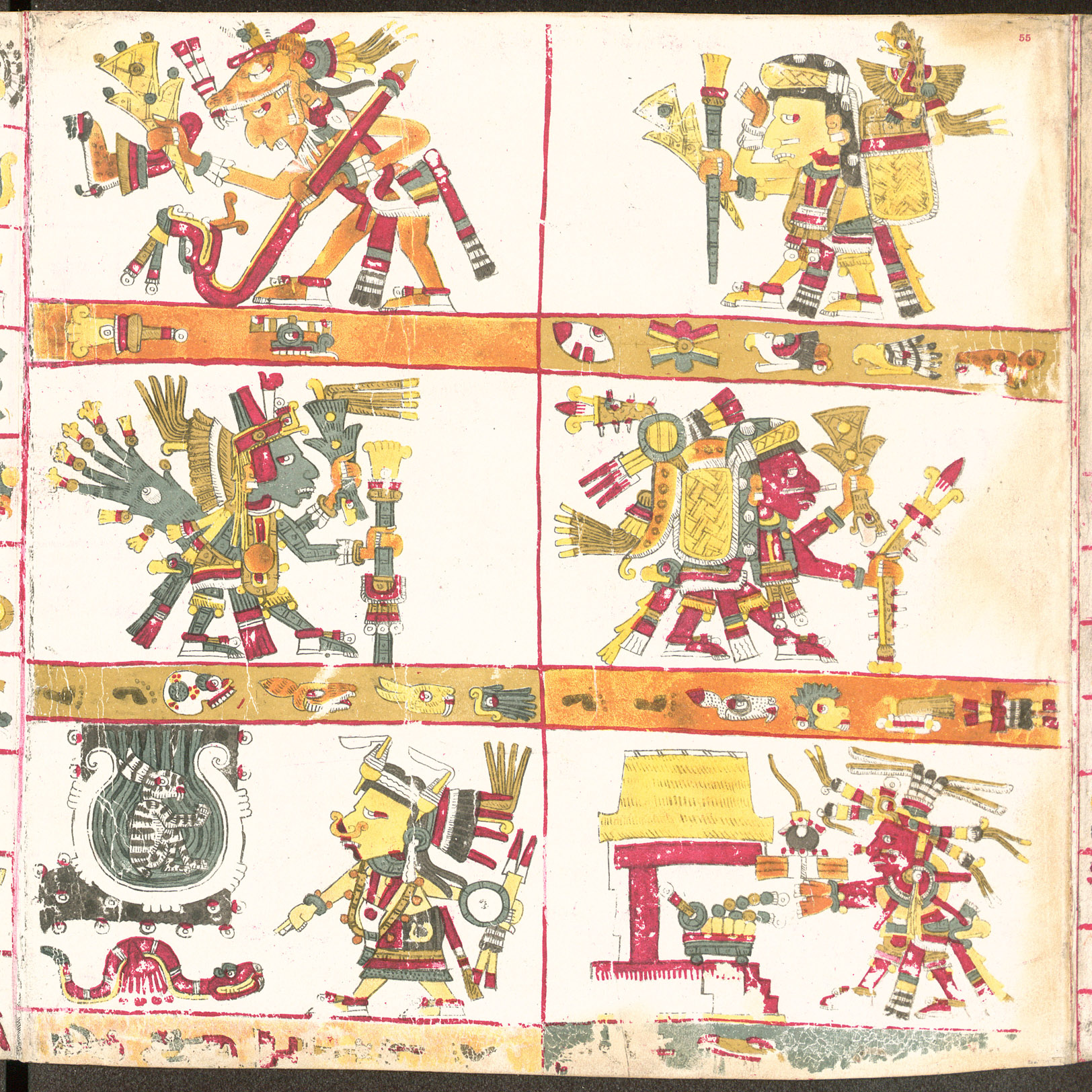
Page 55
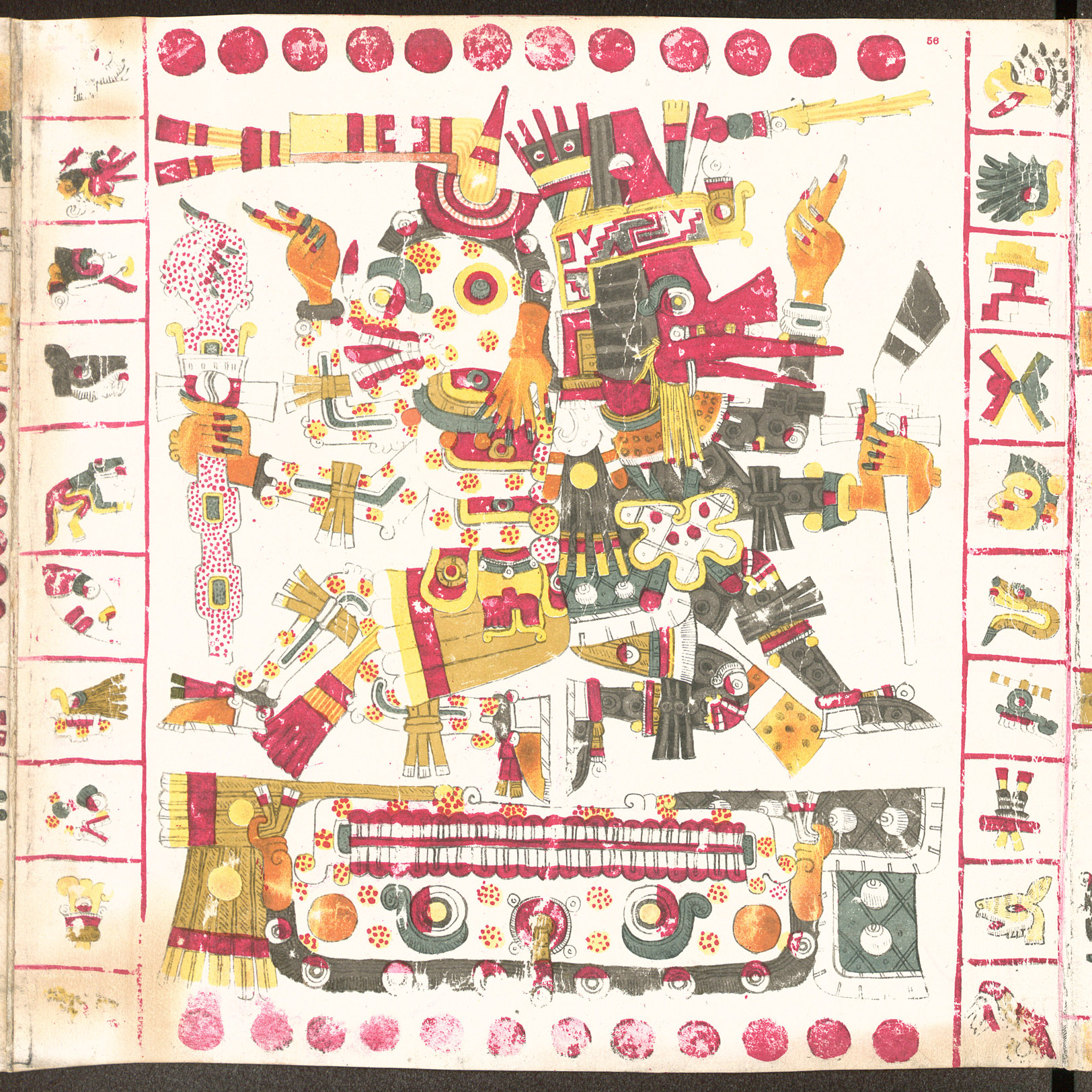
Page 56

### Pagine 57–60
Pagine da 57 da 60 permettevano al sacerdote di pronosticare la buona riuscita di un matrimonio in base ai numeri contenuti nei nomi della coppia.

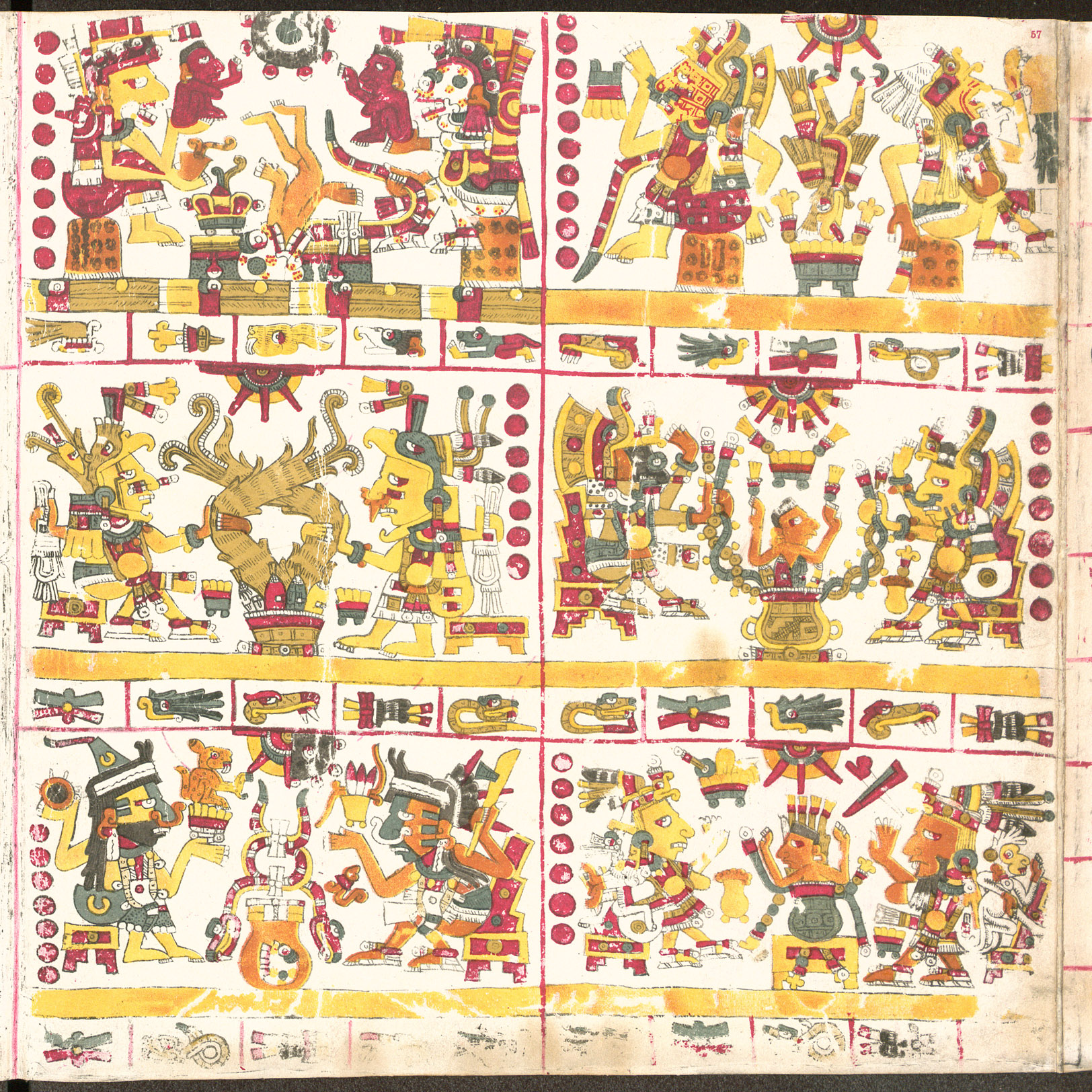
Pagina 57
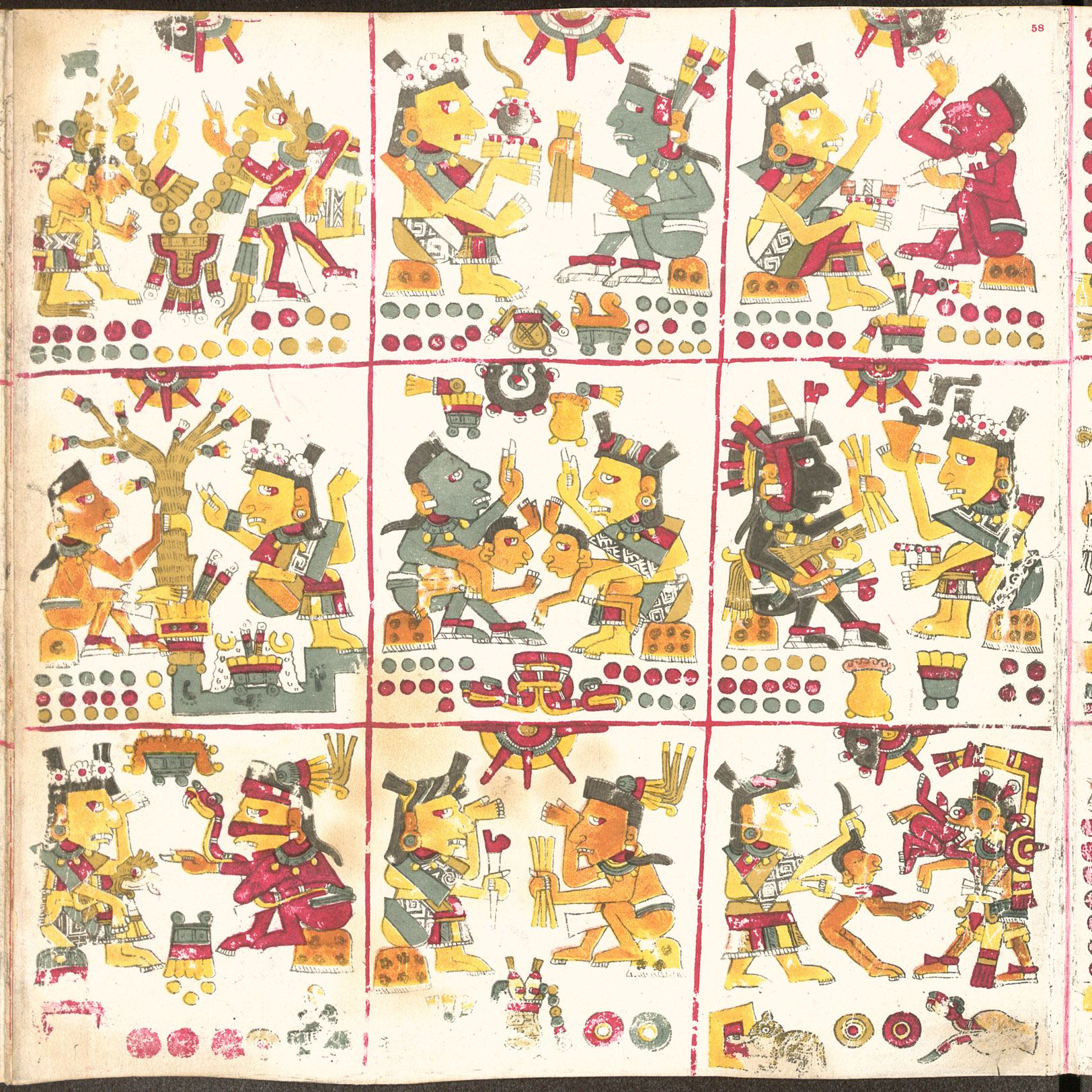
Pagina 58
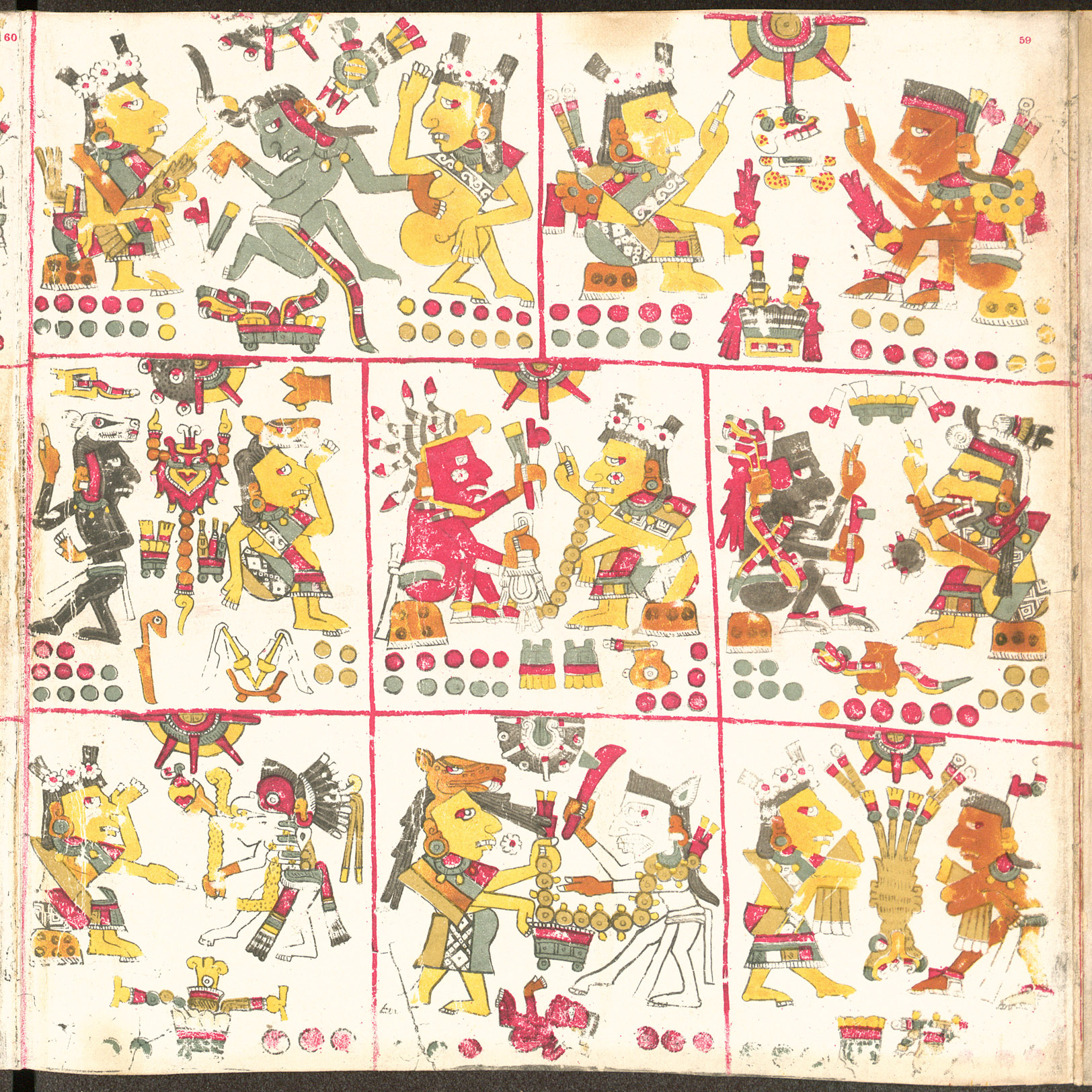
Pagina 59
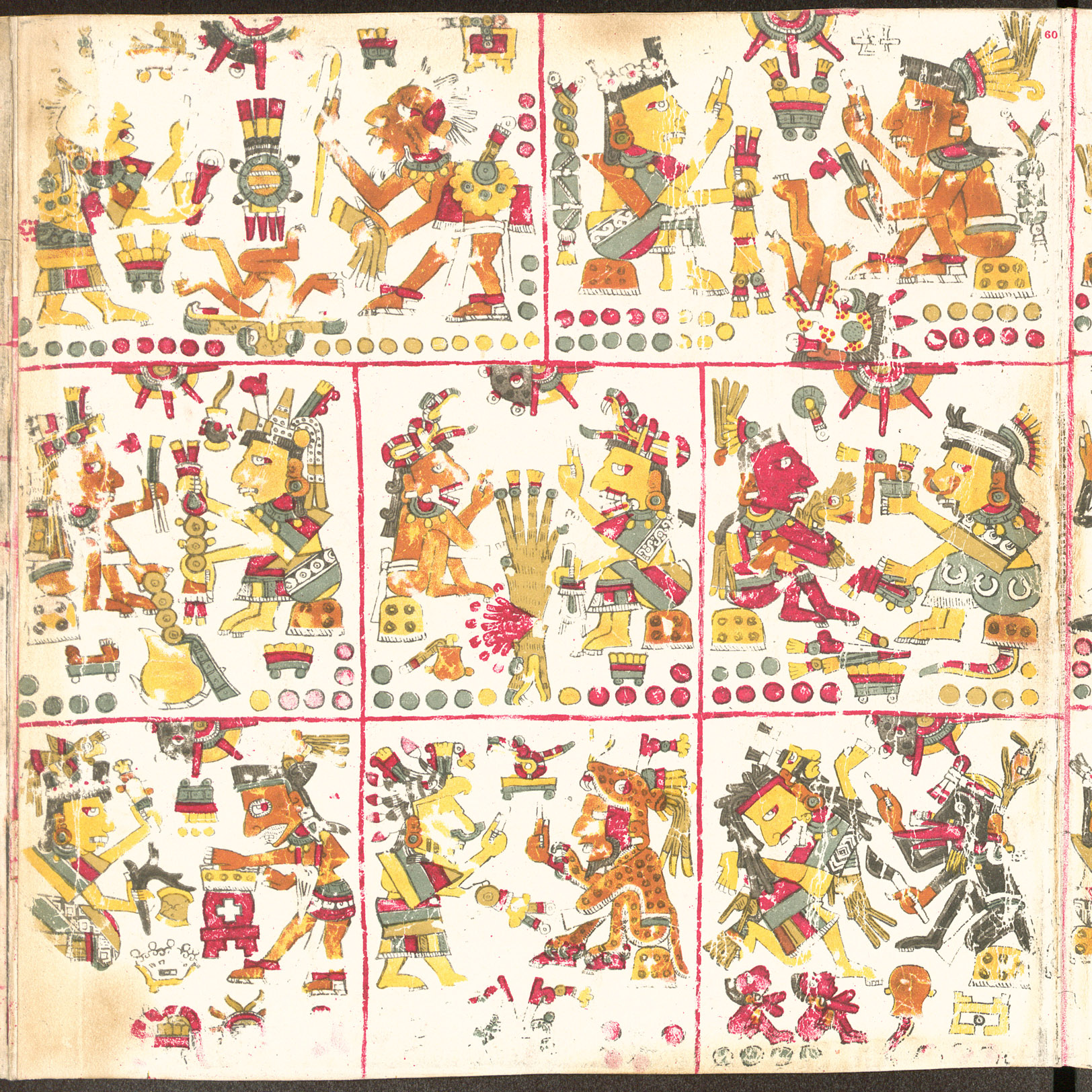
Pagina 60

### Pagine 61–70
Le pagine da 61 a 70 sono simili alla prima sezione e raffigurano vari simboli dei giorni intorno a scene di divinità (20 segni per ciascuna pagina).

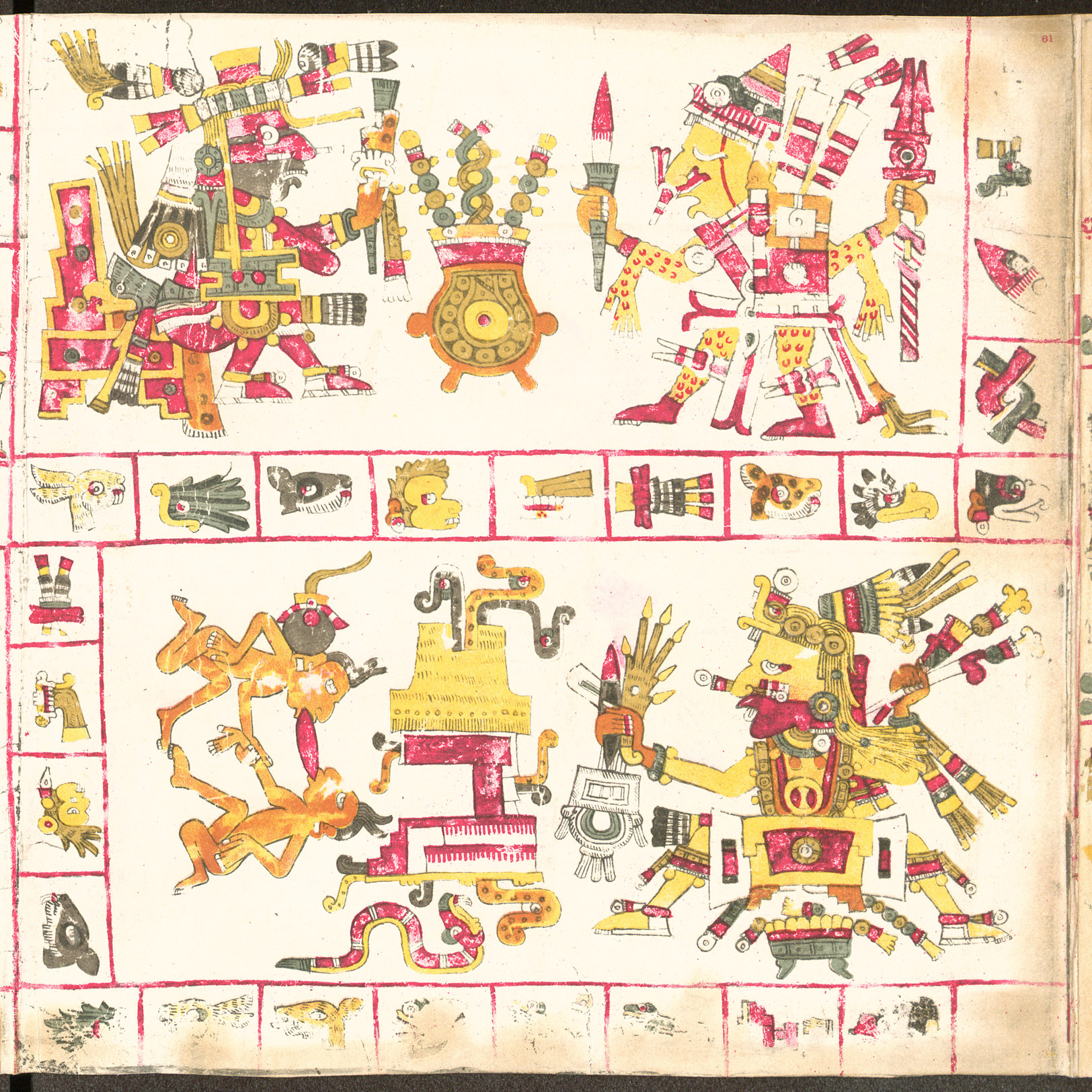
Pagina 61
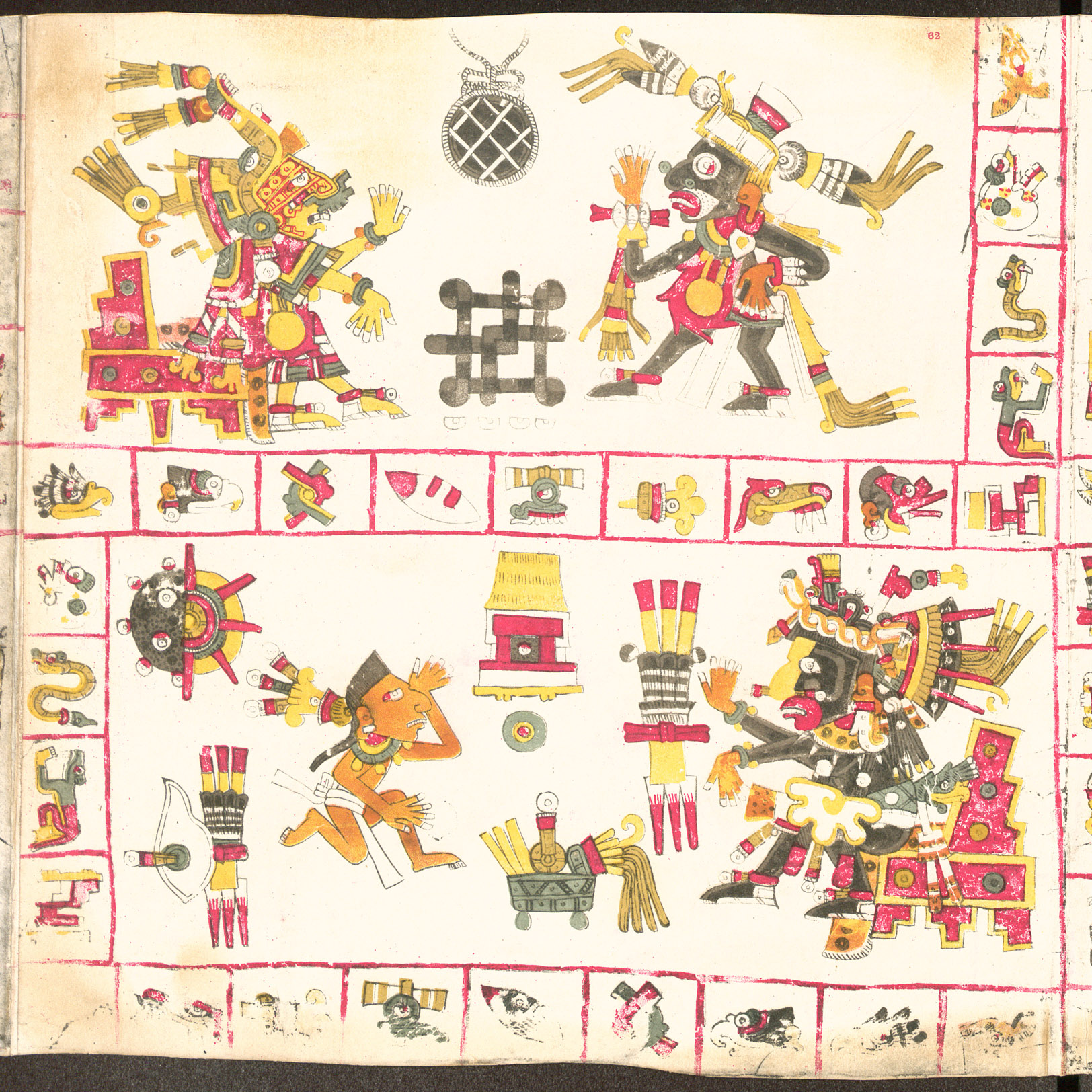
Pagina 62
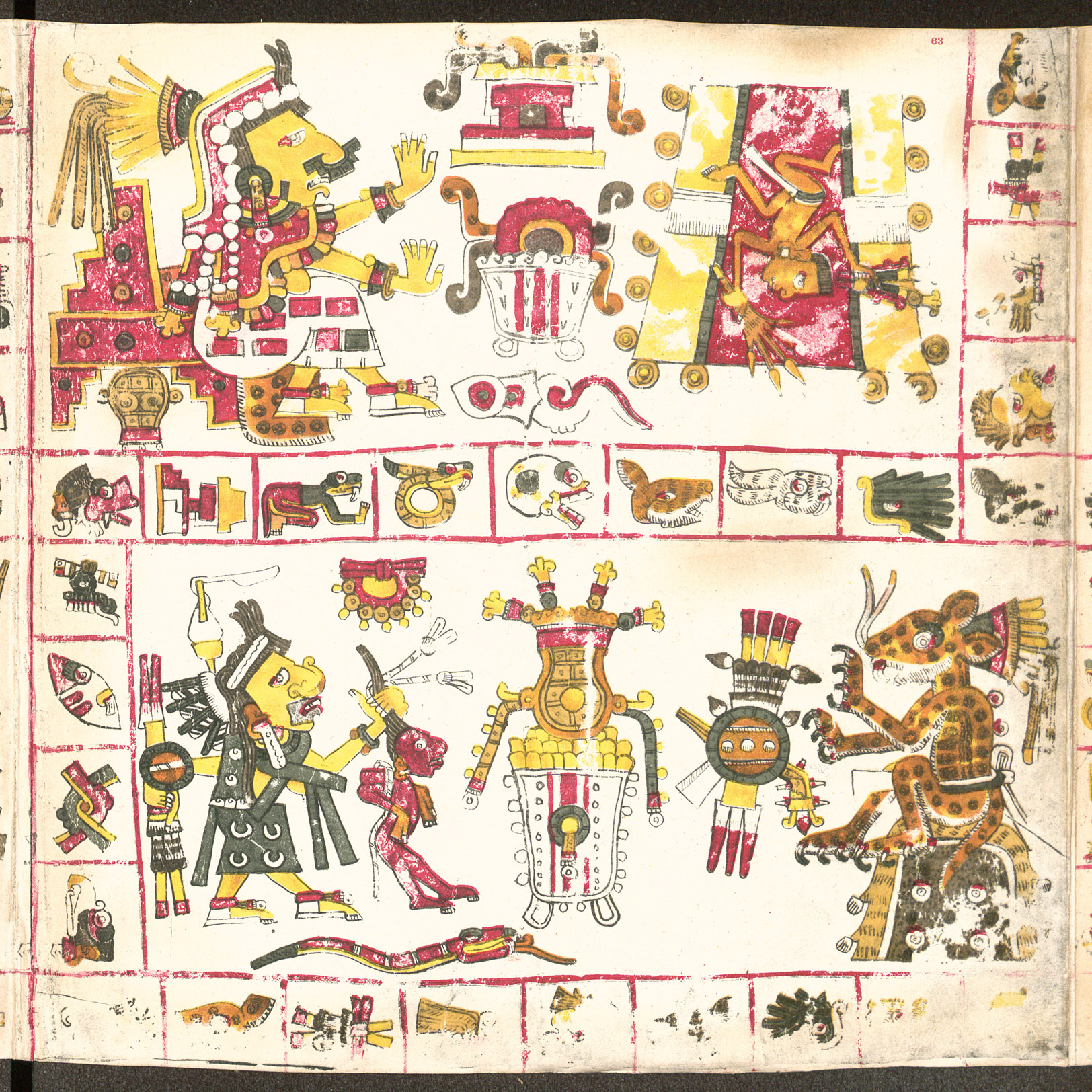
Pagina 63
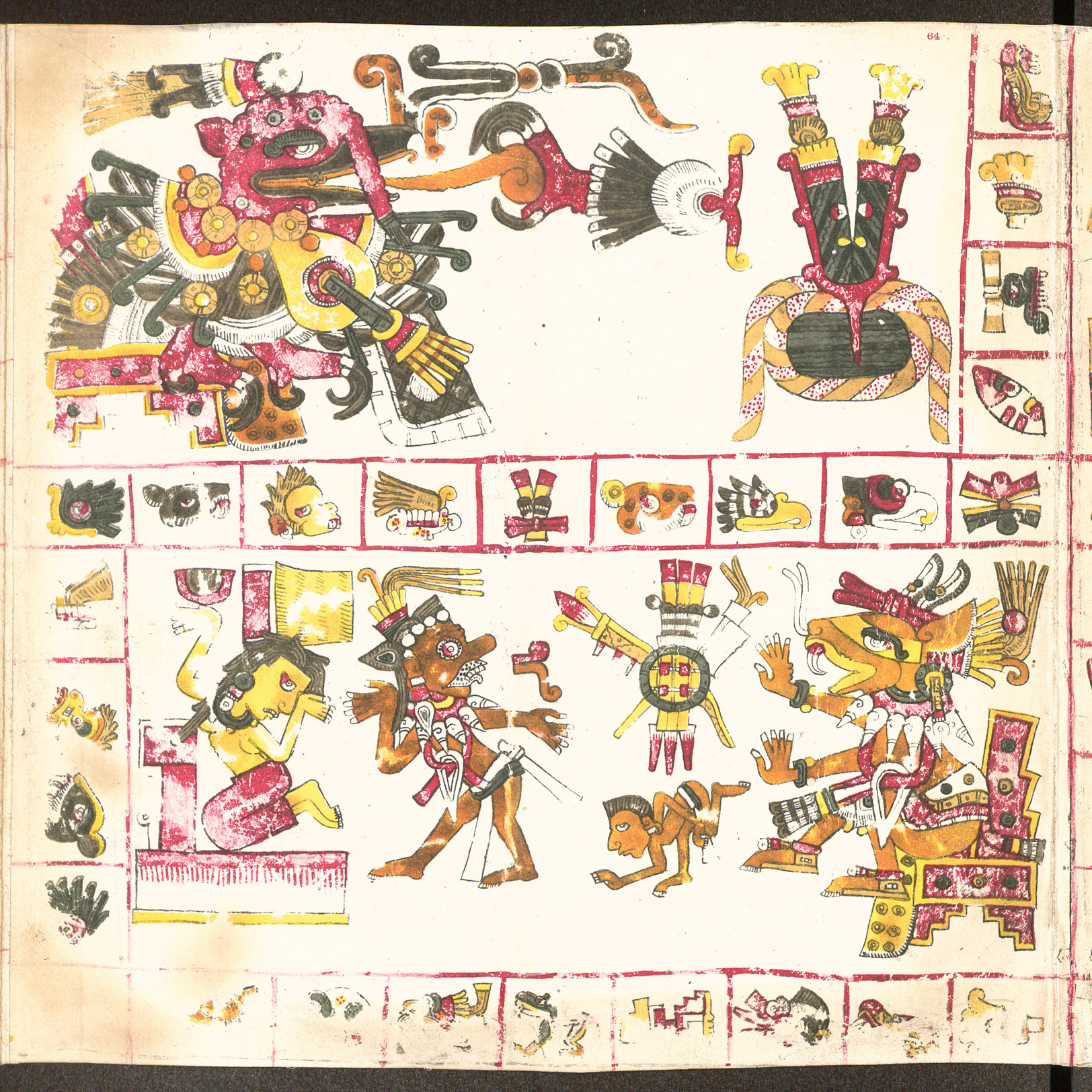
Pagina 64
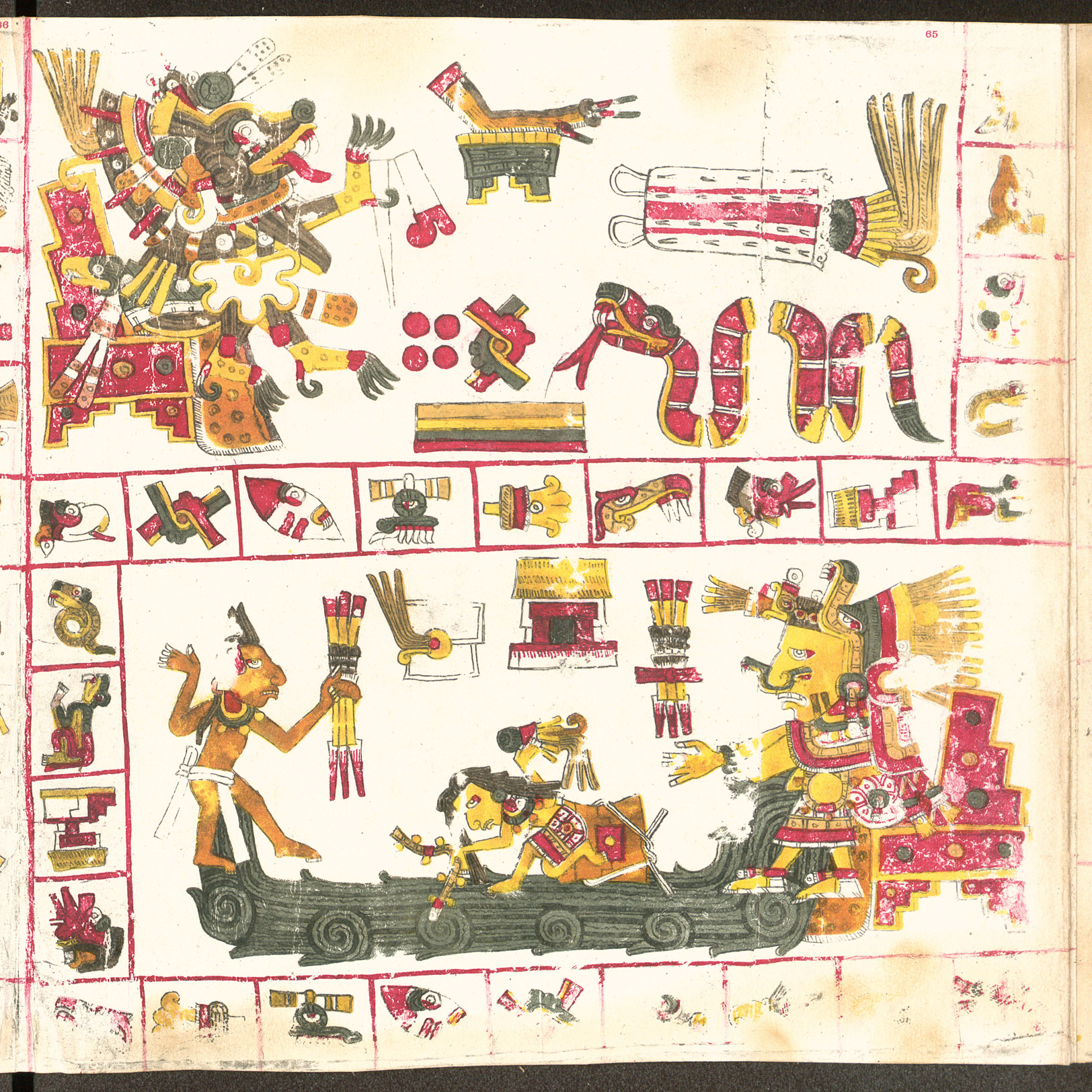
Pagina 65
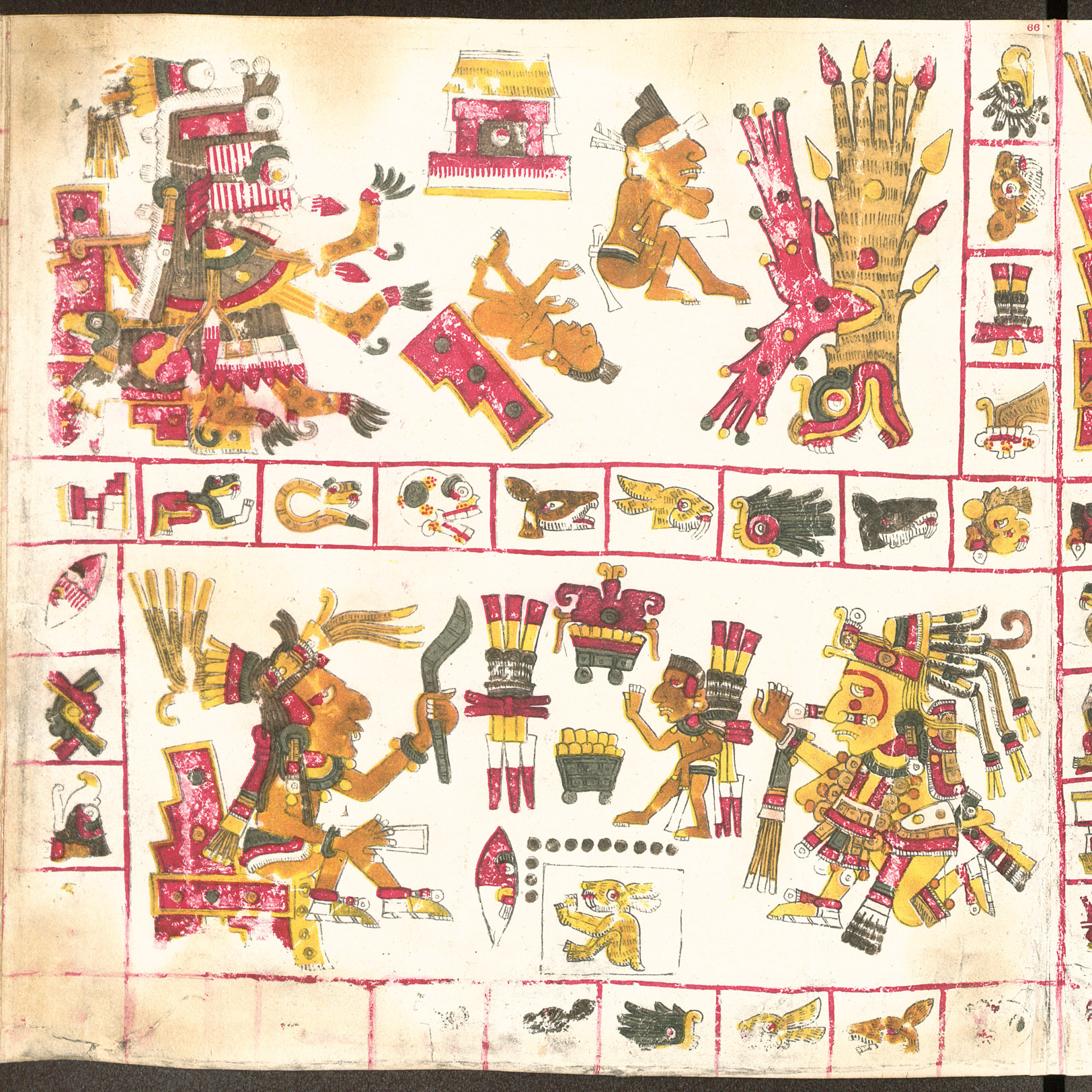
Pagina 66
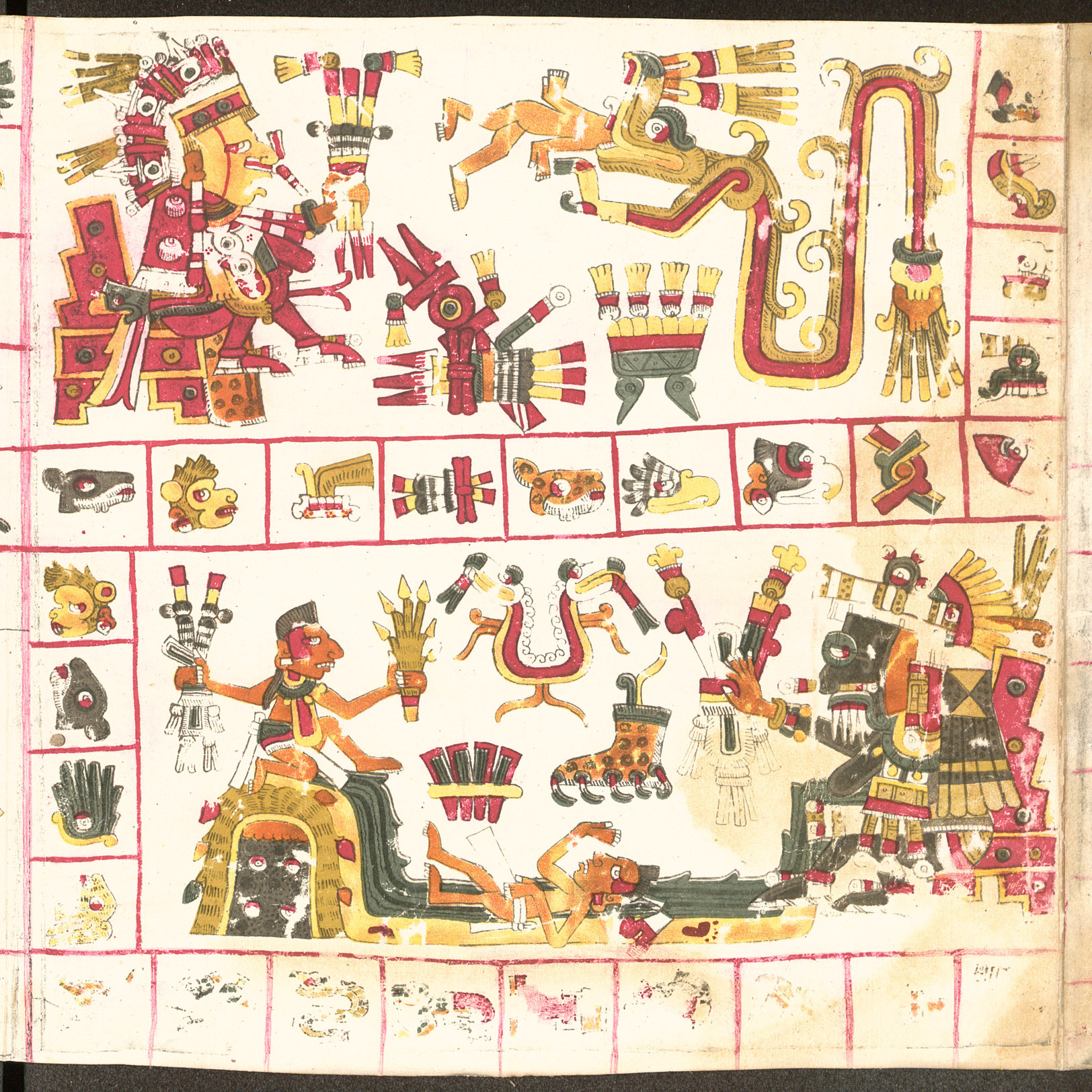
Pagina 67
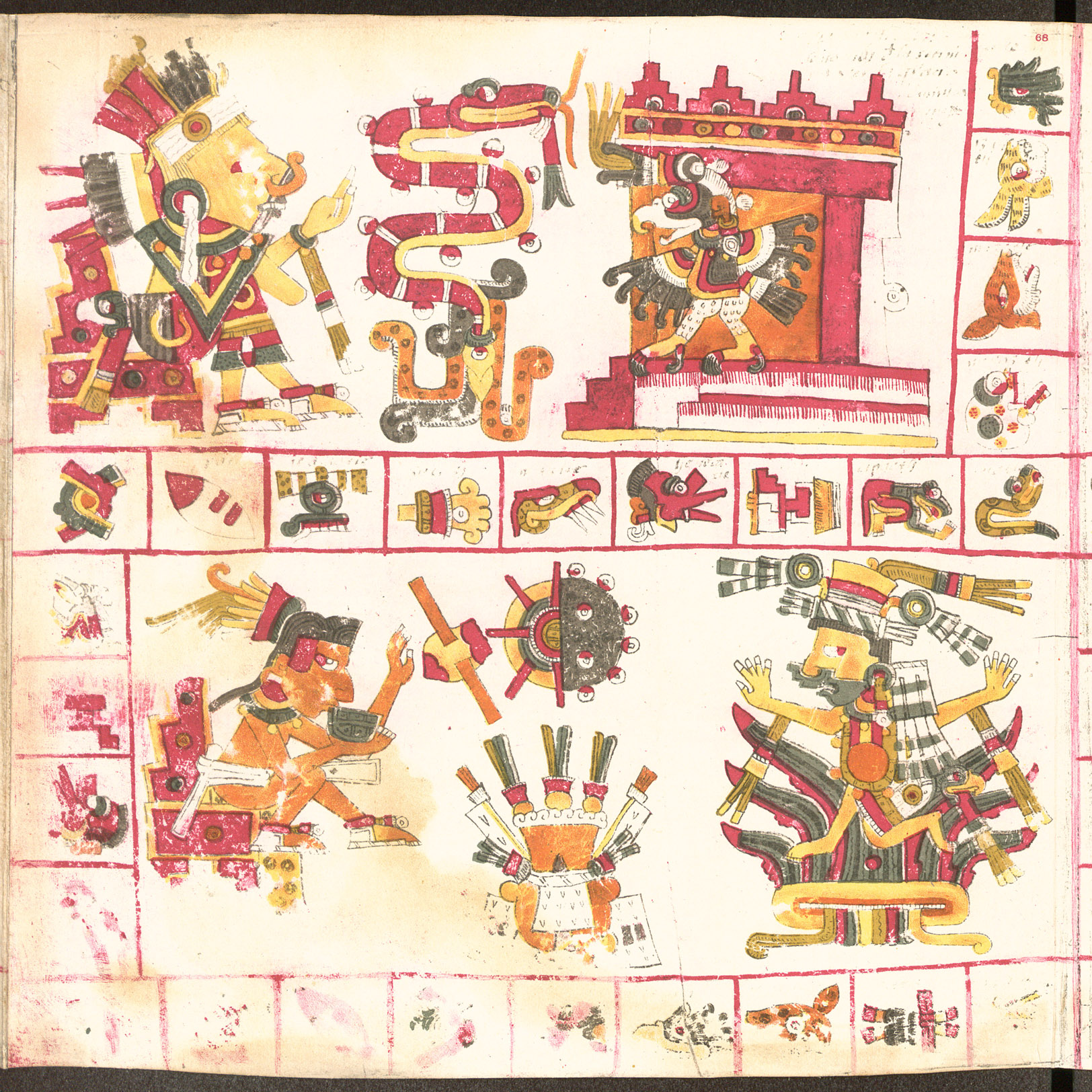
Pagina 68
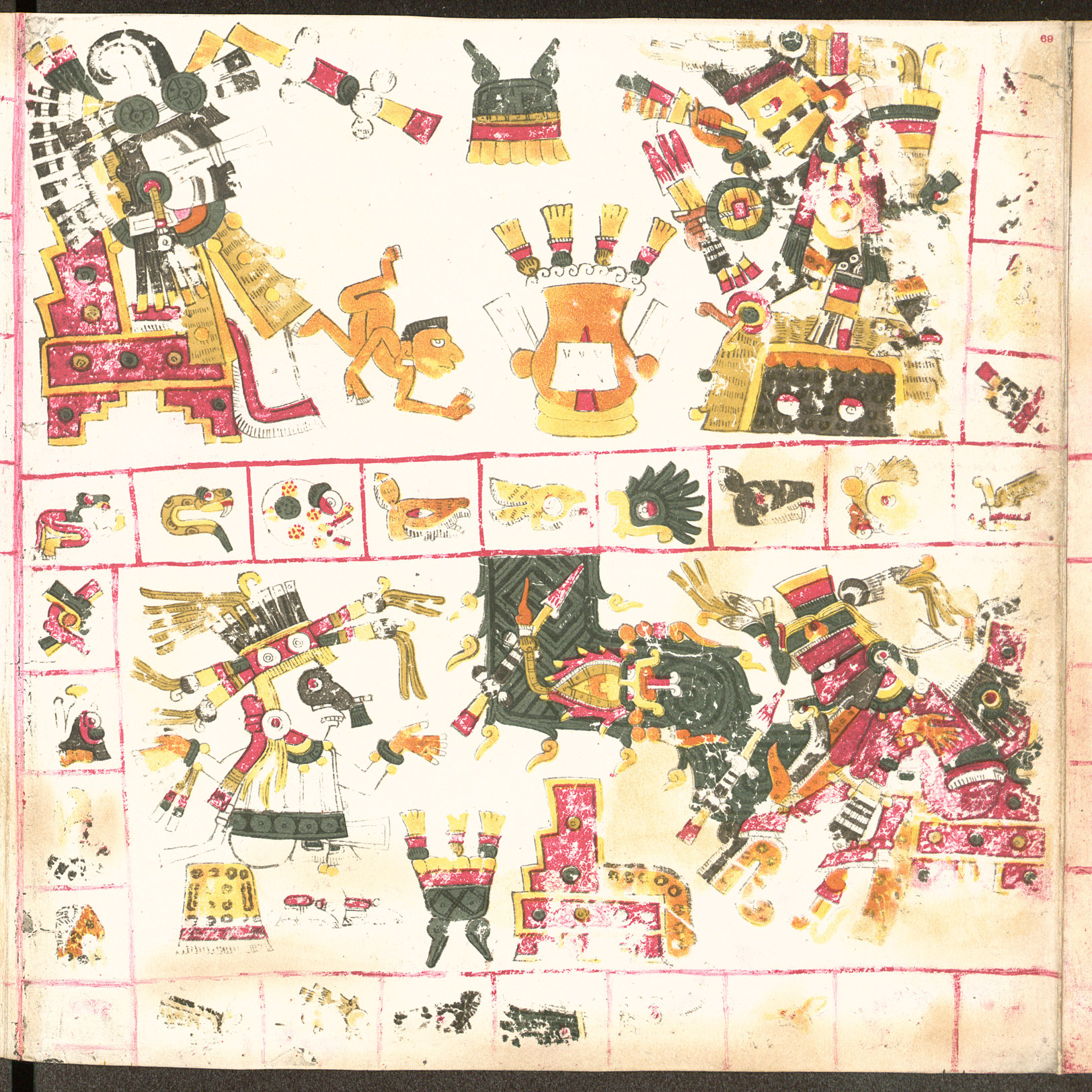
Pagina 69
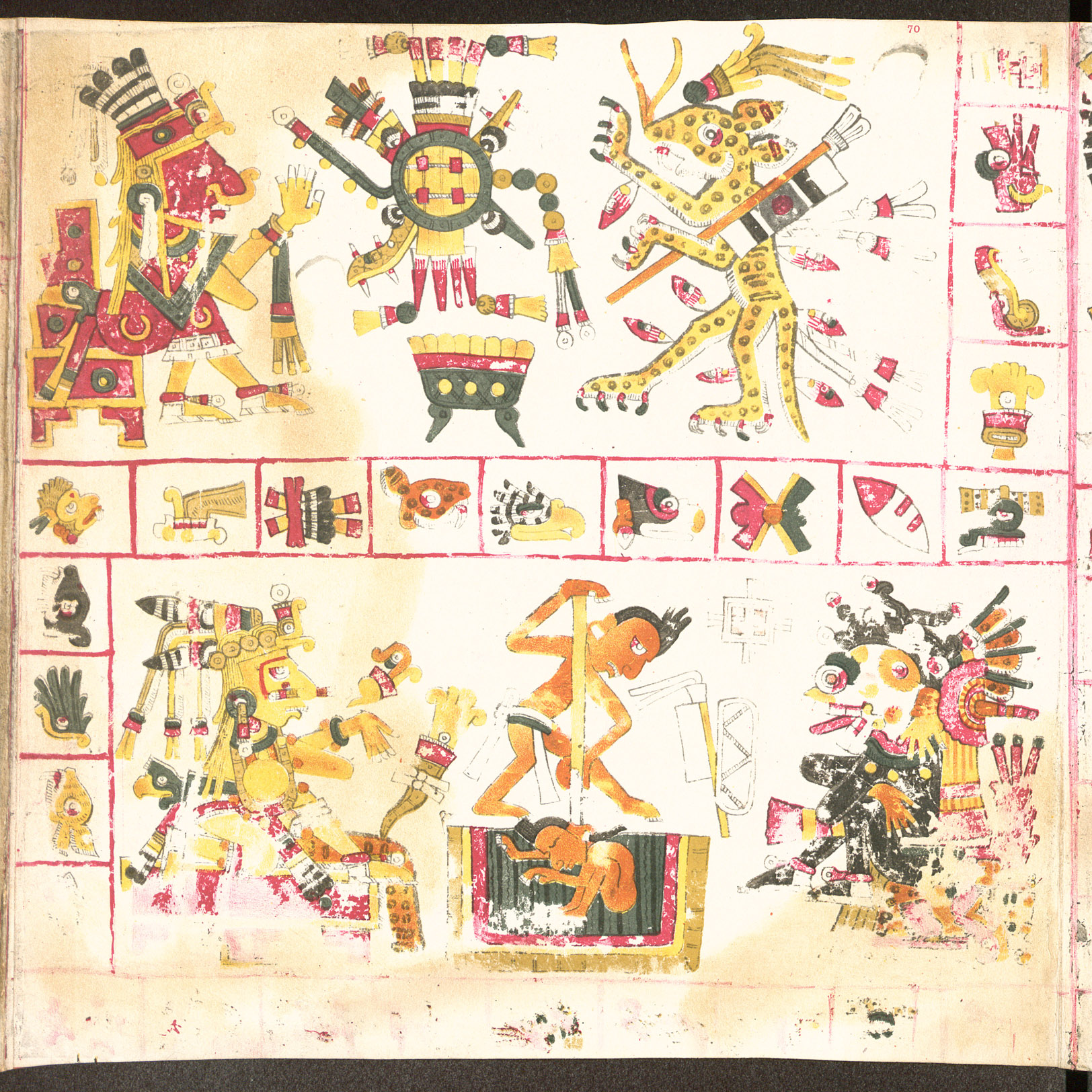
Pagina 70

### Pagine 71–76
La pagina 71 raffigura Tonatiuh, il dio del sole, che riceve sangue da un uccello decapitato. Intorno alla scena ci sono dodici Uccelli del Giorno ed una farfalla, che corrispondono ad ognuno dei tredici giorni della trecena.
La pagina 72 raffigura quattro divinità con simboli dei giorni collegati a parti del loro corpo. Ogni divinità è circondata da un serpente.
La pagina 73 raffigura il dio Mictlantecuhtli e il dio Quetzalcoatl.
Anch'essi hanno simboli dei giorni su varie parti del corpo e l'intera scena è circondata da simboli dei giorni.

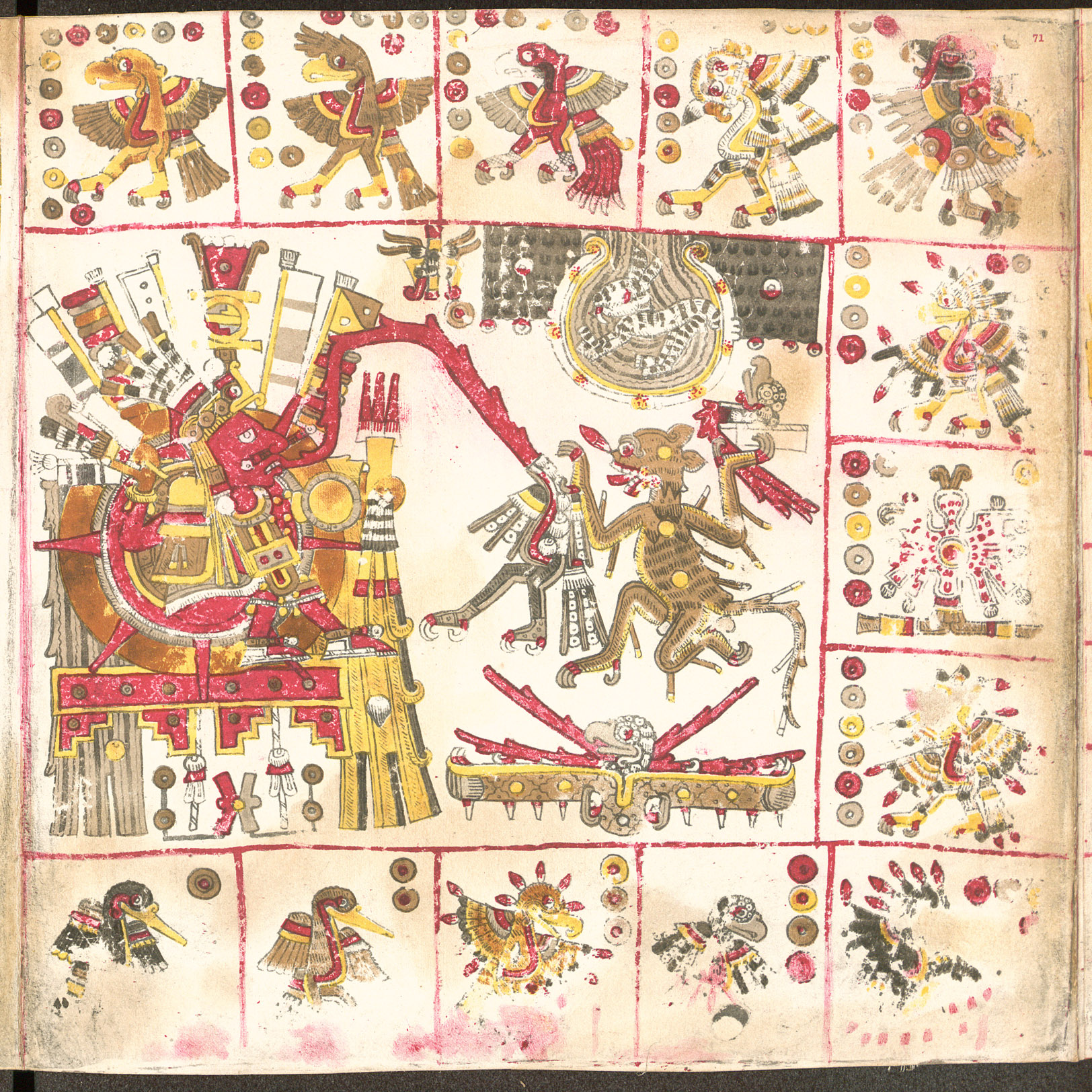
Pagina 71
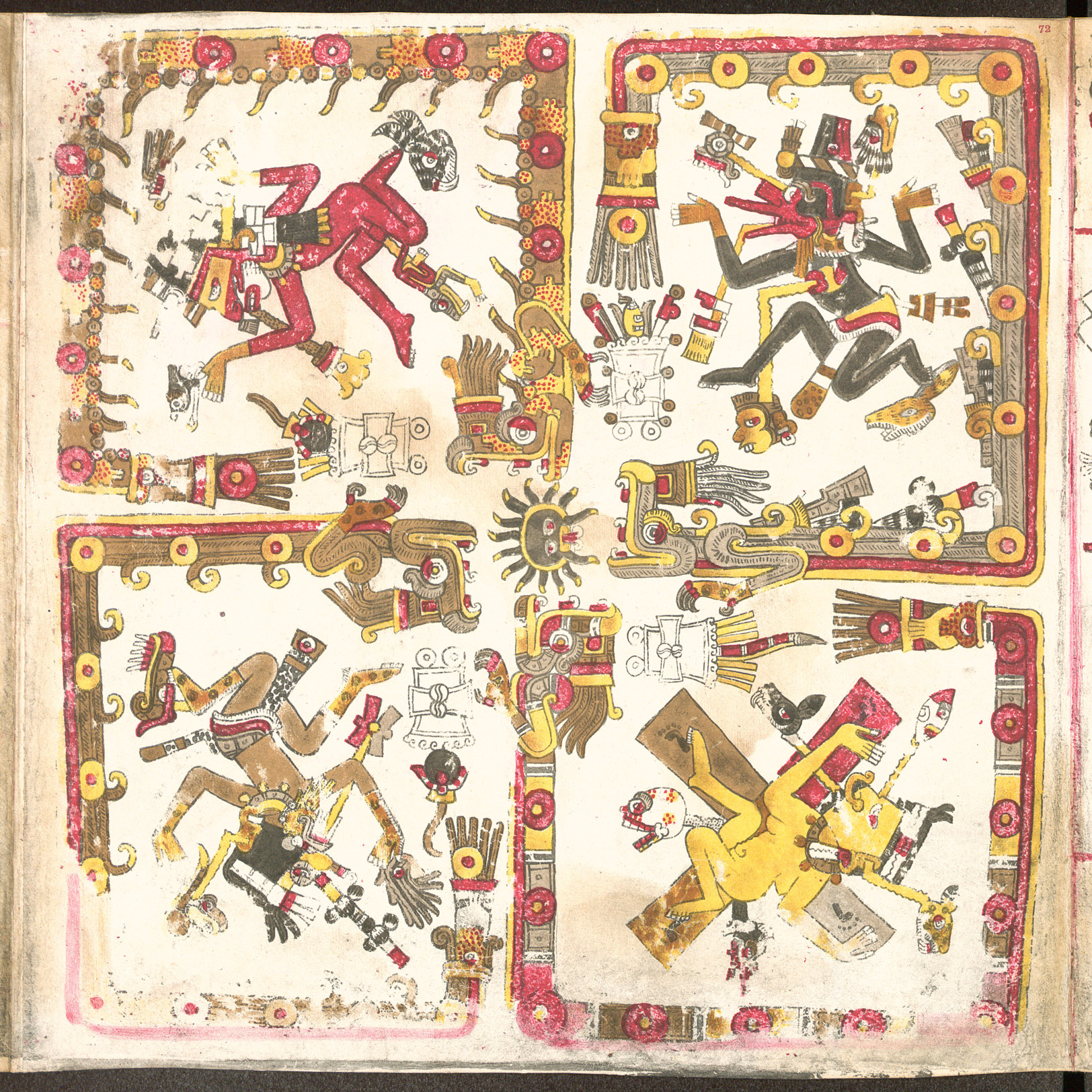
Pagina 72
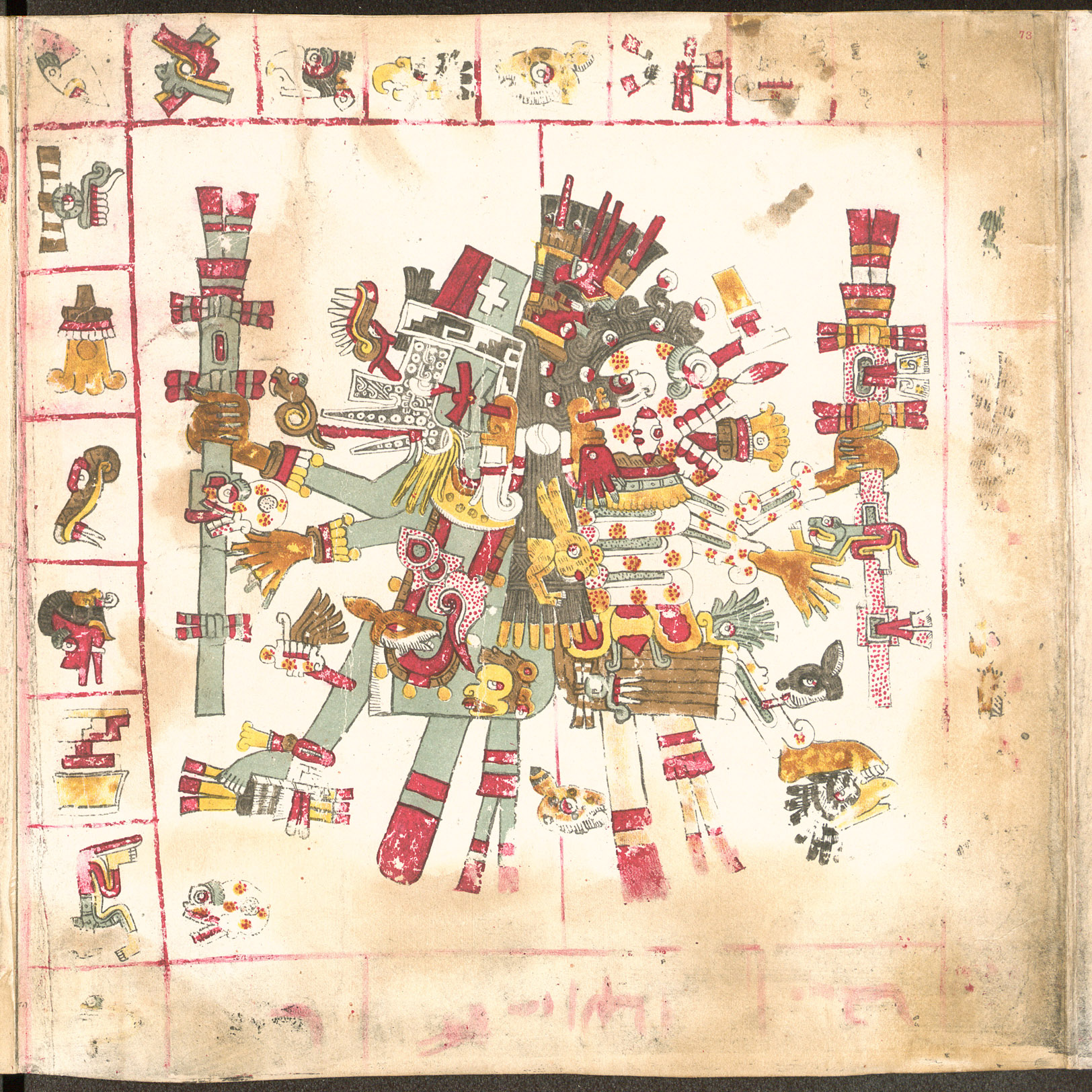
Pagina 73
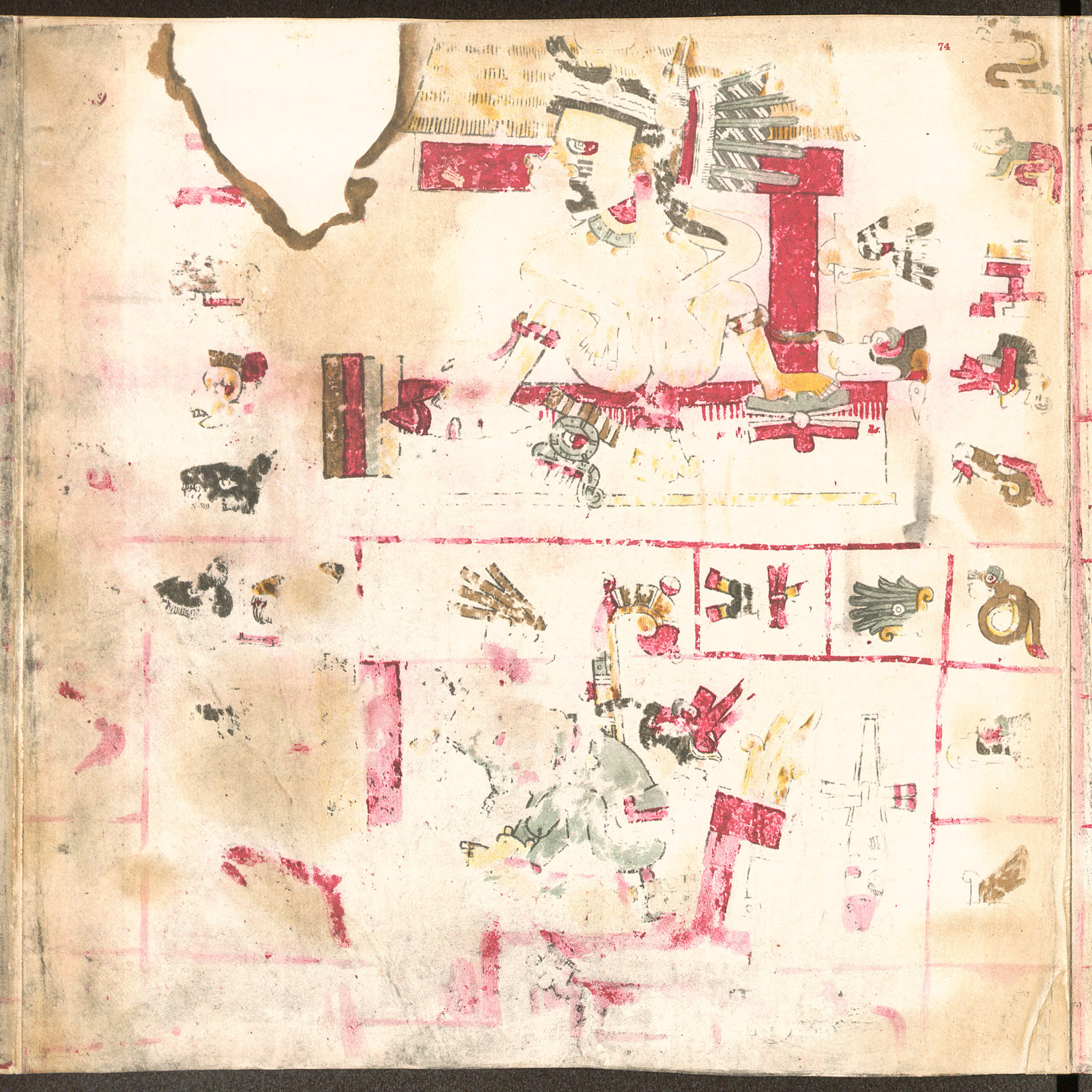
Pagina 74
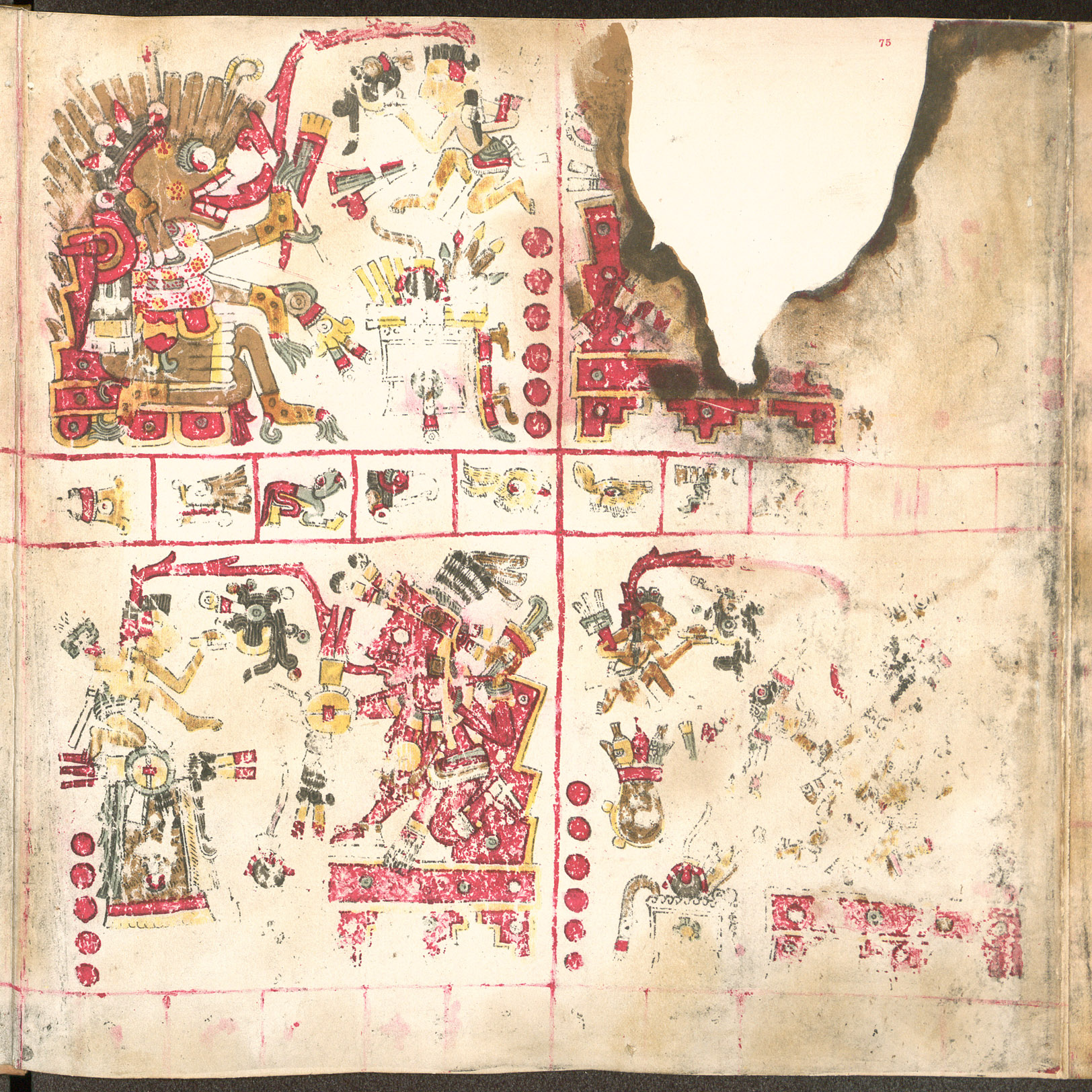
Pagina 75
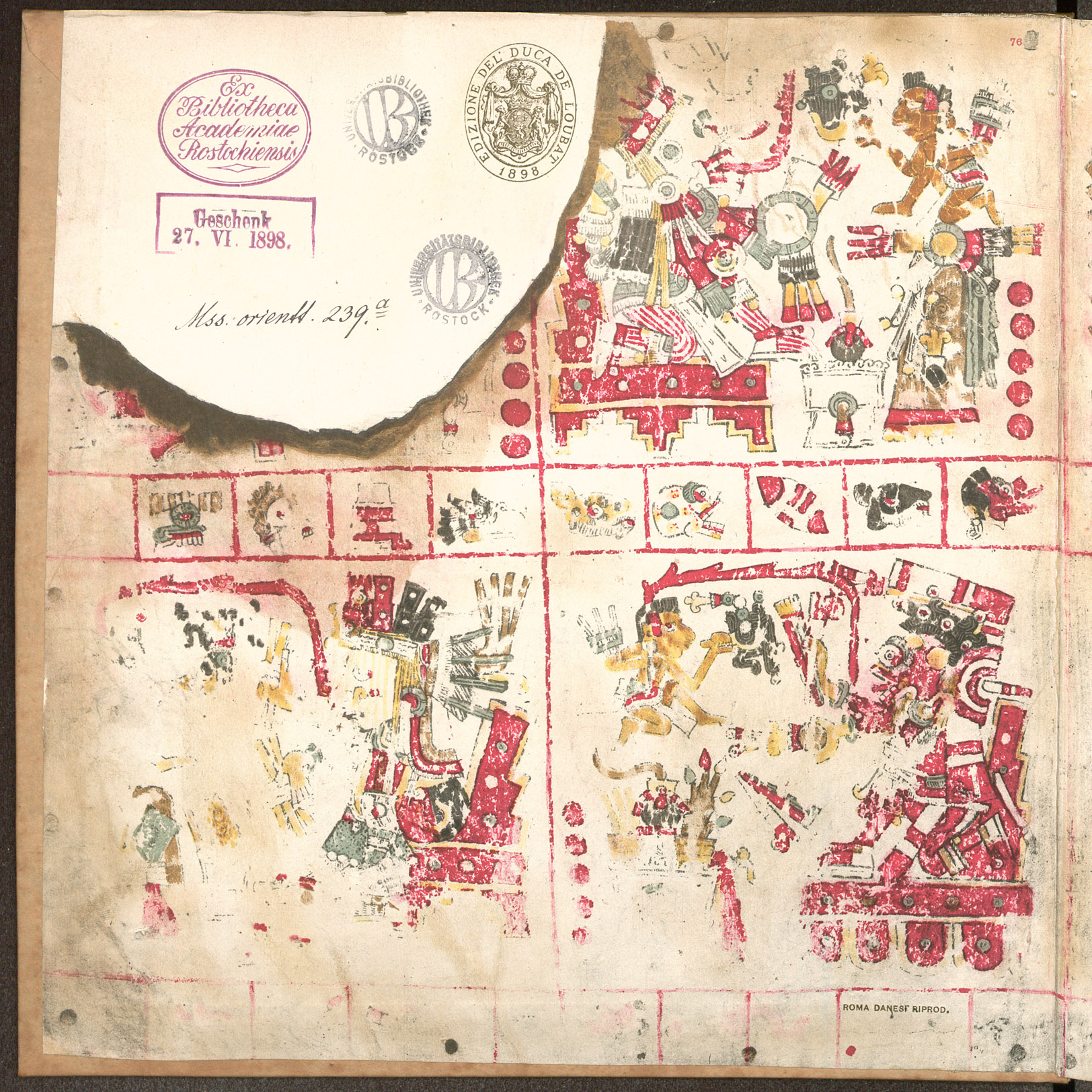
Pagina 76

## I simboli dei giorni
I simboli dei 20 giorni (tonalli) che si incontrano nel Codice e le divinità azteche ad essi correlati sono riportati nella seguente tabella sinottica.
| Numero | Simbolo | Descrizione | Nome azteco   | Divinità associata | Significato del nome del Dio e funzione                                       |
| ------ | ------- | ----------- | ------------- | ------------------ | ----------------------------------------------------------------------------- |
| 1      |         | Alligatore  | Cipactli      | Tonacatecuhtli     | Suprema divinità maschile.                                                    |
| 2      |         | Vento       | Ehecatl       | Quetzalcoatl       | "Serpente Piumato", divinità della conoscenza e del Vento.                    |
| 3      |         | Casa        | Calli         | Tepeyollotl        | "Cuore della Montagna".                                                       |
| 4      |         | Lucertola   | Cuetzpalin    | Huehuecoyotl       | "Vecchio Coyote".                                                             |
| 5      |         | Serpente    | Coatl         | Chalchiuhtlicue    | "Veste di Giada", Dea dell'acqua e della bellezza.                            |
| 6      |         | Morte       | Miquiztli     | Tecciztecatl       | "Signor Lumaca" oppure "Dio della Vecchia Luna", Dio che divenne la Luna.     |
| 7      |         | Cervo       | Mazatl        | Tlaloc             | "Nettare della Terra", Dio del tuono e della pioggia.                         |
| 8      |         | Coniglio    | Tochtli       | Mayahuel           | "Procuratrice di Agave", giovine che dopo la morte divenne Dea della Pulque.  |
| 9      |         | Acqua       | Atl           | Xiuhtecuhtli       | "Signore dell'Azzurro", anziano Dio del fuoco.                                |
| 10     |         | Cane        | Itzcuintli    | Mictlantecuhtli    | "Re del Mictlan", divinità malevola contraria alla creazione dell'uomo.       |
| 11     |         | Scimmia     | Ozomahtli     | Xochipilli         | "Giovine in Fiore" oppure "Principe dei Fiori", Dio dell'ulama e della flora. |
| 12     |         | Erba        | Malinalli     | Patecatl           | "Signore della Medicina", biondo Dio della medicina ed egli stesso dottore.   |
| 13     |         | Canna       | Acatl         | Tezcatlipoca       | "Specchio Infuocato", Divinità maligna                                        |
| 14     |         | Giaguaro    | Ocelotl       | Tlazolteotl        | "Dea delle Cose sporche", dea della sporcizia (peccati) e dell'amore.         |
| 15     |         | Aquila      | Cuauhtli      | Xipe Totec         | "Nostro Signore Scorticato, divinità della flora e della primavera.           |
| 16     |         | Avvoltoio   | Cozcacuauhtli | Itzpapalotl        | "Farfalla di Ossidiana", mostro malvagio.                                     |
| 17     |         | Movimento   | Ollin         | Xolotl             | "Animale", ibrido fra Cane ed Umano, guida del Mictlan.                       |
| 18     |         | Selce       | Tecpatl       | Chalchiutotolin    | "Tacchino di Giada", Dio delle malattie.                                      |
| 19     |         | Pioggia     | Quiahuitl     | Tonatiuh           | "Sole", nato dal sacrificio di Nanahuatl, divinità datrice di vita.           |
| 20     |         | Fiore       | Xochitl       | Xochiquetzal       | "Fiore Piumato", Dea delle donne.                                             |